# Cronologia della guerra civile siriana
Questa è un'ampia linea temporale del corso dei grandi eventi della guerra civile siriana. Include solo i principali cambiamenti e attacchi territoriali e non include tutti gli eventi.
Le proteste della primavera araba del marzo 2011 contro il presidente siriano Bashar al-Assad si sono gradualmente trasformate in una guerra civile su larga scala. Il nome del conflitto deriva dalla dichiarazione del 15 luglio 2011 del Comitato internazionale della Croce Rossa secondo cui i combattimenti erano ormai così diffusi che la situazione in Siria doveva essere considerata una "guerra civile" a tutti gli effetti.
Il conflitto è in corso da 14 anni da quando le proteste della Giornata siriana della rabbia si avviarono il 15 marzo 2011.

Animazione che mostra i cambiamenti nel controllo territoriale siriano, così come le basi militari straniere, tra ottobre 2011 e marzo 2019.

## Narrazione cronologica divisa in fasi

### L'inizio della rivolta (gennaio 2011 - marzo 2011)
La prima fase dell'insurrezione contro il governo siriano è caratterizzata da una serie di manifestazioni di piazza organizzate attraverso i social network sulla scia di iniziative simili che si stavano diffondendo in Vicino Oriente e Nord Africa (Primavera araba).
In un'intervista concessa al quotidiano statunitense Wall Street Journal, Baššār al-Asad si dice convinto del fatto che siano necessarie riforme e che si stia costruendo una "nuova era" in Vicino Oriente, mentre in altri paesi del Nordafrica si svolgono manifestazioni di piazza senza precedenti. La mobilitazione indetta però in Siria per il 4 e 5 febbraio 2011, in contemporanea con la "giornata della partenza" proclamata in Egitto, non ottiene il risultato sperato e scarse risultano le adesioni da parte della popolazione, soprattutto per la paura di ritorsioni da parte degli organi di sicurezza. Il giorno prima si era rivelato un insuccesso un sit-in indetto davanti alla sede del Parlamento "in segno di solidarietà con studenti, lavoratori e pensionati privi di reddito".
Per limitare le possibili aggregazioni di manifestanti, il governo attua una politica di censura su Internet, impedendo l'accesso a Facebook, Twitter e YouTube. Tuttavia il 10 febbraio Damasco apre definitivamente ai social network e dopo 5 anni fa cadere il divieto che ne prevedeva l'oscuramento. La decisione di eliminare le limitazioni, secondo quanto riferisce il quotidiano filo-governativo al-Waṭan (La Patria), dimostra "la fiducia del governo nell'uso della rete". Secondo l'opposizione il libero accesso ai social network sarebbe un tentativo delle autorità siriane di contrastare le attività sediziose contro il regime. Il 17 febbraio però Tal al-Mallūḥī, giovane blogger siriana, viene condannata a cinque anni di carcere dall'Alta corte per la sicurezza dello Stato, con l'accusa di aver lavorato per conto della CIA.
Dal 15 marzo la Siria è di nuovo percorsa da timide manifestazioni anti-regime, che però solo a Dar'a, città della Siria meridionale, capoluogo della regione agricola e tribale del Hawran (tra le più povere del paese), sfociano dal 18 marzo in proteste di massa senza precedenti, represse con le forze militari. Numerose persone rimangono uccise durante gli scontri. Il governatore della regione, Fayṣal Kulthūm, il 23 marzo viene rimosso dall'incarico dal presidente siriano.
Nonostante l'annuncio delle riforme dato il giorno prima dal portavoce del presidente, il 25 marzo le proteste proseguono e sfociano in scontri che provocano numerose vittime a Dar'a, Latakia e Samnin. Il 26 marzo, mentre manifestazioni si svolgono a Dar'a, i partecipanti al funerale delle vittime dei giorni precedenti danno alle fiamme la sede locale del partito Ba'th e manifestazioni si svolgono anche a Latakia, dove il giorno successivo si apprende che almeno 12 persone (secondo l'opposizione 20), tra cui una decina di militari, rimangono uccise negli scontri. A Darʿā, ancora il 28 marzo persone scese in strada per protestare contro lo stato di emergenza sono fatte oggetto di attacchi a colpi di arma da fuoco da parte della polizia. Nello stesso giorno il vice presidente siriano annuncia che il presidente Asad prenderà decisioni che saranno "gradite al popolo siriano". Il 30 marzo, durante la repressione delle manifestazioni, rimangono uccise altre 25 persone a Latakia.
Parallelamente alla repressione delle manifestazioni, il presidente siriano offre una serie di concessioni: scioglie il governo e nomina l'ex ministro dell'Agricoltura Adel Safar nuovo Premier, la coscrizione obbligatoria viene ridotta da 21 a 18 mesi, viene rimosso il governatore della provincia di Darʿā, vengono fatte promesse per la diminuzione delle tasse e la revisione dei salari. Assad accusa forze straniere di fomentare la rivolta e condanna i media satellitari come Al Jazeera di sobillare i rivoltosi.

### La diffusione (aprile 2011 - maggio 2011)

Situazione delle proteste in Siria al 15 aprile 2011

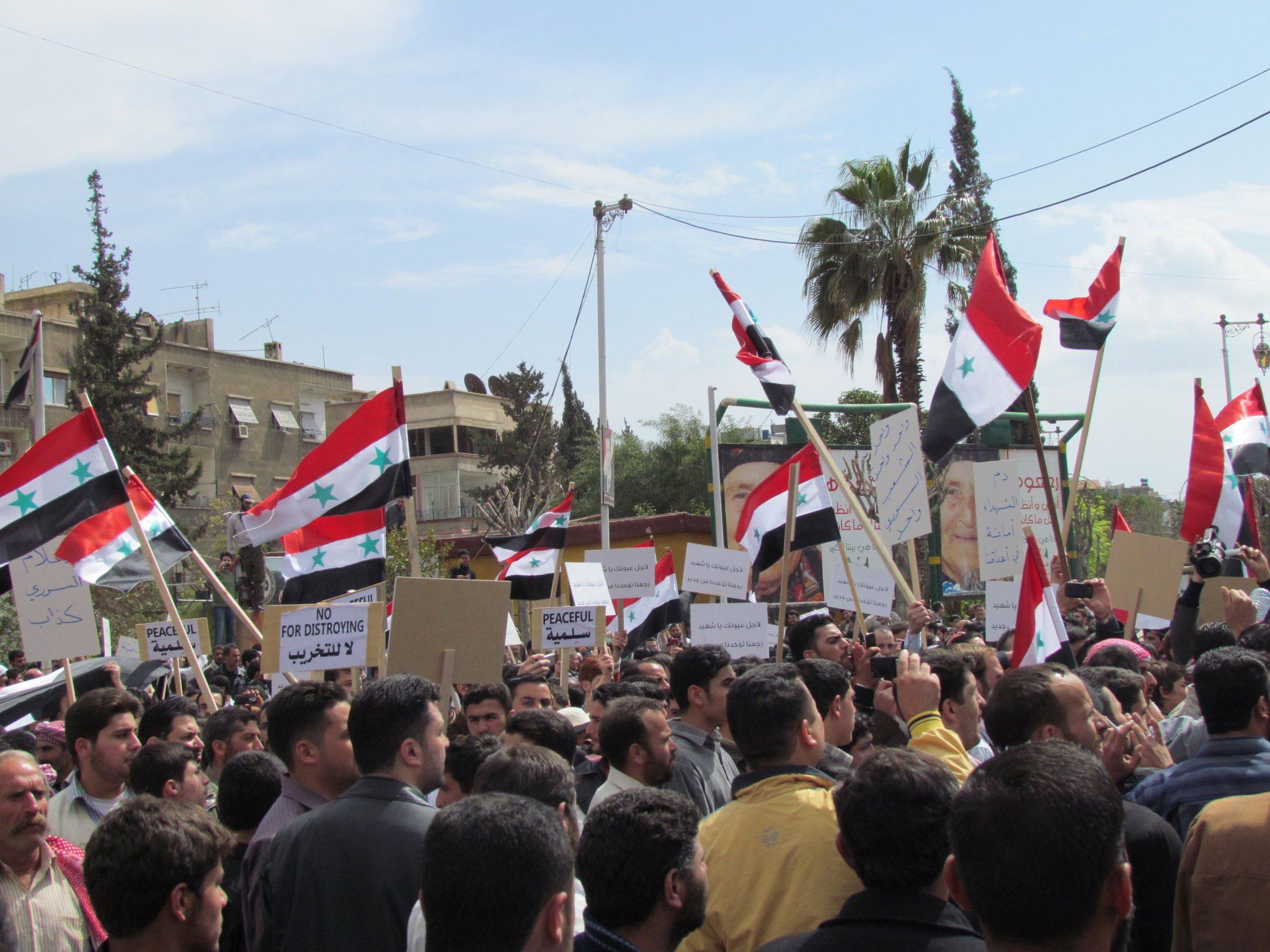
Manifestazione filogovernativa a Damasco l'8 aprile 2011

Aprile si apre con imponenti manifestazioni che interessano tutte le maggiori città del Paese, ma è a Dar'a, nella Siria meridionale, che si concentrano gli scontri più violenti. A partire dall'8 aprile numerosi manifestanti rimangono uccisi nel corso di scontri che durano alcuni giorni.
A Dar'a, diventata il fulcro delle proteste, viene per la prima volta schierato l'esercito siriano che con 6.000 uomini e mezzi corazzati cinge d'assedio la città; oltre 400 sono i decessi registrati dall'inizio della protesta, mentre circa 500 persone sono tratte in arresto. Oltre a Dar'a, la protesta dilaga in diverse città della Siria: Latakia, Homs, Damasco e Aleppo, dove attivisti dei diritti umani riferiscono di numerosi morti e centinaia di feriti.
Il 22 aprile un raduno di manifestanti a Damasco contro il regime viene disperso a colpi di fumogeni; altre proteste si svolgono contemporaneamente a Kamichlié e Amuda. In un sobborgo a nord della capitale, Duma, si registrano alcuni morti a seguito di scontri tra polizia e manifestanti, così come in altre città siriane. Nel corso della giornata, che vede man mano estendersi la protesta in numerose città del paese, oltre 100 persone muoiono a seguito della repressione.

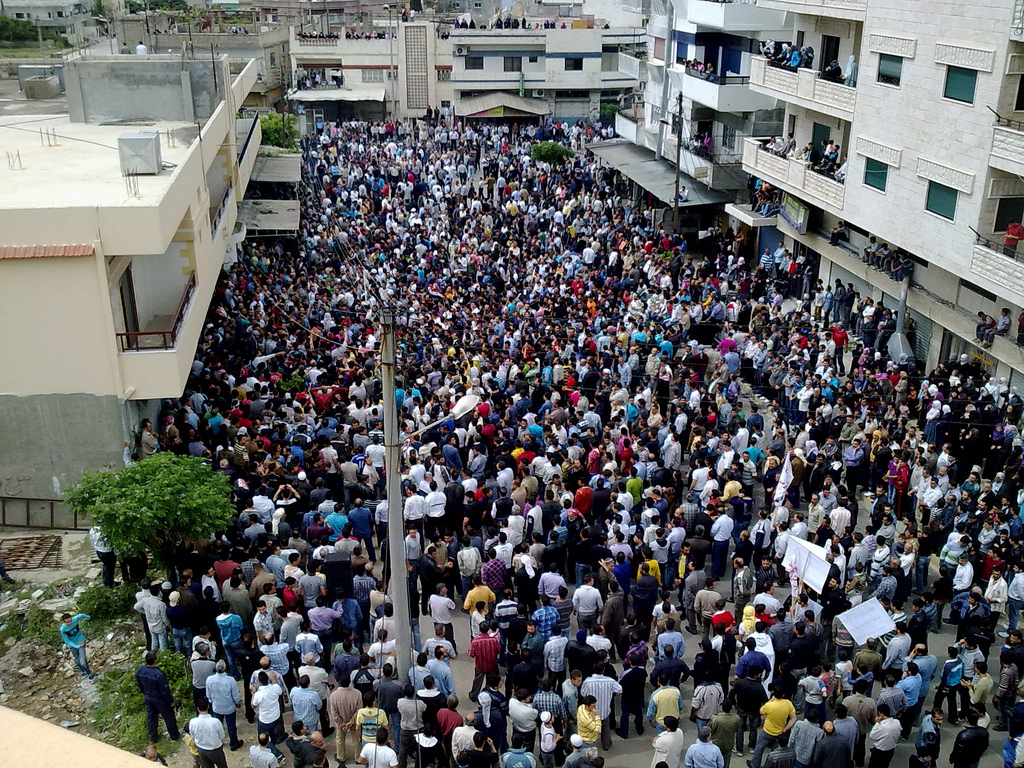
Manifestazione a Baniyas il 29 aprile 2011: il "venerdì della rabbia"

Venerdì 29 aprile manifestazioni si svolgono in numerosissime piazze del paese, compresa Dar'a, e per la prima volta compaiono organizzazioni dichiaratamente islamiste, come la clandestina Fratellanza Musulmana messa fuori legge nel paese. Dopo un sanguinoso attacco contro la città di Baniyas (una delle roccaforti della protesta) il 7 maggio, l'11 maggio anche la città di Homs e soprattutto il quartiere di Bab Amr sono al centro di una vasta operazione dell'esercito siriano.
A metà maggio una trentina di manifestanti risultano aver perso la vita negli scontri degli ultimi tre giorni tra manifestanti e forze di sicurezza a Tall Kalakh, nella Siria occidentale a ridosso del confine con il Libano. Durante il "venerdì delle libertà" proclamato per il 21 maggio, circa 40 persone vengono uccise dalle forze di polizia nel corso di manifestazioni nella provincia occidentale di Idlib e nella città di Homs.
Per tutto il mese di maggio le proteste si susseguono e aumenta il numero dei morti, arrivando a oltre 1.000; si contano anche 10.000 arresti tra gli attivisti. A partire dalla fine di marzo la piazza si riempie anche di manifestazioni a favore del governo, caratterizzate da una grande quantità di persone, una buona organizzazione e una forte visibilità sulle televisioni nazionali: manifestazioni si svolgono a Damasco, Aleppo, Tartus e Lattakia. Inoltre il governo continua ad accogliere parte delle richieste dei manifestanti, e il 21 aprile viene eliminato lo stato di emergenza.

### L'inizio della lotta armata (giugno 2011 - ottobre 2011)

La bandiera della Repubblica di Siria in uso tra il 1932 e il 1958 e adottata nuovamente nel 2011 dall'opposizione siriana.

Il 4 giugno 2011 avviene per la prima volta un'azione di protesta in cui i dimostranti prendono le armi e reagiscono violentemente agli apparati di sicurezza: a Jisr ash-Shugur, nella provincia di Idlib vicino al confine con la Turchia, i dimostranti aggrediscono le forze di polizia uccidendo 8 persone e prendono il controllo della locale stazione di polizia, saccheggiandola e distribuendo le armi contenute al suo interno; gli scontri continuano per una settimana, nella quale i gruppi armati uccidono un totale di 120 poliziotti. La reazione del governo è delle più dure: oltre all'esercito, vengono dispiegati i carri armati e alcuni elicotteri, ma solo il 12 giugno viene ristabilita la calma in città; 10.000 residenti fuggono dalla battaglia oltrepassando il confine con la Turchia. Altre manifestazioni, più pacifiche, si tengono a Ma'arrat al-Nu'man e Aleppo.
Il 3 luglio 2011 ad Hama si svolge la più imponente manifestazione contro il governo; la circostanza è particolarmente delicata in quanto è la prima azione di ribellione di questa città dopo la sanguinosa insurrezione del 1982, e l'organizzazione islamista dei Fratelli Musulmani è qui ancora molto forte. L'intervento del governo è immediato: viene inviato l'esercito e in un mese viene riportata la calma in città a costo di più di 200 morti. La durissima repressione del governo, senza che si fossero verificate reali ostilità da parte dei dimostranti, genera la prima forte protesta sul piano internazionale, principalmente da Stati Uniti d'America e Unione europea.
Fin da inizio giugno, quando la repressione si intensifica, si registrano casi di diserzione da parte di membri della polizia e dell'esercito. Il 29 luglio 2011 un gruppo di ufficiali disertori crea l'Esercito siriano libero (ESL): questo evento modifica sensibilmente l'evoluzione dell'opposizione che, di fatto, si trasforma in un vero e proprio esercito combattente con lo scopo di destituire il governo baatista. L'ESL comincia a creare una catena di comando e a organizzare i gruppi ribelli, armandoli e addestrandoli. Le due principali città siriane, Damasco e Aleppo, registrano ancora alcune manifestazioni di opposizione, ma il numero di partecipanti è molto basso e non si verificano significativi atti di repressione; le piazze principali sono invece teatro di oceanici raduni di manifestanti filogovernativi.
Il 23 agosto 2011 i vari gruppi di opposizione in esilio creano il Consiglio nazionale siriano (CNS) con sede a Istanbul; l'intento è quello di creare un punto di riferimento politico per l'opposizione siriana e creare un interlocutore con l'ESL, tuttavia l'opposizione rimarrà sempre un insieme poco amalgamato di gruppi politici da molto tempo in esilio (quindi con poca conoscenza della reale situazione in patria) e diviso su linee ideologiche, etniche e religiose.
Con la nascita dell'ESL gli scontri diventano molto più violenti e, al posto delle dimostrazioni di piazza, si verificano atti di guerriglia, sabotaggio e imboscate. Un esempio è la battaglia di Rastan, combattuta tra il 27 settembre e il 1º ottobre 2011 in cui i ribelli riescono a sconfiggere l'esercito regolare e allontanarlo dalla città per quattro giorni. Le forze armate governative reagiscono mettendo in campo l'aviazione e la marina. Per tutta la durata di ottobre in Siria si registrano combattimenti in tutte le città, soprattutto a Idlib e nel suo governatorato.

### Lo scoppio della guerra (novembre 2011 - marzo 2012)
Sebbene a livello internazionale la crisi siriana non venga ancora ufficialmente considerata una guerra civile, sul campo si verifica un'escalation degli scontri causata anche dal flusso continuo di disertori che ingrossano le file dell'ESL. L'evento più significativo è la serie di attacchi che a fine ottobre vengono compiuti dall'Esercito Siriano Libero nella città di Homs, in cui vengono uccisi 37 soldati; la reazione dell'esercito regolare trova un livello di resistenza mai incontrato prima e, a differenza delle operazioni svolte a Dar'a e Hama, la rivolta non viene sedata. L'ESL riesce a conquistare i quartieri nevralgici della terza città siriana e costringe l'esercito a ripiegare in difesa, e il corrispondente di Sky News Stuart Ramsay descrive la situazione a Homs come una "chiara zona di guerra". A causa della tenace resistenza dei ribelli, Homs verrà in seguito definita "capitale della rivoluzione".
L'assedio di Homs, anche a causa della sua durata, provoca anche i primi chiari scontri settari tra civili, prevalentemente musulmani sunniti e alawiti. Tra novembre e dicembre l'ESL si alimenta grazie alle continue diserzioni e aumenta il numero e l'intensità degli attacchi. In circa due mesi vengono attaccati in sequenza la sede dei servizi segreti dell'aeronautica a Damasco, le sedi del Partito Ba'th e dell'intelligence a Idlib e un aeroporto militare vicino Homs. Il 15 dicembre a Dar'a i ribelli uccidono 27 soldati in un'imboscata, l'attacco singolo più sanguinoso finora avvenuto. Il 28 dicembre, di fronte alle difficoltà sorte nel combattere una guerra asimmetrica, il presidente Bashar al-Assad fa nuove concessioni agli oppositori: oltre alla liberazione di 755 detenuti politici, tra le concessioni più importanti vi è la modifica della costituzione che, tra i punti fondamentali, prevede un tetto alla possibilità di ricandidatura del presidente a due mandati ed elimina la citazione del Partito Ba'th come partito unico in Siria. La nuova costituzione fu approvata in occasione del referendum costituzionale del 26 febbraio 2012. A gennaio 2012 non si verificano più manifestazioni pacifiche di piazza, che lasciano il posto a un conflitto armato su larga scala. L'Esercito siriano libero ottiene importanti vittorie in tutto il Paese: a Zabadani l'opposizione controlla l'intera città e avanza nei dintorni di Damasco, soprattutto nella città di Duma, dove l'esercito regolare è costretto a ritirarsi. A Idlib, dopo una lunga serie di scontri, i ribelli controllano parte della città. Nel governatorato di Homs l'opposizione armata, dopo una settimana di scontri, ottiene il pieno controllo della città di Rastan e delle cittadine nei dintorni; l'esercito regolare, decimato dalle defezioni, è costretto alla ritirata.
Sebbene l'Esercito siriano libero costituisca l'ossatura dell'opposizione armata in Siria, a inizio gennaio 2012 compaiono altri gruppi paralleli che operano in maniera più autonoma. Tra essi quello più importante è il Fronte al-Nusra che si costituisce il 23 gennaio. Il gruppo è inizialmente composto da membri della branca irachena di Al Qaeda (Stato Islamico dell'Iraq) che combatte la presenza americana nel paese; i membri siriani dell'organizzazione, inclusi militanti di nazionalità irachena, tornano in patria vedendo nella crisi siriana l'opportunità di rovesciare il governo di Asad e instaurare uno Stato islamico basato sulla sharia. Il Fronte al-Nusra, rappresentante l'ala più radicale del fondamentalismo sunnita, opera in maniera indipendente e con finalità diverse rispetto all'ESL, tuttavia elementi di entrambe le fazioni combattono insieme contro le truppe regolari siriane. Il gruppo introduce una strategia di attacco molto più violenta, basata anche su attentatori suicidi che eseguono singoli attentati contro istituzioni governative con finalità di puro terrorismo. La strategia degli attacchi suicidi, generalmente per mezzo di autobombe, viene inaugurata nel distretto Al-Midan di Damasco il 6 gennaio 2012 con la morte di 26 persone, tra cui molti civili.
L'esercito siriano, inizialmente in difficoltà di fronte ai successi dei ribelli, organizza una controffensiva il 2 febbraio che dura circa due mesi e permette al Governo di arginare l'avanzata dei ribelli nel Governatorato di Damasco; il risultato più importante viene ottenuto nella città di Idlib, che il 15 marzo viene riconquistata dopo giorni di combattimenti. Alla fine di marzo 2012 il computo totale dei morti in Siria sale a 10.000.

### Le uccisioni di civili (aprile 2012 - giugno 2012)

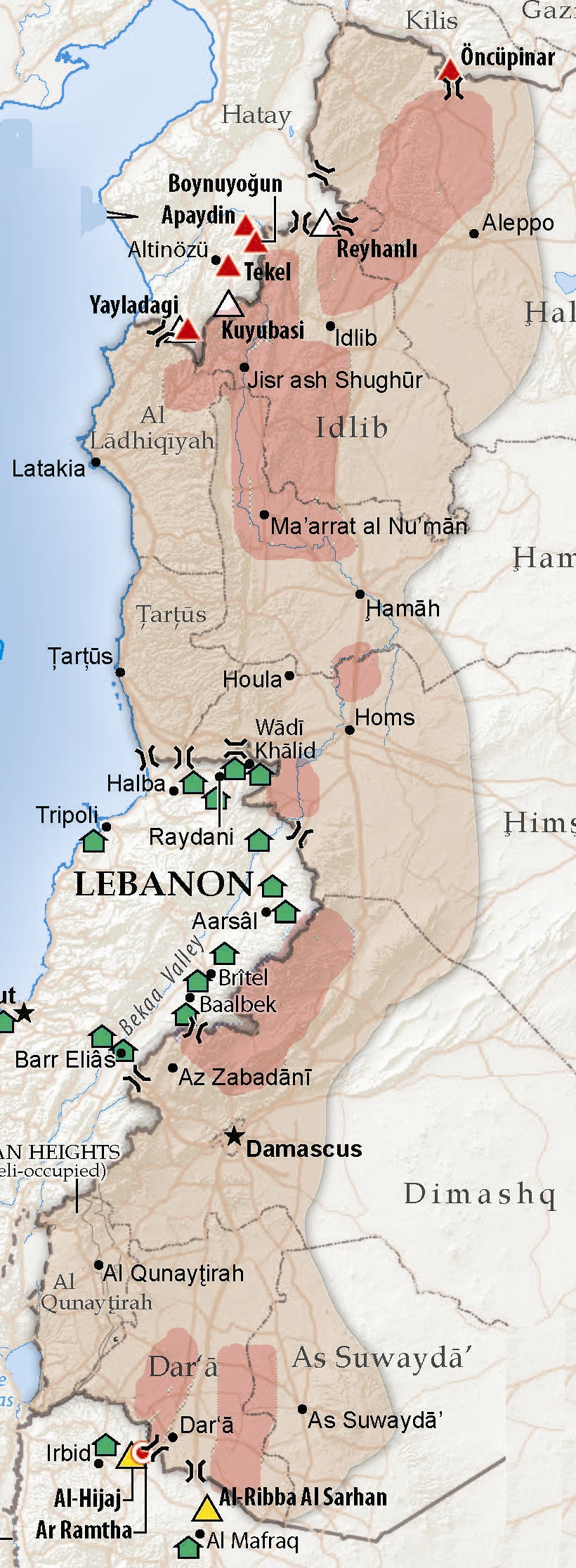
Situazione a giugno 2012. Il rosa chiaro indica le aree di conflitto, le zone rosse quelle conquistate dall'ESL.

L'avanzata dei ribelli in molte aree del Paese estremizza la reazione del Governo; vengono utilizzati elicotteri d'attacco nei centri abitati e nelle città i soldati governativi impiegano negli assalti sempre più spesso le milizie shabiha: tali bande, composte prevalentemente da siriani di religione alawita e senza una reale struttura organizzativa, sono composte da giovani spesso legati alla criminalità comune. Le bande di shabiha compaiono in maniera concomitante alle prime manifestazioni antigovernative del 2011, dove sono protagonisti di gesti di violenza contro i dimostranti, e con l'acuirsi della crisi vengono impiegate nelle azioni più violente contro i ribelli e i civili considerati sostenitori dell'opposizione. Tale impiego dovrebbe proteggere l'esercito regolare da eventuali accuse di violazione dei diritti umani.
A partire da aprile 2012 l'abuso nell'utilizzo degli shabiha provoca una serie di massacri della popolazione civile che culmina nei due episodi più gravi: la strage di Hula, in cui vengono uccise a sangue freddo 108 persone, e quella di Al-Qubeir, dove vengono uccise 78 persone; in entrambi i casi il Governo siriano cerca di negare l'accaduto attribuendo la responsabilità ai gruppi ribelli. L'eco delle stragi, amplificate dai media, provoca per la prima volta una forte reazione internazionale: a fine maggio molte nazioni espellono l'ambasciatore siriano per prendere le distanze dal Governo di Assad.
Da giugno 2012, vedendo le difficoltà nella gestione della crisi da parte del Governo siriano, molte nazioni straniere cominciano a prefigurare una prossima caduta di Assad e sostengono apertamente il fronte dei ribelli. La nazione più attiva è la Turchia, che fornisce armi all'ESL e dà rifugio ai vertici militari dell'opposizione.
Gli Stati Uniti lanciano il programma segreto Timber Sycamore, che ha l'obiettivo di finanziare, addestrare e armare le formazioni ribelli.. Anche la Francia e il Regno Unito cominciano a fornire equipaggiamenti e finanziamenti, mentre l'Unione europea inasprisce l'embargo sulla Siria. Gli Stati del Golfo Persico, in maniera simile a quanto avvenuto durante le rivolte della "primavera araba", da aprile 2012 finanziano e inviano armi ai ribelli: i destinatari sono prevalentemente i gruppi di ispirazione salafita.
La presa di posizione a favore dei ribelli di molte nazioni provoca la reazione degli Stati tradizionalmente alleati della Siria. La Russia, che ha un accordo con il governo di Assad per l'utilizzo del porto di Tartus, invia del personale tecnico per l'addestramento dei militari siriani. L'Iran, che teme di perdere un prezioso alleato regionale, in aprile comincia ad inviare armi e finanziamenti al governo siriano. Sul campo i ribelli continuano a guadagnare terreno, avanzando nel Governatorato di Idlib e soprattutto conquistando il 10 luglio la cittadina di Al-Qusayr, posizionata strategicamente su un valico di confine con il Libano e sulla strada che conduce dalla costa ad Homs.

### Le battaglie di Damasco e Aleppo e il fronte curdo (luglio 2012 - agosto 2012)
Nel mese di luglio le forze ribelli continuano a mantenere l'iniziativa e scatenano la più imponente offensiva contro il Governo siriano tentata finora. Le due principali città siriane, la capitale Damasco e Aleppo, cuore commerciale del Paese, fin dal 2011 non erano state teatro di forti manifestazioni antigovernative e finora erano state colpite dal conflitto solo in maniera marginale. A Damasco i ribelli erano stati fermati a inizio anno prima che entrassero nei sobborghi della città, successivamente i danni più ingenti erano stati singoli attacchi terroristici per mezzo di autobomba contro obiettivi militari o governativi. Anche nella città di Aleppo, a parte poche manifestazioni di piazza, non si erano mai verificati scontri armati e la città veniva considerata una roccaforte filo-governativa. I dintorni di Aleppo invece, a partire da febbraio, erano stati oggetto dell'avanzata dei miliziani dell'ESL che provenivano dalle loro roccaforti intorno a Idlib e dal confine turco.
A metà luglio i ribelli attaccano entrambe le città, in un'operazione cui partecipano sia l'Esercito siriano libero sia le formazioni islamiste. Il 15 luglio 2012 inizia la battaglia di Damasco, denominata "Operazione vulcano di Damasco": l'operazione coinvolge brigate ribelli appositamente spostate dalle aree a nord del Paese, che si riversarono in città dando luogo a una serie di scontri a fuoco con l'esercito regolare e applicando la tattica della guerriglia cittadina. Il 18 luglio una bomba distrugge il quartier generale della Sicurezza nazionale; nell'attentato muoiono alti dirigenti militari e del governo. La contemporanea offensiva ribelle verso le aree centrali della città fa presagire un imminente crollo del regime, tuttavia, anche a causa del mancato sostegno popolare dei cittadini di Damasco, i ribelli non riescono a consolidare le posizioni conquistate e le forze armate siriane riescono a organizzare una controffensiva che allontana i ribelli verso le zone periferiche della città, di cui riescono a mantenere il controllo. La battaglia di Damasco è una dura sconfitta per l'ESL e per la prima volta si crea una spaccatura tra i settori della società che solidarizzavano con le prime manifestazioni pacifiche e i ribelli armati.

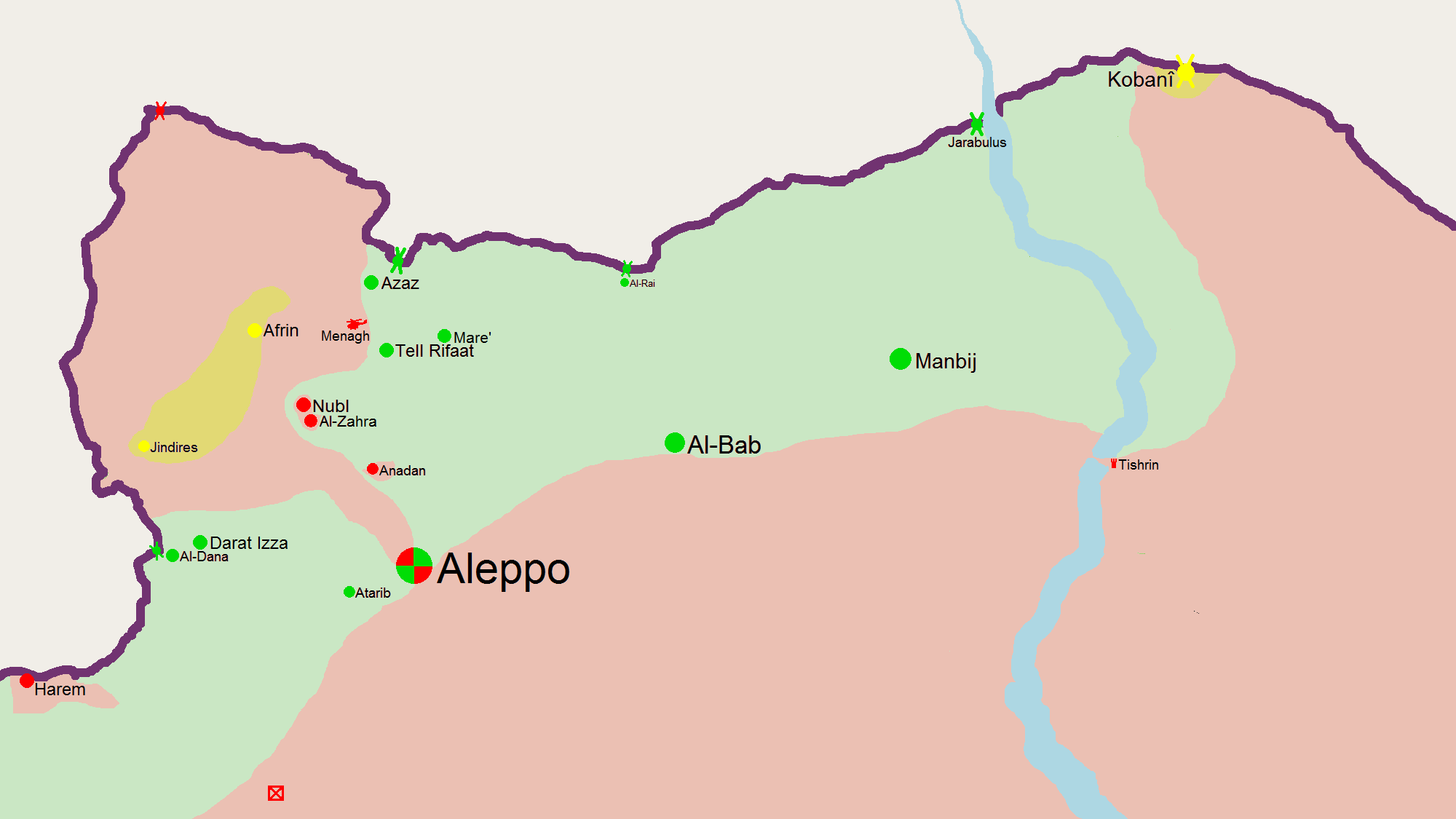
Situazione nel nord-ovest della Siria al 20 luglio 2012: in rosso il Governo, in verde i ribelli, in giallo i curdi.

Il 19 luglio 2012 inizia la battaglia di Aleppo, denominata dai ribelli "madre di tutte le battaglie"; l'attacco, quasi contemporaneo a quello di Damasco, coglie alla sprovvista le truppe governative, orientate alla difesa della capitale: i ribelli, attaccando da sud-ovest e nord-est, riescono a entrare in città, raggiungendo il centro storico. La contemporanea conquista dei ribelli delle strade di collegamento con la frontiera turca permette di aprire un vitale canale di approvvigionamento. A inizio agosto i ribelli controllano buona parte della città, riuscendo a unire i due fronti di attacco; tuttavia, grazie al martellante uso dell'aviazione e dell'artiglieria pesante, l'esercito regolare riesce a bloccare l'avanzata delle milizie ribelli e a respingerli dal quartiere strategico di Salaheddine. La battaglia non si conclude ma si trasforma in una logorante guerra di posizione, caratterizzata da poche modifiche territoriali, con ribelli ed esercito governativo che controllano ognuno circa il 50% della città.
Sempre nel mese di luglio, a Erbil in Iraq, i due principali partiti che rappresentano la popolazione di etnia curda siriana, minoranza etnica a lungo discriminata dal governo, siglano un accordo che prevede la formazione di un organo politico unitario (il Consiglio Democratico Siriano) e la "liberazione" delle aree a maggioranza curda, in modo da implementare un governo autonomo. La posizione curda è di fatto completamente indipendente sia dai ribelli che dal governo centrale: i ribelli sono considerati degli alleati ma vengono visti con scetticismo per i legami instaurati con la Turchia e la presenza delle fazioni islamiste; il governo centrale viene considerato il vero nemico ma, di fatto, durante le prime dimostrazioni la repressione è stata molto meno violenta rispetto alle zone arabe. Inoltre la nuova dirigenza curda vuole operare in modo da mantenere inalterata l'amministrazione pubblica siriana, per poi gradualmente sostituirla con quella propria.
Il 19 luglio 2012 le Unità di Protezione Popolare (YPG), braccio armato del Consiglio Democratico Siriano, iniziano la campagna di liberazione del Kurdistan Siriano entrando in armi nelle città di Ayn al-Arab, Amuda ed Efrin: la reazione delle forze governative (polizia ed esercito) è estremamente debole, e le città vengono abbandonate senza combattere. Il giorno successivo vengono occupati altri villaggi intorno al confine turco. La mossa successiva dell'YPG è la conquista della città di Qamishli, la più grande città siriana a maggioranza curda nell'est del paese, ma la forte presenza di popolazione araba e di forze di sicurezza governative porta ai primi scontri armati. Il numero di combattenti YPG sovrasta i militari siriani che si ritrovano presto completamente circondati; in città si genera una "guerra fredda" tra le due fazioni, per cui da un lato le truppe regolari rimangono nelle loro caserme ma dall'altro l'amministrazione statale della città viene mantenuta. Entro il 24 luglio, in meno di una settimana dall'inizio delle ostilità, le forze curde occupano tutte le città a maggioranza curda nel nord del paese in un'operazione che comporta un numero ridottissimo di perdite sia per i curdi che per le forze governative. La veloce e indolore avanzata curda è dovuta a due fattori: il sostegno popolare assoluto nelle aree a maggioranza curda e la volontà del governo siriano di focalizzarsi sui territori a maggioranza araba; la presenza dell'YPG nelle città del nord di fatto "libera" le truppe siriane che vengono dislocate nelle aree "calde" del paese. Il 2 agosto il Consiglio Democratico Siriano annuncia la liberazione della maggioranza del territorio del Kurdistan siriano.

### L'avanzata dei ribelli (settembre 2012 - dicembre 2012)
Il periodo successivo alle battaglie di Damasco e Aleppo vede i ribelli nuovamente all'attacco in tutte le zone del paese, e il conflitto si allarga all'intero territorio nazionale. A Damasco, l'esercito siriano allarga l'operazione che aveva permesso l'allontanamento dei ribelli dai quartieri centrali e attacca i sobborghi esterni controllati dagli insorti: l'intenzione è sfruttare la momentanea disorganizzazione dei ribelli in ritirata per mettere definitivamente al sicuro la città. Ad agosto l'esercito regolare riconquista la cittadina strategica di al-Tall, a nord della capitale e sulla strada che porta nella regione di Qalamun; i ribelli avevano qui ammassato le truppe per tentare un nuovo assalto a Damasco. Le truppe governative riescono ad avanzare anche nei sobborghi a sud e ad est della capitale.
La riconquista delle zone periferiche di Damasco viene condotta con estrema brutalità dall'esercito, che utilizza in larga misura artiglieria, elicotteri da combattimento e milizie shabiha; la popolazione di alcune cittadine periferiche è infatti solidale con gli insorti e gli attacchi non tengono conto del loro status di civili. Emblematica è la situazione di Darayya, roccaforte degli insorti posizionata sulla strada per l'aeroporto di Mezze: il bombardamento martellante e l'azione delle milizie filogovernative lascia sul campo più di 400 morti, la maggior parte vittima di esecuzione. L'operazione termina a fine settembre, quando l'esercito consolida le posizioni acquisite che corrispondono a quelle antecedenti alla battaglia di Damasco.
Si susseguono scontri per tutto il mese di ottobre, con piccole alterazioni dello status quo, mentre nello stesso periodo l'ESL conduce una campagna di omicidi mirati di vertici politici e militari. A novembre i ribelli scatenano una nuova offensiva su Damasco avanzando dalle roccaforti a sud e ad est della città, ottenendo a fine mese come successi la chiusura dell'aeroporto civile della capitale e la cattura di due basi militari a Hajar al-Aswad (sud) e Ghuta (est) dove vengono instaurati i centri direzionali dell'ESL. L'afflusso di armi e finanziamenti permette ai ribelli di migliorare le strategie di attacco e di difendersi anche contro l'aviazione.
L'avanzata dei ribelli viene rallentata dall'afflusso di nuove truppe regolari smobilitate dalle campagne e a prezzo di un gran numero di perdite. L'offensiva rallenta e si prolunga per tutto dicembre e gennaio: i successi più significativi per i ribelli avvengono sul fronte est, dove riescono a conquistare tutto il sobborgo di Ghuta, mentre a sud invece l'esercito regolare lancia una vittoriosa offensiva su Darayya. I fallimenti dei continui assalti alla città da parte dei ribelli sono dovuti al dispiegamento delle truppe migliori da parte del governo, che vuole difendere la capitale a oltranza ed evitare le condizioni del luglio 2012 che avevano portato ad un passo dal crollo del regime. Il richiamo di un così ingente numero di soldati lascia però sguarniti gli altri fronti interni: soprattutto a nord della Siria, nei governatorati di Idlib e Aleppo, l'ESL, in collaborazione con le milizie jihādiste, dilaga soprattutto nelle zone rurali riuscendo a controllare gran parte dei punti di frontiera con la Turchia, vitali per l'afflusso di armi e combattenti. Verso la fine di settembre il centro di comando dell'ESL viene spostato dalla Turchia alle aree controllate.
Il successo strategicamente più significativo è la conquista della città di Ma'arrat al-Nu'man tra l'8 e il 13 ottobre, uno snodo fondamentale che collega Damasco, Aleppo, Idlib e la costa; la Siria viene in questo modo tagliata in due. Il 28 ottobre viene sottratto al controllo dell'esercito anche l'ultimo sobborgo di Idlib, Salqin, e la successiva conquista della cittadina di Saraqib permette di isolare completamente Idlib e Aleppo dalle regioni costiere. La costa, ossia i governatorati di Lattakia e Tartus, sono filogovernativi; l'atteggiamento della popolazione è radicalmente cambiato rispetto alle prime manifestazioni del marzo 2011, quando nelle principali città costiere erano scoppiate dimostrazioni di protesta molto numerose, un cambiamento sintomatico della radicalizzazione della guerra civile e la sua deriva settaria: infatti le regioni costiere, a maggioranza sciita alawita, subiscono il fondamentalismo sunnita salafita dei gruppi jihadisti e la criminalizzazione da parte dei membri dell'ESL. Ad Aqrab, nel dicembre 2012, i ribelli compiono il massacro della popolazione civile di fede alawita, uccidendo circa 125 persone.

Situazione nella città di Aleppo a novembre 2012. In verde le aree controllate dai ribelli, in giallo dai curdi, in rosso dal Governo e in marrone le zone di conflitto.

Inoltre la presenza dei combattimenti genera un deterioramento dell'ordine pubblico causata dall'assenza di organismi statali riconosciuti: la criminalità comune aumenta sensibilmente, spesso confondendosi e appoggiandosi alle forze ribelli, si susseguono saccheggi e rapimenti a scopo estorsivo. I miliziani salafiti, col perdurare della crisi, cominciano ad assumere un ruolo di primo piano nel fronte ribelle a causa del loro forte impatto sul campo di battaglia, la crescita del loro numero e la maggiore disponibilità economica garantita dai finanziamenti da parte di Qatar e Arabia Saudita. Il fanatismo dei gruppi islamisti (tra cui il Fronte al-Nusra è il più numeroso) provoca la reazione non solo degli sciiti alawiti, ma anche delle altre minoranze etniche e religiose: a metà del 2012 si cominciano a formare gruppi auto-organizzati, denominati "Comitati Popolari", composti da cittadini di origine cristiana, drusa, alawita e sciita con lo scopo di difesa dalle azioni di odio settario da parte delle milizie sunnite. I primi gruppi nascono a Damasco, ma si registrano comitati in tutte le grandi città: ad Aleppo il comitato popolare cristiano partecipa alla battaglia dell'agosto 2012 per difendere i quartieri cristiani dall'avanzata dei ribelli. Verso la fine del 2012 il governo cerca di "istituzionalizzare" i comitati popolari fondendoli nella Forza Nazionale di Difesa: un'organizzazione alle dipendenze dell'esercito che fornisce armi, addestramento e coordinamento.
Nella città di Aleppo, il 27 settembre i ribelli tentano una nuova offensiva volta a risolvere lo stallo militare. L'attacco parte dai quartieri meridionali e presto raggiunge il centro storico della città; i combattimenti sono molto violenti e si registrano forti perdite in entrambi gli schieramenti. L'avanzata ribelle è molto lenta e si ferma alle porte dell'antico suq di Aleppo che viene completamente distrutto da un incendio generatosi durante gli scontri; dopo solo tre giorni l'offensiva raggiunge lo stallo a causa della tenace resistenza dell'esercito regolare, senza sostanziali modifiche allo status quo. Una nuova offensiva ribelle su larga scala viene scatenata in novembre, sfruttando il sostanziale isolamento di Aleppo dal resto del Paese, e questi nuovi attacchi partecipano con maggior presenza i miliziani islamisti del Fronte al-Nusra, che assumono anche il comando di alcune incursioni. Anche questa offensiva si risolve in una logorante guerra di posizione, con l'eccezione dei quartieri orientali dove i ribelli riescono a raggiungere l'aeroporto. Alla fine dell'anno ad Aleppo si combatte casa per casa, con la città divisa sostanzialmente a metà tra ribelli e forze governative.
Il 16 dicembre 2012 i ribelli, consolidata la presenza nella strategica città di Ma'arrat al-Nu'man, scatenano un'offensiva verso sud volta a conquistare la città di Hama, controllata interamente dal governo fin dal 2011. L'offensiva si rivela efficace anche per la ritirata dell'esercito siriano, che abbandona le aree rurali concentrandosi sulla difesa della città: l'offensiva viene infatti bloccata il 31 dicembre alle porte di Hama, ma i ribelli riescono a controllare molti villaggi inclusi due a maggioranza alawita dove gli abitanti sono oggetto dell'odio settario.

### L'ascesa del fondamentalismo islamico (gennaio 2013 - marzo 2013)
Sebbene il comando strategico delle operazioni dei ribelli sia ancora mantenuto dall'Esercito siriano libero, i gruppi estremisti cominciano ad acquisire sempre maggiore autonomia sul campo. La presenza di miliziani legati al fondamentalismo islamico è particolarmente forte nelle regioni orientali del paese, e fin dalla fine del 2012 si intensificano i combattimenti nella fascia fertile della valle dell'Eufrate, finora teatro solo di sporadiche scaramucce con l'esercito regolare. La valle dell'Eufrate è storicamente abitata da tribù un tempo beduine di religione sunnita e molto tradizionaliste, imparentate con i beduini provenienti dall'Arabia Saudita. In questa regione le incursioni dei ribelli sono guidate dalle formazioni islamiste, quasi sempre il Fronte al-Nusra. Il 19 settembre 2012 i ribelli conquistano il valico di frontiera con la Turchia nel centro nord della Siria, mentre il 22 novembre 2012 viene conquistato il valico con l'Iraq nella strategica città di Mayadin; queste conquiste assicurano ai ribelli un continuo flusso di uomini e rifornimenti, e in particolare dal valico con l'Iraq possono affluire in Siria i combattenti delle formazioni islamiste irachene che compongono l'ossatura del Fronte al-Nusra.
L'11 gennaio 2013 il Fronte al-Nusra, a capo di una coalizione di gruppi fondamentalisti, ottiene la prima conquista strategica di rilievo operando indipendentemente dall'ESL. Gli islamisti, dopo una serie di assalti, ottengono il pieno controllo della base militare di Taftanaz, una delle più grosse nel nord del paese, e possono ora accedere a carri armati, lanciarazzi e altro materiale militare. Successivamente gli islamisti ottengono una serie di successi lungo l'Eufrate: il 29 gennaio viene conquistato il ponte di Siyasiyeh, che connette Deir ez-Zor con Hasakah, e permette agli islamisti di entrare a contatto con la zona d'influenza curda. L'11 febbraio vengono conquistate le cittadine di Al-Thawrah e Tabqa Dam, dove sorge un'importante centrale idroelettrica, e il 14 febbraio viene occupato il valico con l'Iraq di Shadadeh. Il successo più importante avviene tra il 3 e il 6 marzo 2013 quando il Fronte al-Nusra assume il completo controllo di Raqqa, che garantisce il controllo di buona parte del centro-nord della Siria: la città era considerata "pacifica" e fin dal 2011 non si erano tenute dimostrazioni significative né conflitti armati, ma i ribelli, attaccando da nord, in pochissimo tempo occupano l'intera città causando la fuga dei pochi soldati regolari che si barricano nella locale base militare. I militanti del Fronte al-Nusra, appoggiati da Ahrar al-Sham, issano la bandiera nera del jihâd nella piazza principale e cominciano subito un processo di islamizzazione della città.

Offensiva dei ribelli a Damasco: in rosso la zona controllata dal Governo siriano e la linea del fronte al 6 febbraio 2013, in verde chiaro la zona controllata dai ribelli, in verde scuro le aree contese fino a marzo

La presenza dei fondamentalisti islamici si fa sentire anche sul fronte di Damasco, dove il 6 febbraio 2013 i ribelli lanciano una nuova offensiva verso il centro della città, denominata "battaglia dell'Armageddon". Ancora una volta è la periferia est che presenta le maggiori difficoltà per l'esercito regolare, e i ribelli arrivano fino alla circonvallazione interna della città. Tuttavia l'operazione di sfondamento verso il centro fallisce e la battaglia raggiunge lo stallo, con i ribelli bloccati alle "porte della città"; i miliziani del Fronte al-Nusra per la prima volta guidano alcuni attacchi e si rendono protagonisti di un'ondata di autobombe che producono 80 morti, per lo più civili. Le file dei gruppi fondamentalisti si arricchiscono anche di numerosi volontari stranieri che raggiungono la Siria dai paesi del Medio Oriente o da quelli Occidentali per unirsi al jihād.

### La battaglia di Qusayr (aprile 2013 - giugno 2013)
Ad aprile 2013 la guerra civile siriana vede il costante avanzamento dei ribelli in tutte le regioni del paese, soprattutto nelle aree rurali, mentre il governo riesce a mantenere il controllo sulle principali città, esclusa Aleppo che controlla solo parzialmente. Indicativamente i ribelli controllano circa il 60% del territorio.
Il rafforzamento della componente jihadista della ribellione e il continuo flusso di armi e finanziamenti verso i ribelli da parte di Qatar e Arabia Saudita impensieriscono l'Iran sciita, storico alleato della Siria di Assad e avversario degli Stati sunniti a cui contende il ruolo egemonico nell'area mediorientale. Un'eventuale caduta di Assad e la nascita di una nazione rigorosamente sunnita provocherebbe la rottura dell'"Asse della Resistenza", composto da Iran, Siria e l'Hezbollah libanese e, più in generale, della "Mezzaluna crescente sciita", ovvero la macroregione composta dagli stati a maggioranza sciita o governati da esponenti dello sciismo. L'Iran già dalle prime proteste in Siria nel 2011 ha fornito supporto alle forze armate siriane in termini di addestramento, rifornimenti e finanziamento, ma con l'inasprirsi delle ostilità il coinvolgimento è aumentato, fornendo armamenti, intelligence e addestratori militari sul campo. Ad aprile 2013, costatate le difficoltà del governo siriano sul campo, l'Iran decide di intervenire in maniera più decisiva: per farlo si affida ai miliziani libanesi di Hezbollah, che hanno le loro roccaforti al confine con la Siria. La situazione in Libano risente della crisi siriana, e soprattutto nelle cittadine di Hermel e Arsal, poste sul lato libanese dei valichi controllati dai ribelli, si forma un canale di approvvigionamento e di afflusso di combattenti.

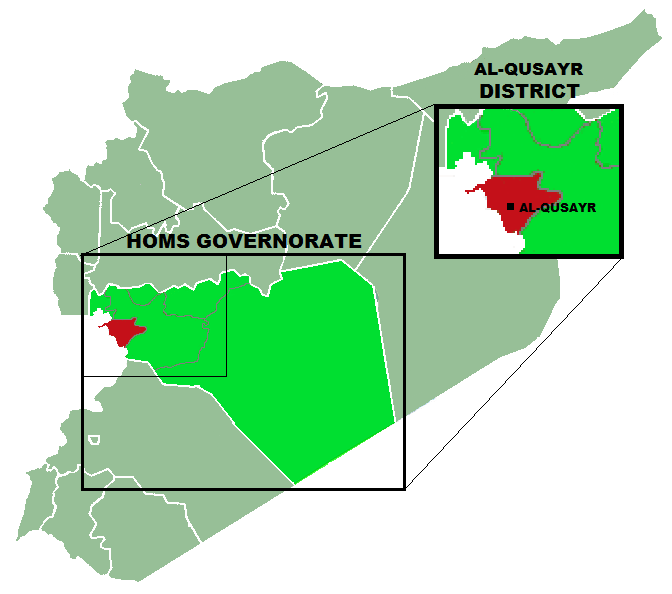
Posizione della città di al-Qusayr, al confine con il Libano.

L'11 aprile 2013 l'esercito siriano scatena un'offensiva contro la cittadina di al-Qusayr, controllata dai ribelli dal luglio 2012 e posizionata strategicamente sul confine libanese e sulla strada principale tra la costa, Damasco e Homs, ancora teatro di combattimenti. Dal Libano si riversano in Siria più di 700 combattenti sciiti di Hezbollah che si uniscono all'esercito regolare. I combattimenti crescono di intensità e, grazie alla tattica di guerriglia di Hezbollah, i ribelli sono costretti a cedere terreno, abbandonando numerosi villaggi. La strategia è quella di occupare le aree rurali per circondare e successivamente attaccare al-Qusayr; l'assedio della città viene completato il 19 maggio. L'assalto alla cittadina dura tre settimane e si conclude il 5 giugno con una completa vittoria dell'esercito siriano, che allontana i ribelli costretti a una precipitosa rotta verso la regione del Qalamun. La vittoria governativa è un punto di svolta per la guerra, poiché i ribelli perdono l'iniziativa e, per la prima volta, sono costretti a cedere ampie zone di territorio. La sconfitta e la ritirata disorganizzata provocano anche tensioni all'interno del fronte ribelle, con accuse reciproche tra i comandanti e la dirigenza politica del Consiglio Nazionale Siriano, considerato lontano dal campo di battaglia, oltre che tra le diverse anime della rivolta armata. Anche le cancellerie internazionali sono costrette a rivalutare la forza dei ribelli e considerare nuovamente Assad come un possibile interlocutore politico.
La rotta dei ribelli ad al-Qusayr apre la strada per Homs, dove fin dal 2011 continuano ininterrotti i combattimenti che vedono i ribelli mantenere le loro posizioni sui quartieri centrali della città. I rinforzi dell'esercito e di Hezbollah permettono di conquistare il 2 maggio il quartiere di Wadi al-Sayeh che divide le due aree controllate dai ribelli: la città vecchia e il distretto di Khalidiya che sono ora completamente separate e circondate. Il sostegno di Hezbollah galvanizza l'esercito regolare, che, da aprile, ottiene una serie di importanti vittorie anche sugli altri fronti: il 17 aprile nel governatorato di Idlib l'esercito riesce a rompere l'accerchiamento dei ribelli a Wadi al-Deif, permettendo di riottenere il controllo di due grosse basi militari nel nord. L'impegno nella battaglia di al-Qusayr ha anche sottratto forze ribelli da Aleppo, causando un loro indebolimento anche su questo fronte. Il 2 giugno, verso il termine della battaglia ad al-Qusayr, i vertici dell'esercito siriano chiedono a Hezbollah un affiancamento per un'offensiva sulla città, e centinaia di miliziani si spostano in profondità nel nord della Siria. L'operazione "Tempesta del Nord" inizia il 9 giugno. L'offensiva, nella prima settimana, causa l'arretramento dei ribelli sia in città che nelle campagne circostanti, tuttavia l'afflusso di nuovi combattenti e nuove armi, tra cui missili anticarro dall'Arabia Saudita, permettono ai ribelli di rallentare l'avanzata e fermarla il 17 giugno. Il 24 giugno l'ESL e i miliziani jihadisti lanciano un'operazione diversiva nei quartieri occidentali di Aleppo per dividere le forze governative, offensiva che viene chiamata "battaglia di Qadisiyah" in riferimento all'omonima battaglia del 636 quando le armate arabe sconfissero quelle persiane.

Offensiva del Governo siriano a Damasco: in rosso la zona controllata dal Governo siriano e la linea del fronte al 26 marzo 2013, in verde chiaro la zona controllata dai ribelli, in verde scuro le aree contese fino ad agosto.

Anche nel sud della Siria l'arrivo dei miliziani Hezbollah aiuta l'esercito regolare a guadagnare terreno nei confronti dei ribelli. L'8 maggio l'esercito conquista la città strategica di Khirbet Ghazaleh, che permette un controllo totale sull'autostrada che porta in Giordania e alla città di Dar'a, oggetto di combattimenti con i ribelli fin dal 2011. Anche Damasco vede l'avanzata delle truppe governative che, sostenute da Hezbollah, scatenano il 7 aprile un'offensiva su larga scala verso le roccaforti ribelli a est e sud della città: le aree oggetto dell'attacco sono Ghuta, Otaiba e soprattutto Jdaidet al-Fadl, dove ha luogo una feroce battaglia che causa numerosi morti tra la popolazione civile. Le vittorie governative portano all'accerchiamento dei ribelli nei sobborghi della città.

### La rottura nel fronte ribelle (luglio 2013 - agosto 2013)
Gli eventi di Qusayr e la lunga serie di vittorie strategiche da parte dell'esercito regolare hanno un impatto molto forte sul fronte dei ribelli, sia dal punto di vista militare che politico. Il ruolo di primo piano che l'Esercito siriano libero aveva tenuto fin dagli inizi della crisi comincia a sgretolarsi mentre le formazioni islamiste, che col tempo hanno aumentato la loro influenza nelle battaglie, cominciano a operare in maniera sempre più autonoma o a prendere la guida delle operazioni.
Il gruppo islamista più violento, il Fronte al-Nusra, viene affiancato da una nuova formazione composta prevalentemente da miliziani non siriani: lo Stato Islamico dell'Iraq e del Levante (ISIS). Ad aprile 2013, il leader dello Stato Islamico dell'Iraq (ISI) Abu Bakr al-Baghdadi annuncia che al-Nusra non è che un'estensione in Siria dell'ISI, e dichiara la fusione dei due gruppi nello "Stato Islamico dell'Iraq e al-Sham" (ISIS); tuttavia, il leader del Fronte al-Nusra rifiuta la fusione e in giugno il leader di al-Qaeda, Ayman al-Zawahiri, interviene per mantenere le formazioni distinte, ingiungendo ad al-Baghdadi di mantenere la sua area di operazione limitata all'Iraq. L'ISIS, per la sua natura transnazionale, interpreta la guerra di Siria come un passo verso la jihād globale e la rifondazione del califfato. L'indebolimento dell'ESL e il contemporaneo afflusso di sempre nuovi combattenti jihadisti porta all'aumento della tensione tra i gruppi ribelli: l'11 luglio 2013 i miliziani dell'ISIS uccidono un alto comandante dell'ESL, Kamal Hamami, e dichiarano guerra a quella frangia dei ribelli che viene definita "secolarista", "eretica" e "foraggiata dagli USA", dichiarando quindi l'apertura di un "terzo fronte". Il conflitto tra ESL e ISIS, al quale si allea il Fronte al-Nusra, si diffonde in tutto il paese, ma è soprattutto nel nord che il conflitto si fa più duro, portando l'ESL a cedere terreno e armamenti agli jihadisti.
L'ascesa dei fondamentalisti islamici alla guida dell'opposizione armata comporta un aumento della frizione nelle zone sotto il controllo delle milizie curde. Fin da febbraio vi erano stati scontri occasionali che si erano localizzati principalmente nei quartieri curdi di Aleppo e nella città di Ras al-Ayn, al valico con la Turchia nel nord-est del paese. Il 17 luglio a Ras al-Ayn riesplode il conflitto tra le due forze ribelli che a breve si diffonde in tutte le zone a controllo misto: le milizie curde, forti del sostegno compatto della popolazione civile, hanno la meglio nella maggior parte degli scontri e a partire da agosto riescono a espellere dai villaggi a maggioranza curda tutte le formazioni islamiste e dell'Esercito Siriano Libero. Nel nord del paese si crea un'area di conflitto molto estesa che spesso deborda anche in territorio iracheno, da dove i curdi ricevono sostegno.

Offensiva dei ribelli (in verde) contro il territorio controllato dal governo (in rosso) nel Governatorato di Latakia.

L'ideologia fondamentalista sunnita dei gruppi jihadisti porta come inevitabile conseguenza un aumento degli episodi di guerra settaria e veri e propri atti di "pulizia etnica" nei confronti delle minoranze religiose siriane. Uno degli episodi più gravi si verifica nel Governatorato di Latakia, quando, in risposta ai successi governativi in tutto il paese, il 4 agosto le formazioni islamiste guidano un attacco verso la costa; l'operazione, chiamata "Liberazione della Costa", non ha successo in quanto si svolge in un territorio che da sempre sostiene il governo Assad, ma i miliziani, di cui 300 non-siriani, compiono una serie di massacri nei villaggi momentaneamente occupati, facendo strage dei civili non sunniti, in maggioranza alawiti. La strage conta tra i 62 e i 140 civili uccisi e altri 200 scomparsi; in migliaia scappano verso le città costiere. Questa strage, denunciata anche da Human Rights Watch, aliena definitivamente l'appoggio delle minoranze religiose alla causa ribelle.

### Il mancato intervento statunitense contro Assad (settembre 2013)
Nei mesi di luglio e agosto le truppe governative e le milizie di Hezbollah continuano a guadagnare terreno. Il 28 luglio le aree ancora sotto il controllo ribelle di Homs vengono attaccate e, con la conquista del quartiere di Khalidiya, la città entra quasi del tutto sotto il controllo governativo. A Damasco le truppe governative scatenano un'offensiva verso i sobborghi orientali, e il 21 agosto nel quartiere di Ghuta viene riportato l'uso di armi chimiche che colpisce militari governativi, ribelli e popolazione civile. L'evento provoca una forte presa di posizione dell'ONU e di gran parte delle cancellerie internazionali, non solo per l'elevato numero di vittime (tra i 281 e le 1.729) ma per il fatto che il presidente degli Stati Uniti, Barack Obama, nel 2012 aveva posto come "linea rossa" per un intervento militare internazionale proprio l'utilizzo di armi chimiche.
A seguito dell'accusa di aver utilizzato armi chimiche da parte di Damasco, la crisi siriana diventa internazionale accentuando le differenze tra gli schieramenti a favore e contro i ribelli. Due giorni dopo l'attacco Stati Uniti e Unione europea accusano le forze governative di Assad di aver condotto l'operazione, mentre la Russia e l'Iran invece difendono il governo e accusano i ribelli. Si apre concretamente la possibilità di un intervento militare contro il regime quando Obama annuncia la possibilità di un attacco punitivo con il lancio di missili verso le postazioni militari siriane nel giro di 48 ore, tuttavia la forte opposizione dell'opinione pubblica, di parte del Congresso americano e i ripetuti interventi di Russia e Cina in sede ONU spingono il presidente ad attendere un'approvazione da parte del Congresso. A fianco degli USA le nazioni più interventiste sono Francia, Regno Unito e Turchia, mentre l'Iran dichiara che un attacco verso la Siria causerebbe un lancio di missili verso Israele. In pochi giorni la tensione internazionale sale alle stelle: gli Stati Uniti d'America mobilitano le loro forze armate e inviano numerose navi da guerra nel Mar Mediterraneo e nel Mar Nero, tra cui la portaerei USS Nimitz, mentre la Russia risponde all'avvio della macchina militare americana inviando navi nel Mediterraneo di fronte alla costa siriana. Per diverse settimane si teme addirittura lo scoppio di un vero e proprio conflitto armato tra Stati Uniti e Russia, con Francia, Regno Unito e Turchia dalla parte dei primi e la Siria dalla parte dell'altra.
L'ipotesi di un allargamento incontrollato del conflitto su scala regionale e mondiale viene sollevato dalla Cina e dall'Italia; anche il Vaticano, pur condannando l'uso delle armi chimiche, si oppone fermamente ad un intervento militare contro la Siria, e Papa Francesco indice per il 7 settembre una giornata di digiuno e preghiera per la pace a cui partecipano anche laici e esponenti di altre religioni. Il 30 agosto il parlamento del Regno Unito nega al primo ministro David Cameron la possibilità di intervento armato e di fatto isola Stati Uniti e Francia. La diplomazia tuttavia prende il sopravvento e la discussione sull'intervento in Siria monopolizza l'incontro del G20 di San Pietroburgo del 6 settembre: grazie alla proposta di soluzione russa, il 14 settembre viene raggiunto un accordo che elimina la possibilità di intervento armato in cambio della distruzione dell'arsenale chimico siriano, il libero accesso ai depositi di armi chimiche da parte dei funzionari ONU e l'adesione del governo siriano alla Convenzione sulle armi chimiche. Il 27 settembre viene votata all'unanimità all'ONU la Risoluzione 2118 che prevede la distruzione dell'arsenale chimico siriano.
Secondo un'inchiesta del giornalista Seymour Hersh l'attacco chimico era stato condotto dai ribelli e architettato dalla Turchia per spingere gli USA ad un intervento militare che avrebbe ribaltato le sorti, giudicate dall'intelligence americana, sfavorevoli per i ribelli. In questa prospettiva la battuta d'arresto dell'intervento avvenne a seguito delle informazioni raccolte seppur non rese pubbliche per non coinvolgere l'alleato turco.
Nel mese di settembre, a causa del possibile intervento occidentale, non si vedono significative evoluzioni sul campo di battaglia. Anche l'offensiva verso i quartieri orientali di Damasco da parte dell'esercito si ferma.

### La ripresa dell'offensiva governativa (ottobre 2013 - dicembre 2013)
Archiviata la possibilità di un intervento occidentale in Siria e aperti i canali diplomatici tra il governo e i funzionari ONU per l'eliminazione dell'arsenale chimico, in ottobre il governo siriano scatena una nuova serie di offensive mentre si riacutizza il conflitto tra ribelli islamisti e curdi nel nord del paese. L'ESL, che aveva sostenuto l'intervento militare contro la Siria, perde ulteriormente peso politico e inesorabilmente il fronte ribelle viene egemonizzato dalle formazioni jihadiste.

L'offensiva governativa verso Aleppo dell'ottobre 2013. In rosso le aree controllate dall'esercito, in verde quelle controllate dai ribelli.

L'offensiva governativa si sviluppa su tre fronti distinti: Aleppo, Damasco e la regione montuosa di Qalamun al confine con il Libano. La situazione ad Aleppo non subiva sostanziali modifiche dal luglio 2013 ed era caratterizzata da un conflitto continuo e generalizzato. A seguito dei progressi governativi ad Homs, la via principale verso Aleppo supponeva un attacco verso Ma'arrat al-Nu'man, saldamente sotto controllo ribelle; l'esercito siriano invece scatena l'offensiva lungo la cosiddetta "Via del Deserto" che da Hama conduce direttamente verso la regione a sud-est di Aleppo: il 1º ottobre viene attaccata la città strategica di Khanasir, dove i ribelli si arrendono tre giorni dopo. La conquista di Khanasir permette l'apertura di un'importante via di rifornimento da Hama e l'apertura della via di accesso verso Aleppo. In pochi giorni l'esercito regolare controlla i villaggi circostanti e il 10 ottobre assedia la città di al-Safira, controllata dai jihadisti del Fronte al-Nusra e dell'ISIS e sede di un deposito di armi chimiche.: con il fondamentale sostegno delle milizie Hezbollah l'esercito entra in città il 30 ottobre Il repentino avanzamento governativo e la debole risposta delle forze ribelli porta alle dimissioni del comandante in capo dell'ESL ad Aleppo, Abdul Jabbar al-Oqaidi Le truppe governative in una settimana riescono a conquistare le cittadine intorno ad al-Safira e rompere l'assedio all'aeroporto di Aleppo. L'obiettivo delle truppe governative è spingersi a nord-est cercando di accerchiare i quartieri centrali di Aleppo controllati dai ribelli, ma l'avanzata si spinge fino al distretto di al-Naqqarin dove si ferma a causa della forte resistenza degli insorti che il 13 novembre avevano chiamato alla mobilitazione generale di tutte le forze presenti in città. Il mese di dicembre è caratterizzato dall'offensiva dell'aviazione siriana che bombarda giornalmente le posizioni degli insorti.L'offensiva è un notevole successo per il governo siriano, che acquisisce il controllo del 60% della città.
A nord del paese continua anche l'avanzata delle milizie curde che, anche approfittando della mobilitazione di combattenti verso Aleppo, espandono la propria area d'influenza combattendo principalmente contro le milizie islamiste. L'operazione più importante si svolge il 26 ottobre, quando lo YPG conquista il valico di frontiera con l'Iraq di Til Koçer. A inizio novembre i curdi scatenano l'"Offensiva del martire Serekeniye" che permette di conquistare gran parte del governatorato di Al-Hasakah ed estendere il controllo curdo su circa 50 altre cittadine.

Offensiva del governo siriano a Damasco: in rosso la zona controllata dal governo siriano e la linea del fronte al 10 settembre 2013, in verde chiaro la zona controllata dai ribelli, in verde scuro le aree contese fino a febbraio 2014.

Anche a Damasco l'esercito governativo scatena una serie di offensive verso i sobborghi controllati dai ribelli. Il primo fronte d'attacco è l'area a sud della capitale, dove dal 9 all'11 ottobre l'esercito, spalleggiato dalle milizie Hezbollah e dalle milizie sciite irachene, conquista le tre città strategiche di Sheikh Omar, al-Thiabiya e Husseiniya, isolando le posizioni ribelli dalle linee di rifornimento provenienti da sud. Per tutto il mese di novembre si susseguono le vittorie delle truppe governative che accerchiano completamente le sacche ribelli a sud e a est della capitale, assediandole; in particolare i distretti nella Ghuta orientale cominciano a soffrire della mancanza di rifornimenti e viveri. Negli ultimi giorni di novembre i ribelli provano uno sfondamento del fronte per rompere l'assedio, e il massiccio attacco provoca una carneficina da ambo le parti: in una settimana vengono uccisi più di 1.000 ribelli, inclusi i vertici di comando. L'operazione viene bloccata dall'esercito regolare con il massiccio aiuto delle milizie Hezbollah, che lasciano sul campo almeno 40 morti.
A novembre l'esercito siriano scatena un'offensiva volta a conquistare la regione montuosa del Qalamun, strategica in quanto controlla l'autostrada che congiunge Damasco ad Homs e perché, essendo al confine con il Libano, permette l'approvvigionamento dei ribelli e il loro afflusso sul fronte di Damasco. Il 15 novembre comincia l'offensiva che permette la conquista delle cittadine di Qara, An-Nabk e Deir Attiyeh entro la fine del mese. L'unica controffensiva di rilievo, condotta principalmente dalle formazioni islamiste, avviene il 29 novembre quando viene attaccata e occupata la cittadina cristiana di Ma'lula, dove le milizie islamiste arrecano molti danni alle chiese, uccidono gli abitanti che non vogliono convertirsi all'Islam e rapiscono 12 monache. L'11 dicembre le truppe siriane pongono l'assedio alla città di Yabrud: la radicata presenza dei ribelli e il valore simbolico della città più popolosa della regione porta le truppe governative ad essere caute su un'offensiva diretta, preferendo un assedio caratterizzato da bombardamenti aerei e terrestri e sporadiche incursioni. Anche a causa delle cattive condizioni meteorologiche di fine dicembre, l'avanzata nel Qalamun entra in una fase di stallo: la forte presenza dei ribelli jihadisti nel nord del paese e il loro controllo sui valichi di confine costringe Stati Uniti e Regno Unito a sospendere ogni tipo di supporto ai ribelli siriani in quelle zone.

### L'incontro di Ginevra e il conflitto tra ribelli e ISIS (gennaio 2014 - febbraio 2014)

Situazione in Siria a marzo 2014: ISIS (in nero) controlla la parte settentrionale del governatorato di Raqqa e i territori limitrofi, gli altri ribelli (in verde) controllano parti dei governatorati di Idlib, Aleppo e Deir el-Zor.

Gennaio 2014 si apre con l'attesa della conferenza di pace di Ginevra, ribattezzata "Ginevra 2", indetta dall'ONU in collaborazione con Russia e Stati Uniti per tentare di trovare una soluzione politica alla crisi; alla conferenza partecipano il governo siriano, la Coalizione Nazionale Siriana e il fronte curdo. Dopo vari tentativi e ripensamenti non viene invitato a partecipare l'Iran, principale sostenitore del governo siriano, mentre rifiutano ogni dialogo tutte le formazioni islamiste, incluse il Fronte al-Nusra, il Fronte Islamico e l'ISIS. Evento significativo dei primi giorni di gennaio è il nuovo frazionamento del fronte ribelle: oltre al conflitto che oppone l'ESL alle milizie islamiste, anche il fronte jihadista si rompe.
Il 3 gennaio il Fronte Islamico, appoggiato dall'ESL, attacca le basi dello Stato Islamico dell'Iraq e Levante nei governatorati di Idlib e Aleppo occupandole rapidamente. Il 6 gennaio le ostilità si allargano al governatorato di Raqqa e Deir el-Zor e l'8 gennaio alla regione del Qalamun; dopo 10 giorni di combattimenti, il numero di morti tra ISIS e ribelli contrapposti sale a 700. Al 13 gennaio l'ISIS riesce a cacciare le altre forze ribelli da Raqqa e parte del suo governatorato e avanza verso la città di al-Bab, nel governatorato di Aleppo, mentre la maggioranza delle città nel resto del nord della Siria vede invece un arretramento dei miliziani dell'ISIS. Per la prima volta si registrano scontri significativi anche tra ISIS e Fronte al-Nusra, finora rimasto neutrale. Il 16 gennaio il numero di morti nei combattimenti tra milizie islamiste sale a 1.000.
Grazie alla nuova spaccatura interna del fronte ribelle, l'esercito governativo riesce a riprendere l'offensiva ad Aleppo. Il 15 gennaio viene conquistato il quartiere di al-Naqqarin e il 22 gennaio viene riaperto l'aeroporto della città al traffico civile. L'offensiva governativa prosegue verso nord, con il chiaro intento di raggiungere la prigione della città circondata dai ribelli da un anno: a febbraio gli scontri si concentrano nell'area industriale di Sheikh Najjar, che dista pochi chilometri dalla prigione, tuttavia la forte opposizione dei ribelli, che richiamano rinforzi dal resto del governatorato di Aleppo, porta ad uno stallo dell'avanzata. I ribelli, che rischiano l'accerchiamento del centro della città, contrattaccano nel centro storico facendo esplodere due palazzi controllati dall'esercito con tunnel sotterranei riempiti di esplosivo: l'operazione, condotta dal Fronte Islamico, viene chiamata "Operazione Terremoto".
Il 22 gennaio inizia la conferenza di pace Ginevra 2 a Montreux dove, sotto egida ONU, si incontrano per la prima volta una delegazione del governo siriano e una della Coalizione Nazionale Siriana. Dopo l'iniziale rischio di fallimento del negoziato, il primo risultato concreto della conferenza viene raggiunto il 7 febbraio quando viene siglata una tregua nella città di Homs per permettere l'evacuazione della popolazione civile, tregua poi estesa fino al 14 febbraio. Quello stesso 14 febbraio, tuttavia, i negoziati a Ginevra si chiudono senza nessun accordo politico tra le due delegazioni e l'inviato speciale dell'ONU, Lakhdar Brahimi, annuncia il fallimento "scusandosi con il popolo siriano". A metà febbraio l'esercito governativo riprende l'avanzata nella regione del Qalamun con l'intento di controllare completamente il confine libanese.

### I ribelli in difficoltà (marzo 2014 - maggio 2014)
A inizio marzo 2014 si assiste a una generale avanzata dell'esercito siriano su molti fronti. L'area di maggiore attività è la strategica regione del Qalamun, dove l'esercito regolare siriano, con la collaborazione sempre più importante della milizia Hezbollah, riesce a conquistare la roccaforte ribelle di Yabrud tagliando definitivamente le linee di approvvigionamento dei ribelli dal Libano e facendo collassare le loro linee difensive. La campagna nella regione si conclude a fine aprile con la resa dei ribelli a Zabadani.

Situazione ad Aleppo nel marzo 2014: in rosso il governo, in verde i ribelli, in grigio l'ISIS.

La perdita del Qalamun è un duro colpo per l'opposizione siriana: blocca la principale linea di rifornimento per il fronte di Damasco e crea nuove spaccature tra le milizie ribelli, che si scambiano accuse sulle responsabilità della sconfitta; il flusso dei ribelli sconfitti oltre confine determina poi un aumento della tensione in Libano. Sempre in prossimità del confine libanese, tra l'8 e il 20 marzo i ribelli vengono sconfitti nella cittadina di Zara e in quella di Al-Hosn, e il 20 marzo viene liberato il Krak dei Cavalieri, una fortezza medievale patrimonio dell'UNESCO che i ribelli avevano trasformato in una loro roccaforte. Le due cittadine conquistate erano le ultime due controllate dall'opposizione nell'ovest del governatorato di Homs.
Il 9 marzo l'esercito siriano riesce ad avanzare anche ad Aleppo, dove da mesi si combatte per il controllo dell'area industriale Shaykh Najjar. In particolare l'esercito conquista il quartiere chiave di Hanano, che gli permette di controllare le ultime strade di collegamento con il centro della città. Aleppo viene posta d'assedio, ma in risposta alle avanzate governative i ribelli organizzano due offensive. A sud della Siria, il 19 marzo i ribelli riescono a conquistare la prigione centrale di Gharaz, nelle vicinanze di Dar'a, e a liberare circa 300 detenuti; il 21 marzo i ribelli lanciano un'offensiva nel nord del governatorato di Latakia denominata "Operazione Al-Anfal" con l'obiettivo di controllare il valico di frontiera di Kesab: l'operazione si svolge in un'area fortemente filogovernativa in quanto a maggioranza alawita, e l'avanzata ribelle non riesce a penetrare nell'entroterra subendo la controffensiva lealista.

Assedio di Homs: le linee tratteggiate indicano il fronte ad aprile 2014, prima della resa dei ribelli.

Il 6 maggio 2014 i ribelli presenti nella città vecchia di Homs aprono una trattativa con il governo siriano che porta a un accordo sulla totale evacuazione dei miliziani dalla città con la garanzia di un salvacondotto. L'8 maggio Homs, terza città del Paese, entra sotto completo controllo dell'esercito siriano. Nel corso del mese di maggio, l'offensiva governativa si sviluppa anche sugli altri fronti aperti nel paese, e in particolare nella Ghuta Orientale di Damasco, ad Aleppo (dove l'esercito rompe l'assedio alla prigione centrale che durava da più di un anno), e a sud dove l'esercito avanza verso la cittadina di Nawa.
Il 3 giugno 2014 si svolgono in Siria le elezioni presidenziali che, seguendo i dettami della nuova costituzione siriana, permettono la presenza di più candidati. I seggi elettorali vengono installati solo nelle aree controllate dal governo, e i ribelli siriani, inclusi l'ISIS e i curdi, non partecipano alla consultazione definendola una farsa. A livello internazionale si assiste a una forte polarizzazione dei governi: la maggior parte dei Paesi occidentali e del mondo arabo sunnita condanna la consultazione elettorale (alcune nazioni non permettono ai residenti siriani di recarsi a votare nella loro ambasciata), altre 30 nazioni, tra cui Russia, Iran e Venezuela invece riconoscono la consultazione inviando anche osservatori per garantire il corretto svolgimento delle operazioni di voto. Il governo siriano comunica un'affluenza alle urne del 73,42% nonostante nelle zone di confine con le aree controllate dai ribelli si registrino alcuni attacchi volti a scoraggiare il voto: in particolare ad Aleppo i seggi elettorali sono oggetto di tiri di mortaio. Bashar al-Assad viene dichiarato vincitore delle elezioni con l'88,7% distanziando gli altri due candidati Hassan al-Nouri e Maher Hajjar.

### La proclamazione del califfato da parte dell'ISIS (giugno 2014 - agosto 2014)
Contemporaneamente allo svolgimento delle elezioni in Siria, si verifica una sequenza di episodi che cambiano radicalmente lo svolgimento della guerra civile. Lo Stato Islamico dell'Iraq e Levante, già attivo nell'ovest dell'Iraq dove aveva conquistato alcune cittadine del governatorato di al-Anbar, a inizio giugno scatena un'improvvisa offensiva nel nord dell'Iraq e conquista rapidamente numerose città; il 9 giugno l'ISIS entra a Mosul, seconda città del paese, che l'esercito regolare iracheno abbandona senza combattere. L'avanzata dei ribelli islamisti provoca la fuga immediata di 500.000 persone e apre una profonda crisi politica in Iraq; i miliziani entrano in possesso di una grande quantità di armi di fabbricazione americana abbandonate dall'esercito e di 429 milioni tra dollari e oro saccheggiati dalle banche cittadine. Vengono inoltre rilasciati 2.400 detenuti che si uniscono alle file dell'ISIS. Nel mese di giugno si susseguono i successi dell'ISIS, che assume il controllo di numerose città irachene e si spinge fino alla periferia di Baghdad: l'organizzazione assume il controllo di una lunga fascia di confine tra Iraq e Siria, da cui possono ora passare liberamente armi e combattenti. Il 29 giugno 2014 il leader dell'ISIS, Abu Bakr al-Baghdadi annuncia l'instaurazione del califfato nei territori controllati tra Siria e Iraq e chiede a tutti i musulmani di aderirvi.

Offensiva dell'ISIS (in nero) nella Siria nord-orientale nel luglio-agosto 2014 contro le altre forze ribelli (in verde) e le forze governative (in rosso). In giallo i curdi

Grazie alle armi sofisticate catturate in Iraq, al numero e alla determinazione dei combattenti, l'ISIS il 1º luglio scatena un'imponente offensiva nel governatorato di Deir el-Zor che, in due settimane, permette di sconfiggere le altre formazioni ribelli siriane, in particolare il Fronte al-Nusra, e assumere il controllo del 95% della provincia nonché di circa il 50% della città di Deir el-Zor. I miliziani dell'ISIS si sostituiscono quindi alle altre sigle ribelli nell'assedio contro le forze governative ancora in possesso di metà città e dell'aeroporto, già in vigore dalla fine del 2013. L'espulsione di tutte le sigle ribelli dall'est della Siria permette all'ISIS di entrare in diretto contatto con le aree controllate dal governo siriano, verso il quale organizza un'offensiva il 16 luglio. Il primo obiettivo è il campo di gas di Shaer, nella regione desertica a nord di Palmira: in sole 12 ore le milizie occupano il campo e giustiziano sommariamente 200 tra soldati e civili anche se, il 26 luglio, l'esercito riesce a riconquistare gli impianti. Il 25 luglio l'ISIS attacca e conquista la base militare "Divisione 17" a nord di Raqqa, ultimo bastione governativo nella città, e il 7 agosto la base militare "Brigata 93". In entrambi i casi non vengono fatti prigionieri.

Situazione in Siria a settembre 2014: dopo l'offensiva estiva, l'ISIS (in nero) controlla ormai quasi integralmente i governatorati di Raqqa e Deir el-Zor.

Il 10 agosto l'ISIS inizia l'offensiva contro l'aeroporto militare di Tabqa, ultima postazione governativa nell'intero governatorato. L'attacco dura per tutto il mese fino a quando, il 24 agosto, i miliziani riescono a entrare nel complesso e a conquistarlo. Le forze armate siriane riescono a evacuare gran parte del materiale militare, tuttavia circa 250 soldati vengono catturati e giustiziati sommariamente; con un totale di circa 500 morti tra i soldati governativi, la battaglia rappresenta una dura sconfitta per il governo siriano che, per la prima volta, viene anche criticato dall'opinione pubblica alawita che accusa l'esercito di aver abbandonato i propri uomini. Il fronte tra esercito governativo e le altre milizie ribelli si attesta principalmente nella campagna a nord di Hama e nella Ghuta orientale. Il 4 luglio ha luogo, a Uqayrishah, un tentativo statunitense di salvare il giornalista James Wright Foley che si risolve con il completo fallimento dell'operazione e la successiva morte del giornalista stesso, decapitato il 19 agosto nel deserto siriano dal boia dello Stato Islamico Jihadi John.
Il 26 luglio i ribelli scatenano un'offensiva con l'obiettivo di conquistare l'aeroporto di Hama e, in seguito, attaccare la città. Grazie a rinforzi provenienti da Aleppo, i ribelli, guidati dal Fronte al-Nusra, in un mese conquistano diverse città fino a occupare Halfaya e Arzeh, incuneandosi quindi a ovest di Hama fino a 3 km dall'aeroporto. Tuttavia, anche grazie ai rinforzi governativi spostati da Aleppo, l'avanzata raggiunge uno stallo e i ribelli subiscono la controffensiva che, il 17 settembre, riporta il fronte alle posizioni di luglio. Nella Ghuta orientale l'esercito governativo, in collaborazione con Hezbollah, continua a stringere la sacca di resistenza ribelle, avanzando nel distretto di Jobar e soprattutto riconquistando la cittadina di al-Maliha il 14 agosto, a seguito di una lunga operazione cominciata ad aprile: la città era uno snodo strategico per i ribelli e il punto di partenza di una rete di tunnel che collega le altre aree controllate.

### L'intervento internazionale contro l'ISIS (settembre 2014 - gennaio 2015)

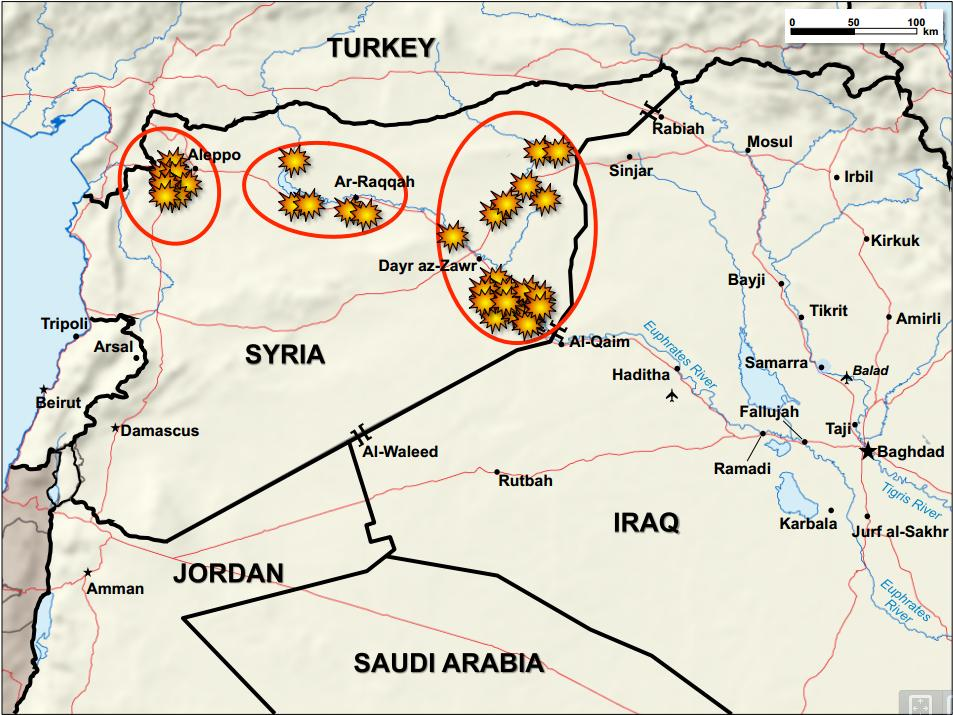
Gli obiettivi dei primi attacchi statunitensi in Siria in una mappa del Dipartimento della Difesa degli Stati Uniti d'America: oltre all'ISIS nell'area di Raqqa e Deir el-Zor, viene colpito anche il fronte al-Nusra a ovest di Aleppo

La rapida avanzata dell'ISIS nel nord e nell'est dell'Iraq nel giugno 2014 e l'incapacità militare e politica del governo centrale nel contrastarla creano profonde preoccupazioni nei governi occidentali e, in particolare, in quello americano. Il premier iracheno Nuri al-Maliki invoca l'intervento internazionale e si rivolge direttamente agli Stati Uniti, chiedendo un immediato supporto aereo. La situazione in Iraq peggiora ulteriormente all'inizio di agosto, quando una nuova offensiva dell'ISIS rompe le linee di difesa dei peshmerga curdi nella Regione autonoma del Kurdistan iracheno e permette ai miliziani di penetrare rapidamente nel nord del paese: in particolare vengono conquistate alcune cittadine a maggioranza cristiana, tra cui Qaraqosh, e yazida, tra cui Sinjar. L'avanzata provoca la fuga di 200.000 persone che temono il massacro per motivi religiosi. Il rischio di completa occupazione del Kurdistan iracheno spinge gli Stati Uniti a intervenire nel conflitto, e il 7 agosto avviene il primo bombardamento nei pressi di Erbil.
Viene organizzata una coalizione che raggruppa 11 paesi occidentali, ma l'intervento si limita all'Iraq, sebbene gran parte dei miliziani e i principali centri di comando dell'ISIS si trovino in Siria. Il problema principale per gli Stati Uniti è la possibilità che un intervento in territorio siriano possa aiutare le truppe dell'esercito governativo, che, paradossalmente, un anno prima avevano minacciato di attaccare; tuttavia dal 26 agosto si verificano alcuni voli di ricognizione sul territorio siriano. Il 10 settembre il presidente statunitense Barack Obama apre alla possibilità di attaccare l'ISIS in Siria, e il 22 settembre si verificano i primi bombardamenti sul territorio siriano: il governo di Damasco viene informato con la mediazione dell'Iran, ma non viene consultato per coordinare gli attacchi o chiedere l'autorizzazione. La coalizione intervenuta in Siria, guidata dagli Stati Uniti, comprende cinque nazioni arabe: Bahrein, Giordania, Qatar, Arabia Saudita ed Emirati Arabi Uniti. Tra i primi obiettivi vi sono tutti i principali centri urbani controllati dall'ISIS, tra cui Raqqa e, inaspettatamente, anche postazioni del Fronte al-Nusra: in particolare viene attaccato il quartier generale del "Gruppo Khorasan". L'imprevista inclusione del Fronte al-Nusra nell'attacco provoca una dura reazione da parte delle altre formazioni ribelli siriane, tra cui l'Esercito siriano libero che teme un diretto rafforzamento delle truppe governative e un travaso di miliziani verso l'ISIS allo scopo di combattere gli Stati Uniti come "nemico comune"; nell'area di Damasco, nel giorno stesso dell'inizio dei bombardamenti, viene siglato un patto di non aggressione tra ISIS e le altre formazioni ribelli.

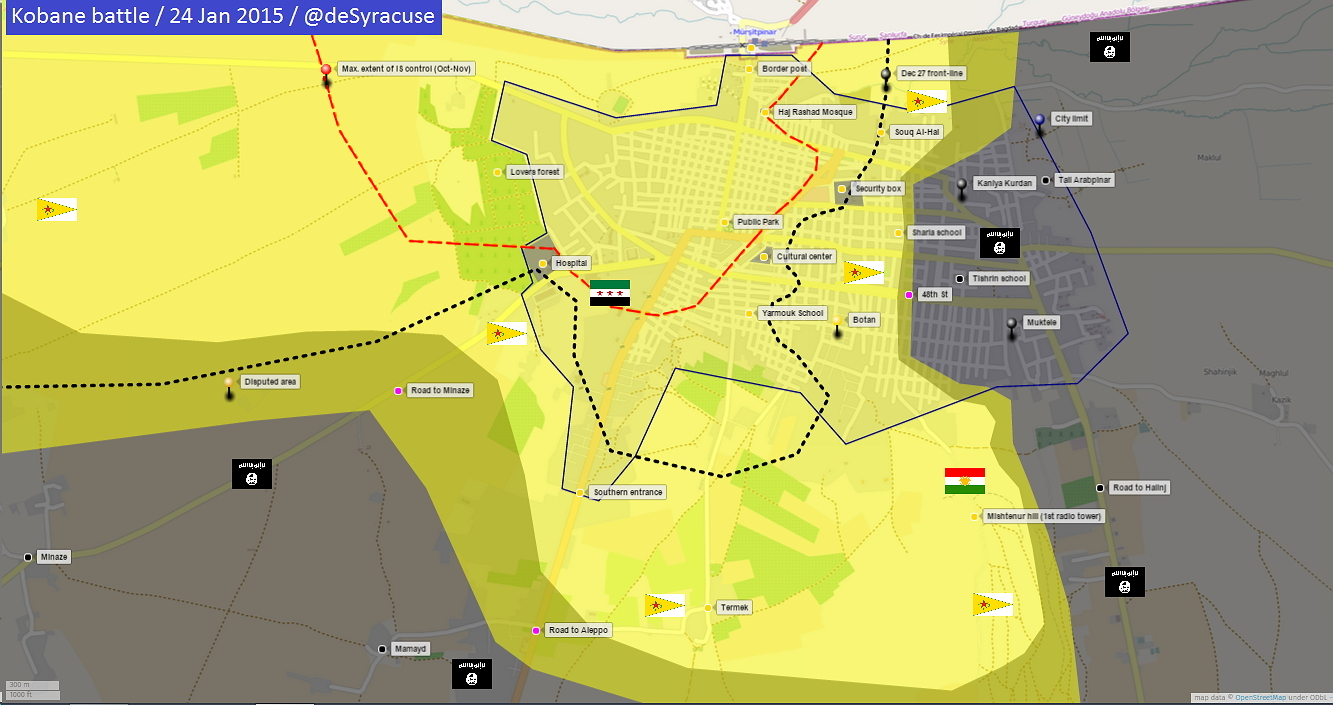
Linea del fronte a Kobane, dalla massima estensione del controllo dell'ISIS a fine ottobre-inizio novembre 2014 (linea tratteggiata rossa), alla contro-offensiva dell'YPG (in giallo) a gennaio 2015

Sul terreno, a metà settembre l'ISIS scatena un'imponente offensiva verso la regione di Kobanê, confinante con la Turchia e controllata dalle milizie curde YPG. Grazie agli equipaggiamenti provenienti dall'Iraq, l'ISIS riesce rapidamente a conquistare diverse cittadine, mandando in rotta i miliziani curdi: solo il 2 ottobre l'ISIS conquista 350 villaggi e arriva alle porte della città. L'attacco provoca il flusso di 300.000 profughi verso la Turchia, causando il più importante sconfinamento della guerra civile sul suo territorio. L'assedio di Kobanê permette tuttavia alle forze della coalizione di bersagliare i miliziani dell'ISIS con facilità a causa della loro concentrazione. La vicinanza degli scontri, spinge la Turchia a schierare le proprie truppe al confine, ma ignorando le richieste della minoranza curda e degli Stati Uniti il presidente Recep Tayyip Erdoğan si rifiuta di fornire aiuti alla città e ai miliziani YPG; solo a inizio novembre viene permesso l'ingresso in città di un piccolo contingente di curdi iracheni. L'offensiva dell'ISIS si arresta dividendo in due la città, e le ripetute controffensive curde permettono piccoli avanzamenti per tutto il mese di novembre e dicembre. A fine anno le milizie YPG controllano tra il 70% e l'85% di Kobane.
     Prima dell'offensiva
     Dopo l'offensiva

Crescita del territorio controllato da al-Nusra dopo il conflitto con l'ESL:
Prima dell'offensiva
Dopo l'offensiva

I bombardamenti hanno effetto anche nell'area di Deir el-Zor, dove a dicembre il governo siriano riesce a espellere l'ISIS da molte zone della città. Settembre vede anche un avanzamento delle truppe governative siriane nella Ghuta orientale di Damasco, dove il 25 i ribelli sono costretti a ritirarsi dalla città di Adra. Ad Aleppo l'esercito siriano avanza nel nordest della città, conquistando lo strategico quartiere di Handarat da cui può bersagliare l'unica arteria di collegamento in mano ai ribelli, ponendo le aree centrali della città sotto assedio. Il 23 ottobre l'esercito siriano riesce a conquistare la cittadina di Morek, a nord di Hama, dopo nove mesi di combattimenti; alcune testimonianze riportano che l'attacco della coalizione internazionale contro il Fronte al-Nusra ha di fatto aiutato l'esercito siriano in quest'ultima operazione. Poco dopo, il 26 ottobre, il Fronte al-Nusra rompe l'alleanza con l'Esercito siriano libero e attacca le sue postazioni in tutto il governatorato di Idlib, sequestrando tutto l'armamento e costringendo i miliziani a scappare in Turchia o a unirsi al Fronte; l'alleanza viene però mantenuta inalterata nel sud della Siria.
Il periodo compreso tra novembre e dicembre 2014 vede un rallentamento delle iniziative militari su tutto il territorio siriano ad esclusione del governatorato di Daraa, dove le milizie ribelli riescono a conquistare le importanti città di Nawa e Shaykh Maskin con l'intenzione di controllare l'autostrada Dar'a-Damasco ancora sotto controllo governativo. Il 26 gennaio 2015 le milizie curde annunciano che la città di Kobane è completamente sotto il loro controllo: l'ISIS riconosce l'impossibilità di mantenere le proprie posizioni e, visto l'alto numero di perdite, annuncia il ritiro dalla città e dalle aree circostanti.

### Le forze governative in difficoltà (febbraio 2015 - maggio 2015)
Dal mese di febbraio s'intensificano le operazioni militari su tutti i fronti della guerra civile. Le milizie curde YPG, con il fondamentale appoggio dell'aviazione americana e alcune unità dell'ESL, riescono in un mese a riconquistare tutte le cittadine curde della regione a sud di Kobane perse tra ottobre e dicembre 2014; lo Stato Islamico è costretto ad attestare la propria linea difensiva nei villaggi a maggioranza etnica araba. I curdi siriani, stavolta alleati alle forze governative, scatenano un'offensiva il 21 febbraio nella zona est di Al-Hasaka verso Tal Hamis, roccaforte dell'ISIS vicino al confine iracheno: grazie anche all'intervento dei peshmerga iracheni, che eseguono bombardamenti da oltre confine, i curdi conquistano tra il 25 e il 28 febbraio Tal Hamis e la vicina Tell Brak, oltre ad altri 105 piccoli villaggi. L'ISIS reagisce attaccando a ovest di Al-Hasaka e conquistando 35 villaggi a sud di Tell Tamer, entrando in un territorio abitato in maggioranza da cristiani assiri; le milizie cristiane, curde e l'esercito siriano riescono ad arginare l'avanzata il 16 marzo.

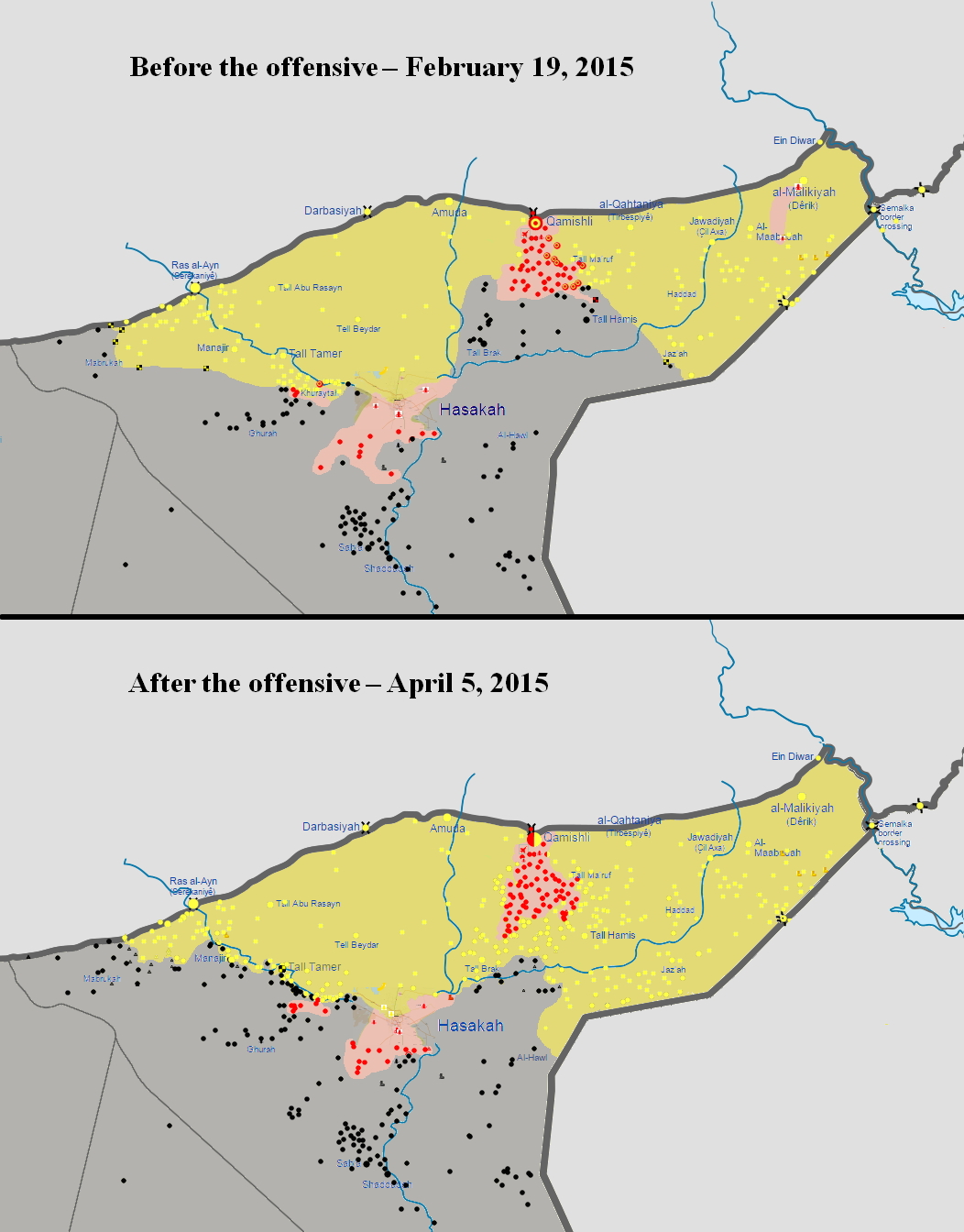
Offensiva dei curdi (in giallo) contro l'ISIS (in nero) a est di Hasaka e dell'ISIS contro i curdi a ovest di Hasaka, febbraio-marzo 2015

Il 16 febbraio 2015, a seguito dell'arrivo di numerosi rinforzi ad Aleppo, l'esercito siriano scatena un'imponente offensiva volta a completare l'accerchiamento del centro della città e rompere l'assedio delle cittadine sciite di Nubl e Zahara. L'attacco coglie di sorpresa le postazioni ribelli a nord della città, e in poche ore l'esercito siriano conquista diversi villaggi arrivando a controllare la principale via di rifornimento ribelle e a raggiungere le due città assediate; tuttavia l'avanzata si rivela effimera e già il giorno successivo l'esercito subisce il contrattacco ribelle, che in pochi giorni recupera tutte le posizioni perse e infligge forti perdite alle truppe governative. La seconda offensiva volta ad accerchiare Aleppo entra subito in stallo e le milizie ribelli riescono a penetrare nei quartieri strategici di Al-Mallah e Handarat.

Offensiva delle forze filo-governative (in rosso) contro i ribelli (in verde) nel sud della Siria

Il 7 febbraio 2015, in risposta alle recenti vittorie ribelli nel sud del paese, l'esercito siriano scatena un'offensiva sul fronte meridionale volto ad allontanare ulteriormente i ribelli da Damasco e riprendere il controllo sulla fascia di confine con le Alture del Golan; per la prima volta dallo scoppio della guerra civile partecipano in maniera diretta unità dei pasdaran iraniani, oltre che molti miliziani Hezbollah e alcune milizie sciite afghane. La battaglia viene considerata decisiva dalle forze governative e molti osservatori internazionali si spingono a definirla come una delle più importanti della guerra: la prima fase dell'offensiva permette di conquistare velocemente sette cittadine, ma dopo solo una settimana le forze governative entrano in stallo, subendo pesanti perdite ed esaurendo la spinta iniziale. Le limitate conquiste territoriali e l'importanza attribuita all'operazione portano a considerare l'attacco come un grosso fallimento.
Gli scarsi risultati ottenuti nelle offensive di febbraio sono il preludio a un periodo estremamente difficile per il governo siriano. Da marzo si verificano una serie di pesanti sconfitte ai danni dell'esercito governativo che, per la prima volta dalla battaglia di Qusayr, è costretto a cedere importanti aree strategiche. Le ragioni di questa modifica dei rapporti di forza sono da ricercarsi nella cronica mancanza di uomini nelle file governative, che si sono ridotte ulteriormente nella guerra d'attrito invernale; inoltre gli alleati sciiti iracheni, iraniani e Hezbollah hanno ridotto la loro presenza sul campo o si sono focalizzati su aree di interesse strategico. Compaiono i primi cedimenti politici all'interno del campo governativo e si verificano imprigionamenti, fughe e uccisioni di membri interni al partito Baath, alcuni accusati di ordire un colpo di Stato. I ribelli siriani invece, nella componente jihadista, trovano una nuova unità creando una coalizione attiva soprattutto al nord, Jaish al Fatah ("Esercito della Conquista"), guidata dal Fronte al-Nusra e comprendente altri sei gruppi ribelli tra cui Ahrar al-Sham. Inoltre Arabia Saudita e Turchia aumentano finanziamenti e coordinamento a sostegno dei miliziani.

Conquista di Idlib e Jisr al-Shughur da parte dei ribelli di Jaish al Fatah (in verde), marzo-aprile 2015

Il 25 marzo con un rapido attacco i miliziani dell'ESL conquistano la cittadina meridionale di Bosra, costringendo l'esercito siriano a ritirarsi nel gebel Druso. Il 24 marzo Jaish al Fatah scatena un ampio attacco alla città di Idlib, sotto controllo governativo: con l'ausilio di numerosi attentatori suicidi i miliziani si infiltrano nelle zone nord ed est della città, avanzando velocemente verso il centro; nell'arco di quattro giorni le truppe siriane e i membri della Forza Nazionale di Difesa si ritirano verso sud, abbandonando definitivamente la città il 28 marzo. La conquista della città rappresenta una dura perdita per il governo siriano soprattutto dal punto di vista morale e permette al Fronte al-Nusra di presentarsi ormai come la formazione egemone tra i ribelli. Jaish al Fatah annuncia l'instaurazione della sharia in città, che diviene de facto la "capitale" delle aree amministrate dal gruppo jihadista. Una nuova sconfitta per il governo siriano avviene poi il 1º aprile di nuovo a sud, al confine con la Giordania, dove i miliziani ribelli riescono a conquistare il valico di Nasib, ultima area di confine ancora sotto controllo statale e garantirsi in questo modo una nuova via di rifornimento.

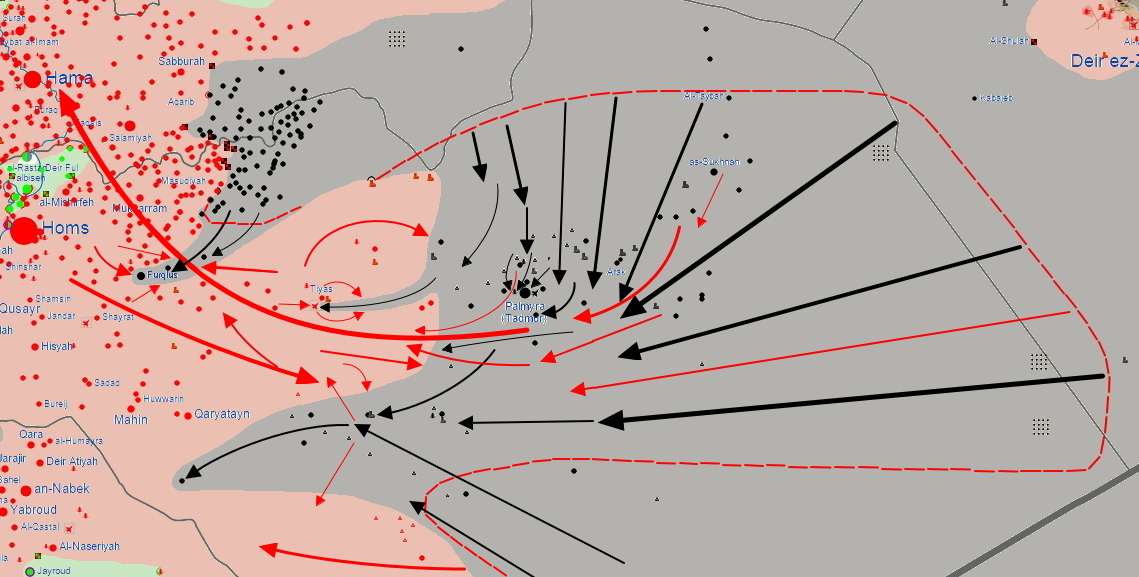
Offensiva dell'ISIS (in nero) contro Palmira, maggio 2015

A nord, a seguito della conquista di Idlib, Jaish al Fatah continua l'offensiva verso ovest, aprendo il 22 aprile tre diversi fronti: a ovest della città, su Jisr al-Shughur e nella piana di al-Ghaab. Il 25 aprile l'esercito siriano abbandona Jisr al-Shughur e, dopo una timida controffensiva, è costretto a cedere anche alcuni villaggi nella piana di al-Ghaab. La presa di Jisr al-Shughur è particolarmente importante poiché è uno snodo strategico per la costa di Latakia, area alawita e fortemente filogovernativa. Il 13 maggio 2015 il governo siriano subisce una pesante sconfitta anche nell'est del paese: questa volta è l'ISIS che, sfruttando l'alleggerimento di truppe governative ricollocate sul fronte di Idlib, attacca la città di Palmira, posizionata strategicamente nel deserto tra il confine iracheno, Homs e Damasco; il 21 maggio i miliziani dell'ISIS entrano in città mentre le truppe regolari evacuano i civili e i reperti archeologici contenuti nel Museo di Palmira.
Verso la fine del mese i vari fronti aperti entrano in stallo, con piccoli avanzamenti dei ribelli solo nell'area di Idlib. Il 15 maggio ha luogo, ad al-Amr, un'operazione speciale condotta dalla Delta Force statunitense con l'obbiettivo di uccidere uno dei capi dello Stato Islamico, Abu Sayyaf, noto per aver avuto un ruolo importante nella supervisione delle operazioni di contrabbando illegale di petrolio; durante l'operazione, in cui almeno 31 persone perdono la vita, Sayyaf viene ucciso.

### La grande avanzata curda nel nord (giugno 2015 - settembre 2015)

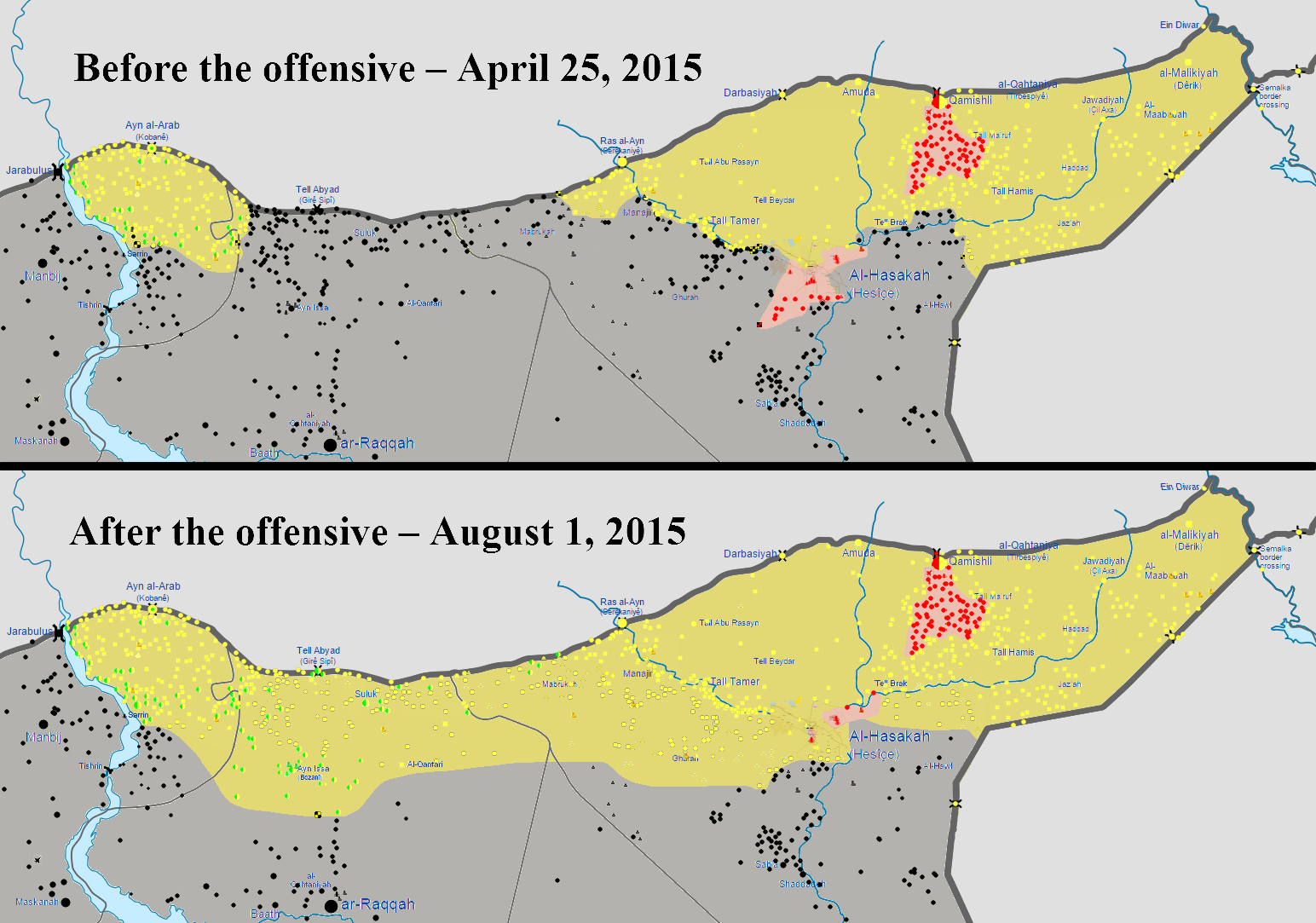
Avanzata dei curdi (in giallo) contro l'ISIS (in nero) nel nord della Siria, con l'unificazione dei cantoni di Kobane (a ovest) e Jazira (a est)

Già a partire dalla metà maggio 2015 le forze curde YPG presenti nella regione a nord-ovest di Hassaké avevano intrapreso una campagna militare in risposta ai recenti avanzamenti dello Stato Islamico nell'area, riconquistando in collaborazione con le milizie cristiane i territori persi a inizio marzo. Il 31 maggio 2015 viene lanciata una nuova imponente offensiva, guidata dalle milizie curde in collaborazione con alcuni gruppi selezionati dell'ESL e la copertura aerea della Coalizione a guida americana: i curdi avanzano sia da est sia da ovest (dal cantone di Kobane) con l'intenzione di entrare nel Governatorato di Raqqa, unificare i due cantoni e assumere il controllo continuo di quasi tutto il confine con la Turchia. L'avanzata si rivela estremamente veloce, con le milizie islamiste che spesso si ritirano senza ingaggiare i combattenti curdi; unica cittadina ad opporre resistenza è Suluk, che però cade il 14 giugno. Tra il 15 e il 16 giugno i combattenti curdi YPG provenienti dai due cantoni unificano il fronte e attaccano l'ultima roccaforte dell'ISIS, la città frontaliera di Tell Abyad, che viene abbandonata dagli jihadisti con poca resistenza. La vittoria curda permette il controllo di larga parte del confine turco e di tagliare i rifornimenti diretti a Raqqa, nonché di minacciare direttamente la capitale del Califfato. I curdi YPG conquistano quasi tutte le aree a maggioranza curda (Rojava), spingendosi anche in cittadine arabe lasciate però in gestione alle poche brigate dell'ESL. A fine giugno i curdi, con una presenza più importante dell'Esercito Siriano Libero, conquistano Ayn Issa, spingendosi più in profondità verso Raqqa. La vittoria di Tel Abyad rappresenta uno dei più rapidi avanzamenti della guerra civile siriana e una sconfitta strategica importante per lo Stato Islamico, che è costretto a organizzare le difese della propria capitale e rinunciare alla via più diretta di approvvigionamento verso la Turchia.

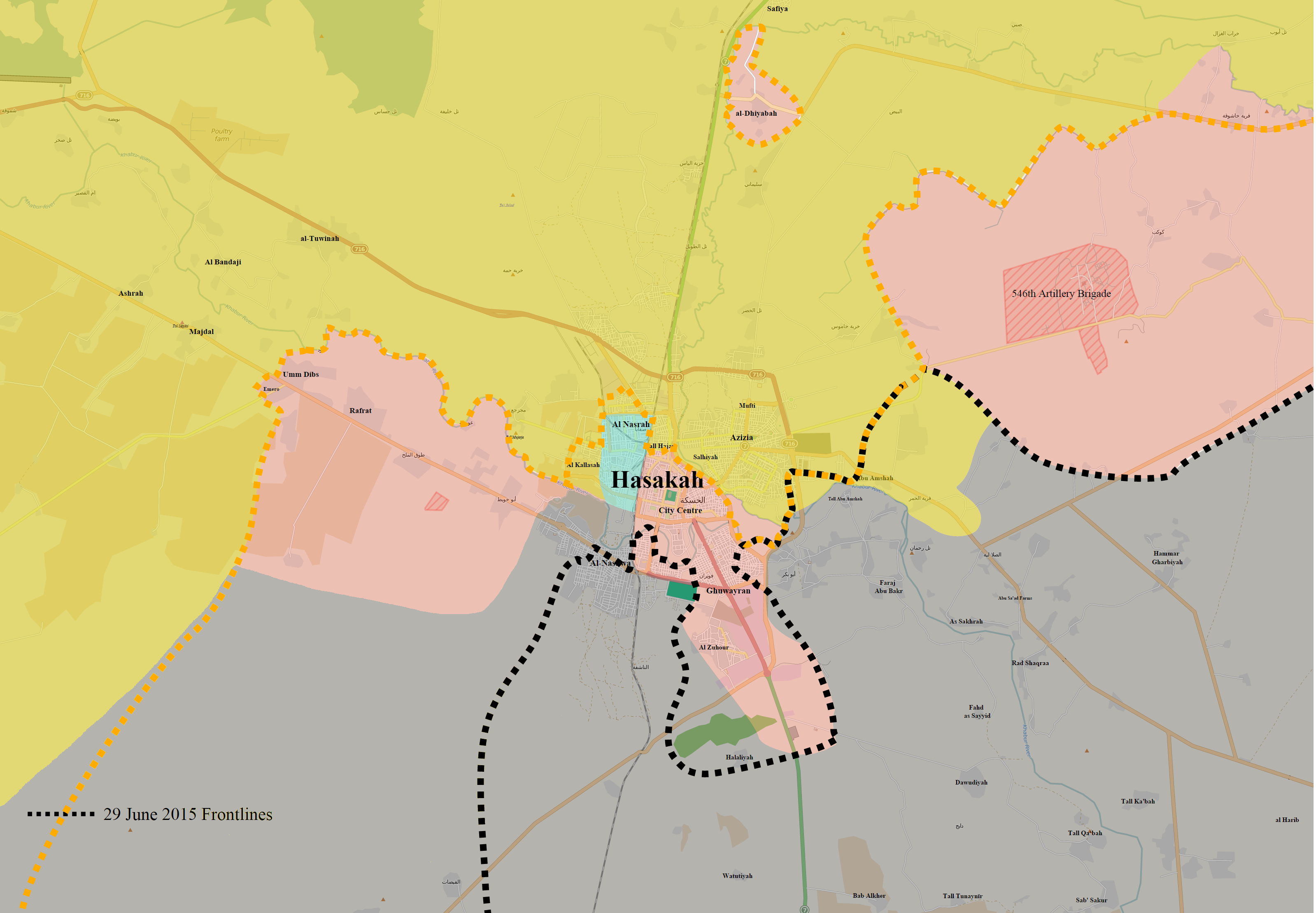
La situazione a Hasaka al 3 luglio 2015: in nero l'ISIS, in rosso il governo siriano, in giallo l'YPG, in verde le milizie assire

La risposta dell'ISIS all'avanzata curda avviene alla fine del mese. Il 25 giugno un centinaio di miliziani islamisti penetra nella città di Kobane facendo esplodere tre autobombe vicino al valico di confine con la Turchia e attaccando le retrovie delle milizie YPG; la battaglia dura tre giorni durante i quali gli islamisti commettono anche una serie di massacri contro la popolazione civile, ma il 29 giugno gli ultimi miliziani dell'ISIS vengono eliminati. I curdi accusano direttamente la Turchia di aver permesso l'accesso dei combattenti attraverso il suo territorio. Il 30 giugno avviene un episodio identico nella città di Tall Abyad: i curdi sono costretti ad interrompere l'offensiva verso sud, essendo il fronte troppo vasto e riconoscendo la necessità di rafforzare il controllo sulle aree conquistate. Quasi contemporaneamente l'ISIS scatena un'offensiva anche nell'area curda orientale, attaccando frontalmente la città di Hassaké il 23 giugno: i miliziani riescono a conquistare i sobborghi meridionali e ad entrare nel centro cittadino; il YPG viene affiancato dall'esercito regolare siriano, mentre i bombardamenti della coalizione a guida americana sono sporadici per evitare il sostegno diretto alle truppe governative. Solo il 1º agosto la battaglia si dichiara conclusa, con l'ISIS costretto a ritornare sulle posizioni precedenti all'attacco.
Il mese di giugno 2015 vede anche il primo coinvolgimento della comunità drusa siriana, finora rimasta ambiguamente neutrale nella guerra civile. L'11 giugno 2015 il Fronte al-Nusra compie un massacro nella provincia di Idlib uccidendo 20 civili drusi in un villaggio, e lo stesso giorno i ribelli attaccano la base aerea di al-Thula, nel governatorato di As-Suwayda, al confine occidentale del Gebel Druso. I drusi reagiscono con una dichiarazione in cui i leader politici e religiosi della comunità spingono la popolazione a sostenere il governo e unirsi all'esercito regolare. Il 16 giugno i ribelli scatenano una nuova offensiva nel governatorato di Quneitra con l'obiettivo di entrare nella Ghuta occidentale e avvicinarsi a Damasco; il giorno successivo il fronte si attesta nella cittadina di Hadar, abitata dalla comunità drusa: anche in questa circostanza i cittadini si uniscono alle forze governative contro i ribelli. L'intervento druso provoca il rapido stallo di entrambe le offensive ribelli nel sud della Siria.
In questo periodo l'unica area della Siria dove le truppe governative ottengono successi sostanziali è la regione del Qalamun al confine con il Libano. Con il sempre più importante sostegno delle milizie sciite Hezbollah, tra maggio e giugno l'esercito siriano era riuscito a mettere in sicurezza le aree rurali e i picchi montagnosi nel Qalamun settentrionale. Il 3 luglio 2015 viene attaccata la cittadina di Zabadani, il più grande centro urbano al confine libanese ancora nelle mani dei ribelli e oggetto di continue tregue nel corso degli ultimi anni: le truppe governative circondano l'abitato e avanzano rapidamente verso il centro della città, ma a causa della feroce resistenza ribelle, derivata anche dall'impossibilità di fuggire, Hezbollah è costretta a rallentare l'attacco in modo da limitare le proprie perdite. A partire da agosto la sorte di Zabadani viene legata alle due città a maggioranza sciita nel governatorato di Idlib, Al-Fou'aa e Kafraya: i ribelli infatti attaccano i centri abitati e propongono uno scambio tra i loro combattenti a Zabadani e i civili intrappolati a nord. Coinvolgendo anche Turchia e Iran, vengono implementate una serie di tregue fino al mese di settembre, tuttavia le città di Madaya (vicino a Zabadani), Al-Fou'aa e Kafraya restano assediate ancora a gennaio 2016, con conseguenze sempre più gravi per i civili rimasti intrappolati e privi di cibo e medicine.
Sempre nel governatorato di Idlib, la coalizione islamista Jaish al Fatah lancia a fine giugno una serie di nuove offensive a sud di Jisr al-Shughur, riuscendo a conquistare alcuni villaggi ma venendo bloccata dalla controffensiva governativa. Per tutto il mese di agosto si registrano continui scontri caratterizzati da attacchi e contrattacchi nella parte settentrionale della Piana di al-Ghab con le cittadine di Mansura, al-Bahsa e Tal Awar che passano di mano diverse volte; l'offensiva si esaurisce a fine agosto un blando avanzamento dei ribelli. Intanto a fine estate l'ISIS prosegue la propria espansione nel governatorato di Homs a danno dei governativi, occupando il 5 agosto la città assiro-cristiana di Al-Qaryatayn, sede di un altro importante sito archeologico.

### L'intervento russo (ottobre 2015 - gennaio 2016)
Sebbene la Russia abbia sostenuto politicamente e con forniture militari il governo siriano fin dalle prime fasi della crisi, a partire da settembre 2015 si verifica una sensibile intensificazione dei contatti tra i due governi e si registrano movimenti aerei e di personale russo nell'area costiera di Latakia. Il 15 settembre gli Stati Uniti dichiarano che truppe russe stanno allestendo un nuovo aeroporto con annessa base militare, e a fine settembre la Russia annuncia di aver raggiunto un accordo con Siria, Iraq e Iran per condividere informazioni di intelligence relative allo Stato Islamico. Oltre all'aumento di forniture militari, il presidente russo Vladimir Putin scatena un'offensiva diplomatica volta a modificare la posizione occidentale nei confronti del governo siriano, allo scopo di includerlo in un futuro processo di pace. Anche a seguito della crisi dei profughi siriani in Europa iniziata in estate, Austria, Spagna, Germania e Regno Unito affermano di essere disposti a trattare con il presidente siriano, posizione che viene accettata anche dalla Turchia e da Israele

Offensiva delle forze filo-governative (in rosso) contro i ribelli (in verde) nella sacca di al-Rastan tra Homs e Hama (in basso) e a nord di Hama nella piana di al-Ghab (in alto)

Il 30 settembre 2015, poco dopo l'autorizzazione della Duma e dopo aver informato il governo americano, gli aerei russi eseguono i primi raid in territorio siriano; tra le prime località colpite vi sono quelle nella zona controllata dai ribelli tra Homs e Hama (la cosiddetta "sacca di Al-Rastan"): l'apparente assenza di miliziani dell'ISIS nell'area dimostra la volontà di colpire, a differenza dei raid dell'aviazione americana, tutte le sigle della ribellione siriana, incluse le brigate dell'Esercito Siriano Libero. Il giorno successivo, tuttavia, vengono bombardate anche aree controllate dall'ISIS, inclusa la "capitale" del califfato Raqqa. I raid aerei si estendono su quasi tutto il territorio siriano controllato dai ribelli che, in risposta, creano un "comitato congiunto" composto da 41 fazioni per coordinare le operazioni di difesa.
Il 7 ottobre l'esercito siriano lancia una vasta offensiva nel nord-ovest della Siria aprendo un fronte che comprende il governatorato di Latakia, la piana di al-Ghab e il confine nord del governatorato di Hama. L'aviazione russa garantisce una forte copertura aerea con aerei ed elicotteri, mentre nella notte vengono anche lanciati 26 missili terra-terra da navi russe ormeggiate nel Mar Caspio, sfruttando lo spazio aereo iraniano e iracheno; nelle operazioni terrestri l'esercito siriano viene affiancato anche dai miliziani Hezbollah. In una settimana di combattimenti le truppe governative riescono a catturare diverse cittadine nel governatorato di Idlib e intorno alla strategica cittadina di Salma, tuttavia i miliziani islamisti riescono a rallentare l'avanzata anche grazie all'utilizzo dei missili anticarro BGM-71 TOW di fabbricazione americana. Nella seconda settimana di battaglia alcuni punti del fronte entrano in stallo, a esclusione della piana di al-Ghab dove lentamente le truppe siriane avanzano verso nord.

Offensiva delle forze filo-governative (in rosso) contro i ribelli (in verde) a sud e nord di Aleppo e contro l'ISIS (in nero) a est di Aleppo, ottobre 2015-3 febbraio 2016

Il 16 ottobre le truppe siriane lanciano un'altra offensiva nella campagna a sud di Aleppo, e oltre all'appoggio aereo russo intervengono direttamente elementi della Forza Quds del Corpo delle Guardie della rivoluzione islamica iraniano, sotto la direzione strategica di Qasem Soleimani e milizie sciite irachene; in pochi giorni le truppe conquistano cinque villaggi prima di incontrare la resistenza dei ribelli. Tra ottobre e l'inizio di novembre l'esercito siriano riesce ad avanzare in profondità verso sud e verso ovest, conquistando una dozzina di villaggi e arrivando ad attaccare la cittadina di al-Hadir. Parallelamente, a est di Aleppo, con il forte sostegno dell'aviazione russa l'esercito governativo riattiva il fronte contro lo Stato Islamico con l'intenzione di rompere l'assedio dell'aeroporto militare di Kuwayris: il 10 novembre 2015 le truppe entrano nel complesso militare e la televisione nazionale trasmette le immagini dei soldati in festa. Questa operazione è il primo vero successo governativo da inizio anno e la dimostrazione dell'importante aiuto fornito dall'aviazione russa; inoltre la penetrazione governativa in un'area considerata roccaforte dell'ISIS apre un nuovo fronte sulla frontiera occidentale del Califfato.
Il successo militare governativo ad Aleppo segue una nuova offensiva diplomatica russa per riabilitare Assad sul piano internazionale. Il 21 ottobre il presidente siriano viene accolto a sorpresa a Mosca da Putin, primo viaggio di Assad all'estero dall'inizio della crisi, e il 30 ottobre viene organizzata a Vienna una conferenza di pace dove, per la prima volta, viene invitato l'Iran e non vengono richieste le dimissioni di Assad come pre-condizione ai colloqui.
A parte Aleppo, le truppe governative si trovano in difficoltà sugli altri fronti. Nel governatorato di Latakia l'avanzata su Salma entra in stallo e l'unico successo è la conquista del villaggio montuoso di Ghamam; non vi è nessuna modifica del fronte nella Piana di al-Ghab, mentre sul fronte a nord di Hama l'esercito subisce il contrattacco da parte delle milizie ribelli che riescono a riconquistare tutti i territori persi a fine ottobre e a riconquistare, il 4 novembre, la strategica città di Morek oltre a diversi villaggi e colline circostanti. Il mese di novembre vede avanzare ulteriormente l'esercito siriano. A sud di Aleppo, il 13 novembre le linee di difesa ribelli vengono sfondate da un attacco congiunto di esercito, Hezbollah, milizie sciite irachene e afghane e pasdaran iraniani: in un solo giorno vengono conquistate le cittadine di Hader ed El-Eis insieme a diversi altri villaggi circostanti, e le truppe governative arrivano fino all'autostrada M5 che congiunge Aleppo a Damasco prima di interrompere l'offensiva. A fine novembre tuttavia le milizie ribelli, spostando uomini dal fronte di Hama, riescono ad organizzare una controffensiva che recupera parte del territorio perso. Anche sul fronte a est di Aleppo, l'esercito siriano non interrompe l'attacco e si spinge verso est, arrivando alla periferia di Deir Hafer.

Avanzamento delle forze governative (in rosso) nel governatorato di Latakia: la linea nera tratteggiata indica il fronte a novembre 2015, prima della riconquista di Salma e Rabia a gennaio 2016.

A metà novembre si sblocca il fronte a nord di Latakia. Grazie alla copertura aerea russa, l'esercito riesce a conquistare diversi villaggi e alture entrando nel Jabal Turkman, area abitata dalla minoranza etnica turcomannadi lingua e cultura turca, molto legata ai ribelli. La Turchia, nella realistica eventualità di perdere il controllo del confine con i gruppi ribelli, afferma che attuerebbe "qualunque azione per difendere la comunità turcomanna", e in questo contesto, il 25 novembre, due F-16 turchi abbattono un bombardiere russo causando la morte di un pilota e innescando una forte crisi diplomatica tra i due Paesi.
Il periodo compreso tra la fine del 2015 e l'inizio del 2016 vede incrementare l'attività su quasi tutti i fronti siriani. Nella maggior parte dei casi è l'esercito siriano che intraprende azioni offensive, evidenziando il sempre più efficace supporto aereo russo; vengono inoltre introdotti i carri armati T-90 che permettono una maggiore difesa contro i missili anticarro TOW dei ribelli. Sul fronte a sud di Aleppo, il 20 dicembre l'esercito conquista la cittadina strategica di Khan Tuman, tagliando nuovamente l'autostrada M5 e unificando l'intera periferia meridionale della città. Nella Ghuta Orientale, dopo un lungo periodo di inattività, le ostilità riprendono il 14 dicembre: l'esercito avanza da sud e conquista la base aerea e il villaggio di Marj al-Sultan, mentre il 25 dicembre l'aviazione russa uccide in un bombardamento mirato Zahran Alloush, comandante della formazione Jaish al-Islam legata all'Arabia Saudita ed egemone nell'area di Damasco. Il fronte a nord di Latakia subisce forti avanzamenti dal 25 dicembre. Il 12 gennaio 2016 le truppe siriane entrano nella roccaforte ribelle di Salma, causando un repentino ripiegamento dei miliziani verso il confine turco; nei giorni successivi l'esercito conquista decine di cittadine del governatorato ed entra il 24 gennaio nella città di Rabia, ultima roccaforte ribelle nel nord della provincia. Il 18 febbraio viene conquistata anche Kinsabba, importante avamposto ribelle nei pressi del confine con la provincia di Idlib.

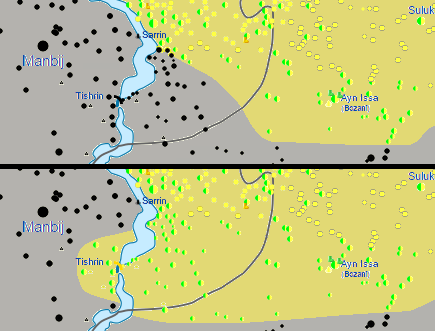
Avanzamento dell'YPG (in giallo) verso Tishrin e a ovest dell'Eufrate, 23-30 dicembre 2015

Sul fronte sud, il 27 dicembre l'esercito siriano lancia un'offensiva per conquistare la città di Al-Shaykh Maskin, che taglia la linea di comunicazione tra Damasco e Daraa, ma i ribelli riescono a rallentare l'avanzata governativa. Intorno al 5 gennaio 2016 la battaglia entra in stallo, con l'esercito che riesce a controllare il 60% della città; l'offensiva riprende a fine gennaio, e il 25 viene annunciata la completa conquista della città. A est dell'Eufrate anche le milizie curde organizzano un attacco contro le postazioni dell'ISIS: grazie alla copertura aerea americana lo YPG, insieme ad alcune milizie arabe, tra il 23 e il 26 dicembre avanza rapidamente verso sud, raggiungendo e conquistando la strategica diga di Tishrin ed entrando, per la prima volta, nei territori a ovest del fiume, guadagnando una via d'accesso verso la roccaforte ISIL di Manbij. Intanto tra novembre e dicembre si accende un lungo braccio di ferro tra l'esercito siriano e l'ISIS per il controllo di Mahin, a metà strada tra la strategica città cristiana di Sadad e Qaryatayn: il centro abitato passa più volte di mano ma a prevalere sono alla fine le forze governative.
Approfittando dello scontro tra Stato Islamico e YPG, a gennaio l'esercito siriano avanza a est di Aleppo conquistando alcune cittadine a nord dell'aeroporto militare di Kuwayris e avvicinandosi alla roccaforte ISIL di al-Bab. In risposta, il 16 gennaio lo Stato Islamico lancia una violenta offensiva contro la sacca governativa di Deir el-Zor, assediata da diversi anni, riuscendo a invadere i quartieri settentrionali della città: l'attacco viene respinto, ma tra 80 e 300 civili vengono uccisi e 400 rapiti. Sempre nella prima metà di gennaio l'esercito siriano riesce a riconquistare alcuni villaggi lungo il fiume Oronte, nella sacca di resistenza di Al-Rastan.

### L'escalation ad Aleppo e la tregua (febbraio 2016)

Offensiva delle forze governative (in rosso) e dei curdi (in giallo) contro i ribelli (in verde) a nord di Aleppo. A est di Aleppo, offensiva governativa contro l'ISIS (in nero)

Nel corso del gennaio 2016 le offensive dell'esercito regolare siriano a Latakia e a sud di Aleppo rallentano, mentre circolano notizie dell'arrivo di rinforzi a nord di Aleppo in preparazione di una nuova offensiva. Il 1º febbraio l'esercito governativo sferra una violenta e improvvisa offensiva dai sobborghi settentrionali verso nord-ovest, con l'obiettivo di raggiungere le cittadine sciite di Nubl e Zahraa assediate dalle milizie ribelli dal luglio 2012. L'attacco, sebbene condotto più a nord, ricalca la fallita offensiva governativa del febbraio 2015, ma grazie al fondamentale impiego dell'aviazione russa e dei miliziani Hezbollah, sciiti iracheni, iraniani e afghani, le difese ribelli vengono superate e il 3 febbraio le truppe siriane entrano a Nubl e Zahraa, accolti dalla popolazione in festa. Oltre alla rottura dell'assedio, l'avanzata governativa permette di creare un corridoio che dal nord di Aleppo si congiunge alle aree sotto controllo curdo nel cosiddetto Cantone di Afrin, tagliando l'area sotto controllo ribelle in due parti. L'area a nord del corridoio, di estensione ridotta, risulta completamente circondata su tre lati da curdi, truppe governative e miliziani dello Stato Islamico, e inoltre viene tagliata una fondamentale via di approvvigionamento dei ribelli ad Aleppo attraverso il valico di frontiera con la Turchia. Viene anche tagliata l'unica via di comunicazione tra i ribelli ad Aleppo e nel governatorato di Idlib con il territorio dello Stato Islamico, da cui, sebbene in conflitto, importavano petrolio e carburante. L'avanzata governativa scatena il panico tra i miliziani che, insieme a una nuova ondata di rifugiati (circa 30.000), ripiegano verso il confine turco.
Il 3 febbraio, inaspettatamente, anche i miliziani curdi YPG attaccano da ovest i ribelli, conquistando due cittadine e rimanendo neutrali verso le truppe governative siriane; i sospetti di un coordinamento nell'offensiva si rafforzano a causa del sostegno dell'aviazione russa alle milizie curde sul campo e al trasferimento ad Afrin di alcuni soldati siriani feriti. In due settimane i miliziani curdi conquistano una decina di villaggi e l'importante base aerea di Menagh. Il 13 febbraio le forze curde intensificano ulteriormente la loro avanzata, attaccando i sobborghi meridionali di Azaz e quelli occidentali di Tal Rifaat; la possibile disfatta della ribellione siriana a nord di Aleppo preoccupa la Turchia, che reagisce bombardando con l'artiglieria pesante le zone recentemente conquistate dai curdi e minacciando l'ingresso delle truppe turche in territorio siriano. Il 15 febbraio le milizie curde conquistano Tal Rifaat ma sospendono l'offensiva verso Azaz, indicata come limite invalicabile dalla Turchia; gli Stati Uniti intervengono nella crisi intimando alla Turchia di interrompere i bombardamenti. Le truppe governative siriane intanto interrompono l'avanzata verso nord, consolidando le posizioni conquistate.

Offensiva delle forze governative (in rosso) da Ithriyah verso Tabqa e dell'ISIS (in nero) verso Khanasir

A est di Aleppo, le truppe governative siriane allargano l'area di controllo intorno all'aeroporto militare di Kuwayris avanzando verso ovest, con l'intenzione di collegarsi ai quartieri orientali della città e chiudere i miliziani dell'ISIS in una sacca. L'operazione comincia alla fine di gennaio e si sviluppa fino al 21 febbraio, quando viene conquistato l'ultimo villaggio. L'offensiva è caratterizzata da un lento ritiro dei miliziani dell'ISIS che oppongono poca resistenza; tra le aree conquistate vi è la centrale termoelettrica di Aleppo, che garantisce energia a tutta la città. L'11 febbraio l'esercito siriano lancia un'offensiva contro l'ISIS nel deserto orientale della provincia di Hama, lungo l'autostrada Ithriyah-Raqqa in direzione dell'aeroporto di Tabqa; nei giorni seguenti i governativi conquistano alcuni punti strategici lungo l'autostrada rimettendo così piede, per la prima volta dall'estate 2014, nel governatorato di Raqqa, ma l'offensiva viene interrotta dopo pochi giorni a causa dell'improvviso attacco dell'ISIS all'asse stradale Ithriyah-Aleppo, unica via di rifornimento alla metropoli per i governativi, che porta alla perdita della cittadina di Khanasir. Entro fine febbraio la città viene riconquistata dall'esercito e le vie di comunicazione riaperte.

Conquista di al-Shaddadi da parte delle milizie curde (in giallo). Tratteggiata in nero la linea del fronte al 17 novembre 2015, in rosso al 19 febbraio 2016

A fine febbraio intanto le milizie curde nel nord-est della Siria avanzano verso sud, discendendo il corso del fiume Khabur e riuscendo il 19 a strappare allo Stato Islamico il controllo di Al-Shaddadi, importante zona petrolifera nel governatorato di al-Hasaka. Nei giorni successivi i curdi continuano la loro avanzata, spingendosi fino a circa 85–90 km dalla sacca governativa di Deir el-Zor e penetrando per la prima volta nell'estremo nord dell'omonimo governatorato. Sul piano diplomatico, l'11 Stati Uniti e Russia, con la partecipazione delle principali nazioni mediorientali incluse Arabia Saudita e Iran e delle Nazioni Unite, organizzano una conferenza a Monaco di Baviera per un rilancio del processo politico di pacificazione della Siria; il 12 febbraio, con una dichiarazione congiunta, i ministri degli esteri russo e americano annunciano un accordo sulla consegna di aiuti umanitari in Siria e su un cessate il fuoco "entro una settimana". Il piano, che esclude lo Stato Islamico e il Fronte al-Nusra, viene approvato dal governo siriano, dai miliziani curdi e da circa 100 gruppi armati dell'opposizione. La tregua entra in vigore il 25 febbraio a mezzanotte.

### L'arretramento dello Stato Islamico (marzo - luglio 2016)
Sebbene nei primi giorni di marzo vengano segnalate alcune violazioni della tregua, si registra una diminuzione sostanziale dei combattimenti. La tregua ha come conseguenza la riapertura di negozi e scuole in molte città siriane, oltre all'apertura di corridoi umanitari per la distribuzione di aiuti alla popolazione civile. Il 14 marzo, Putin annuncia il progressivo ritiro delle forze russe dal territorio siriano come gesto di distensione in vista dei colloqui di pace; viene comunque garantito sostegno aereo alle truppe siriane sui fronti attivi contro lo Stato Islamico.

Aree riconquistate dalle forze governative siriane (in rosso) al 26 marzo, prima della presa di Tadmur (Palmira) il giorno seguente.

Il perdurare della tregua permette sia all'esercito siriano sia alle milizie ribelli di concentrare gli sforzi contro lo Stato Islamico. L'operazione più significativa è quella condotta dalle truppe siriane che, con l'importante sostegno dell'aviazione russa e di numerose milizie alleate, il 12 marzo lanciano un'importante offensiva per la riconquista di Palmira e di Al-Qaryatayn, entrambe occupate dall'ISIS rispettivamente a maggio e agosto del 2015: dopo una lenta avanzata il 27 marzo le truppe siriane completano la liberazione della città nuova di Palmira, dopo aver già riconquistato il sito archeologico e l'aeroporto, provocando la ritirata dei miliziani islamisti verso Raqqa e Deir Ezzor; truppe speciali russe vengono inviate a Palmira per aiutare gli alleati siriani nella bonifica della città vecchia e nuova da mine e trappole esplosive lasciate dall'ISIS in ritirata. Il 3 aprile anche Al-Qaryatayn viene riconquistata, permettendo alle truppe siriane di controllare gran parte dell'area desertica della Siria centrale e di organizzare una testa di ponte per una futura offensiva verso la sacca di Deir Ezzor o la frontiera irachena.

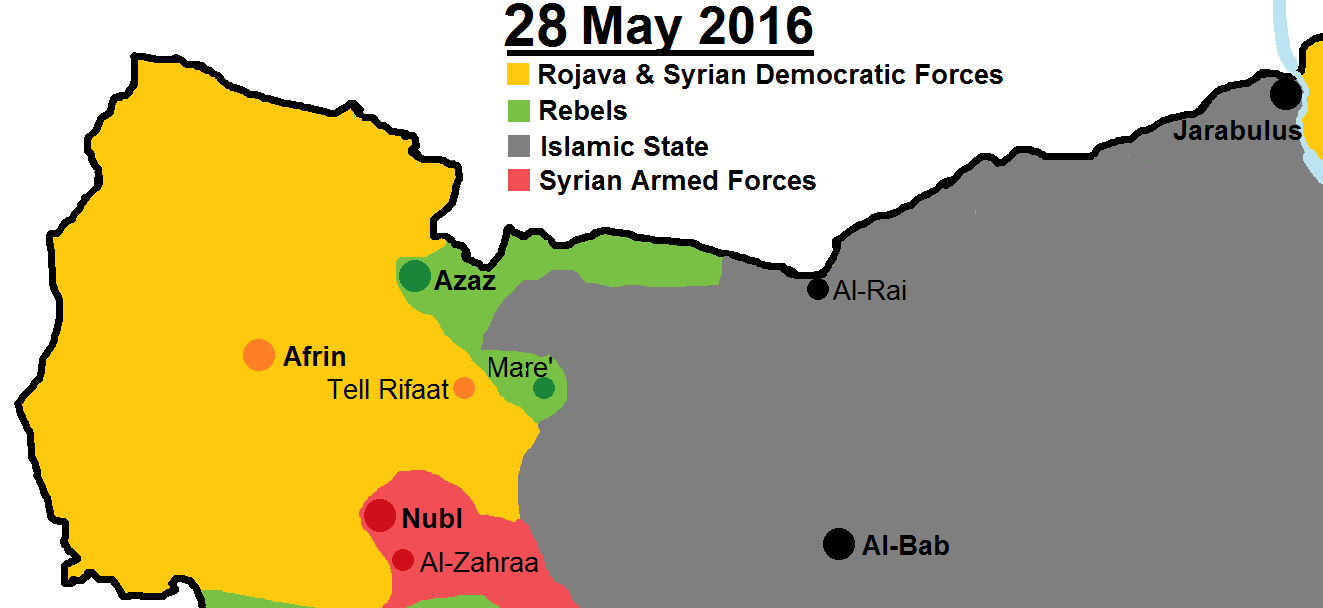
Situazione a nord di Aleppo a fine maggio 2016: in verde i ribelli, in controllo delle città di Azaz e Mare', in nero l'ISIS

Il 5 marzo intanto i ribelli appoggiati da forze speciali occidentali e penetrati dalla Giordania strappano all'ISIS il controllo del valico siro-iracheno di Al Tanf.
Il 13 aprile si tengono, nei territori controllati dal governo e dai suoi alleati, le elezioni parlamentari per il rinnovo del Consiglio del popolo, nonostante il boicottaggio delle opposizioni e al di fuori del processo di pace promosso dall'ONU: con un'affluenza del 57,56%, la coalizione guidata dal Partito Ba'th di Assad ottiene 200 seggi su 250. Intanto, a partire dal 10 marzo, si accendono violenti scontri tra i combattenti dello Stato Islamico e le milizie ribelli anti-governative, supportate dalla Turchia e dai raid aerei statunitensi, nell'estremo nord della provincia di Aleppo al confine turco; nelle settimane seguenti numerosi villaggi cambiano più volte di mano. A sud-ovest di Aleppo, invece, la fragile tregua siglata il 25 febbraio va definitivamente in frantumi nei primi giorni di aprile a seguito di una violenta e improvvisa offensiva di al-Nusra e altre sigle ribelli; il 2 aprile gli insorti catturano Tel Al-Eis, mentre il 6 maggio riconquistano anche Khan Tuman. Nonostante le difficoltà incontrate a sud di Aleppo, tra aprile e maggio l'esercito siriano e i suoi alleati spostano invece la loro attenzione sulla grande sacca ribelle ad est di Damasco, riuscendo a riconquistare numerosi villaggi e posizioni in mano agli insorti da ben quattro anni, approfittando dello scoppio di ostilità tra diversi gruppi ribelli.

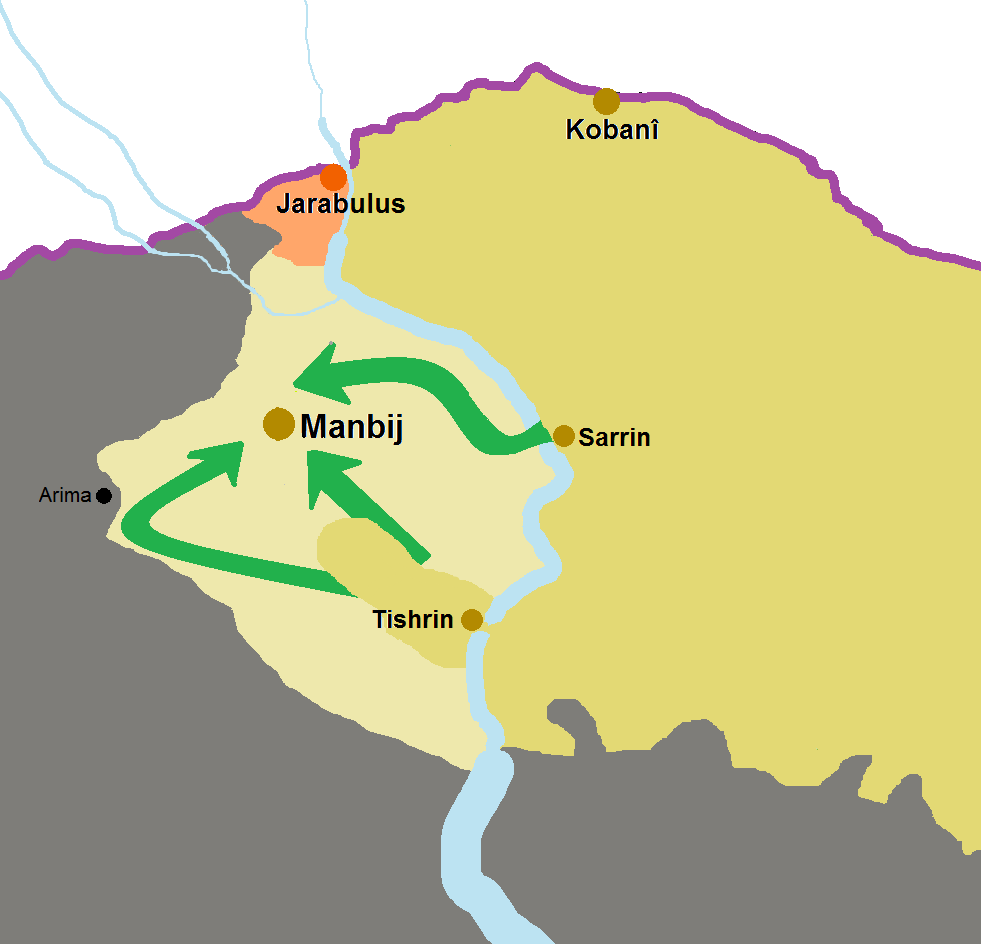
Offensiva dei curdi (in giallo) contro l'ISIS verso Manbij

Nel frattempo anche le milizie curde riprendono la loro attività contro lo Stato Islamico, lanciando un'offensiva contro Raqqa e conquistando negli ultimi giorni di maggio alcuni piccoli centri abitati nel nord della provincia, a circa 50 km dal capoluogo, e contemporaneamente nelle vicinanze di Manbij nella provincia di Aleppo. A inizio di giugno le forze regolari siriane riprendono l'avanzata lungo l'autostrada Ithriyah-Raqqa, già avviata nel febbraio precedente: le truppe siriane conquistano il 3 giugno il villaggio di Zakiyah, a circa 50 km dall'ex aeroporto di Tabqa e 90 km dalla capitale del Califfato. Nei giorni seguenti, mentre i curdi arrestano la loro offensiva verso Raqqa e ampliano invece il loro controllo nelle campagne tra l'Eufrate e Manbij, le forze governative avanzano ulteriormente lungo l'autostrada, conquistando il 7 giugno alcuni villaggi a circa 30 km dalla base aerea di Tabqa. Il 10 giugno le forze curde accerchiano completamente la città di Manbji, ponendola sotto assedio, mentre tra l'11 e il 12 le truppe governative occupano lo strategico snodo stradale di Safyeh e gli adiacenti impianti petroliferi, a circa 20 km dalla base di Tabqa e 65 km da Raqqa. Per far fronte alle avanzate di curdi e governativi, l'ISIS abbandona spontaneamente la periferia di Marè e numerosi villaggi a nord di Aleppo, che vengono così rioccupati dai ribelli filo-turchi. Dopo aver proseguito l'avanzata fino a circa 10 km dalla base aerea, tra il 19 e il 20 giugno le forze governative subiscono il contrattacco dell'ISIS che le costringe a ritirarsi fino alle loro basi di partenza.

### L'assedio di Aleppo e l'intervento turco (luglio - dicembre 2016)

L'accerchiamento governativo della città di Aleppo (nel riquadro) e le altre offensive dei curdi e dei ribelli filo-turchi nel nord della provincia di Aleppo.

Ad Aleppo, le truppe governative avanzanti da nord e da sud riescono infine il 27 luglio a ricongiungersi ad ovest del quartiere curdo di Sheikh Maqsoud, isolando e ponendo sotto assedio la parte est di Aleppo ancora in mano ai ribelli di ESL, Ahrar al-Sham e al-Nusra; la Russia e il governo siriano dichiarano quindi l'apertura di "corridoi umanitari" per evacuare dalle zone della città sotto controllo ribelle i civili (circa 250.000) e i combattenti disposti ad arrendersi. Il 31 luglio però le milizie ribelli, dopo aver fatto affluire numerosi rinforzi dalle provincie di Idlib e Aleppo, lanciano un'offensiva a sud-ovest della metropoli, conquistando alcune roccaforti governative, aprendo un corridoio verso la parte orientale della città e tagliando la via di rifornimento governativa dalla Siria centrale alla parte occidentale di Aleppo; entrambe le parti di Aleppo risultano così simultaneamente assediate, dal momento che sia i ribelli sia il governo perdono le loro principali vie di rifornimento usate fino a quel momento. Nei giorni seguenti l'esercito siriano riesce però a riaprire le comunicazioni tra Aleppo ovest e il resto dei propri territori, mentre il corridoio aperto dai ribelli verso Aleppo est viene incessantemente bersagliato dalle artiglierie e dai bombardieri russi e siriani.

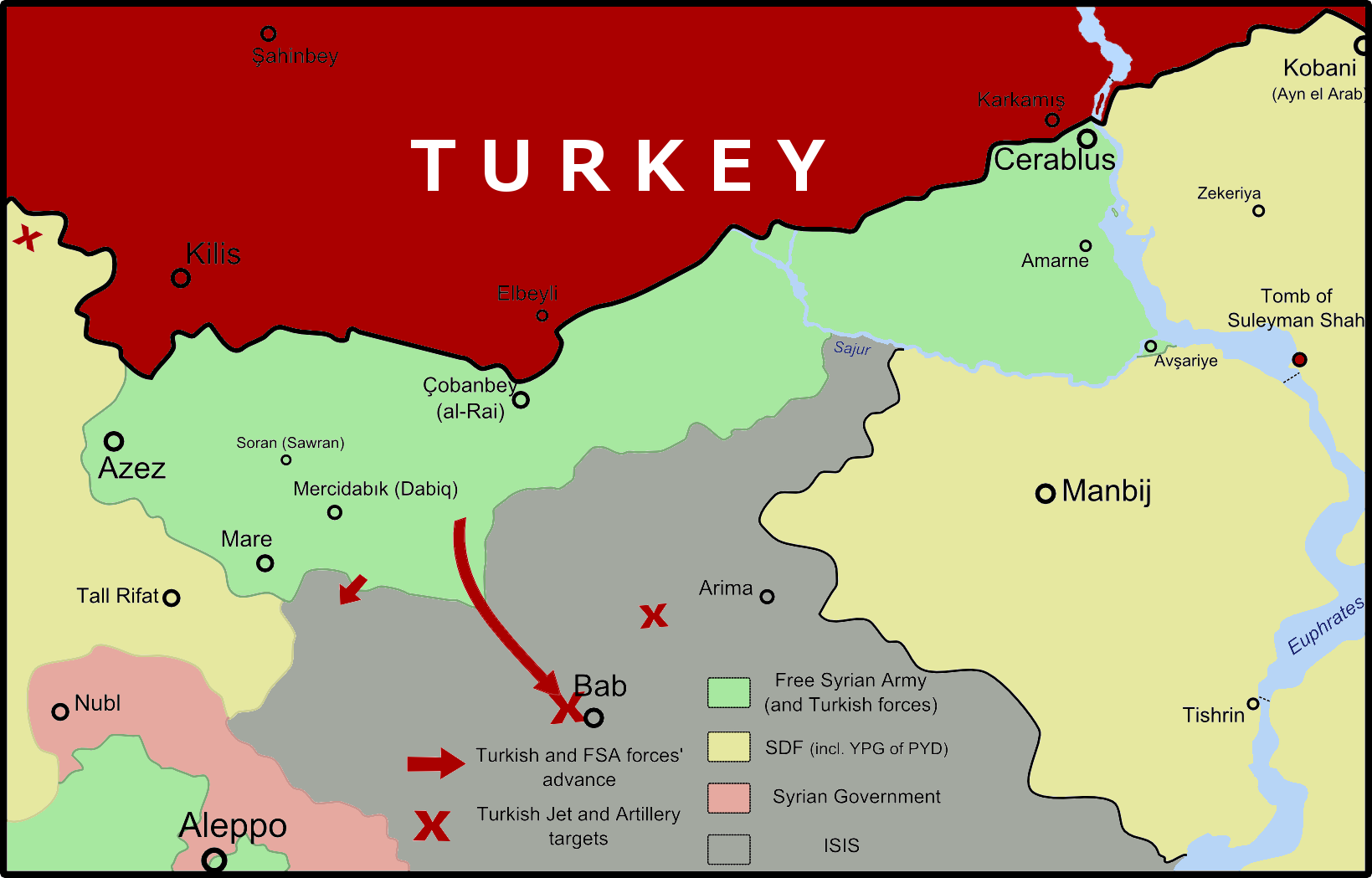
L'offensiva dei ribelli appoggiati dalle forze turche (in verde) contro l'ISIS (in grigio) e i curdi (in giallo).

A nord-est di Aleppo il 12 agosto, dopo due mesi di assedio, le milizie curde con il sostegno dell'aviazione statunitense conquistano definitivamente la città di Manbij, in mano allo Stato Islamico dal gennaio 2014. Il 16 agosto a Hasakah scoppiano scontri tra le milizie curde e la Difesa Nazionale filo-governativa, che ancora occupa parte della città; l'esercito siriano interviene con tiri d'artiglieria dalla vicina base militare di Kawkab e per la prima volta dall'inizio della guerra attacca le forze curde con raid aerei. Con la mediazione della Russia, il 23 agosto viene infine raggiunta una tregua: le forze armate governative abbandonano Hasakah, i quartieri da esse controllati rimangono in mano al governo ma sotto amministrazione civile. Il 24 agosto miliziani ribelli attaccano dalla Turchia, con il sostegno di artiglieria, carri armati e truppe speciali turche, la città frontaliera di Jarabulus, occupata dalla Stato Islamico, conquistandola in poche ore. L'operazione, la prima incursione su larga scala della Turchia in Siria dall'inizio della guerra civile, ha come obiettivo primario l'espulsione dei miliziani dell'ISIS dalla frontiera turca, ma anche lo scopo di evitare la riunificazione del cantone curdo di Afrin con i restanti territori curdi e la creazione quindi di una vasta regione curda lungo gran parte della frontiera turco-siriana. Nei giorni seguenti i miliziani filo-turchi avanzano fino a circa 12 km da Manbij mentre, occupata la città frontaliera di al-Rai il 18 agosto, i ribelli della regione di Azaz riescono a ricongiungersi il 4 settembre con gli alleati penetrati a Jarabulus, completando così la conquista dell'ultimo tratto di frontiera ancora in mano all'ISIS.
Il 29 agosto, per alleviare la pressione governativa su Aleppo, i ribelli lanciano un'offensiva a nord di Hama, riuscendo a spingersi fino a circa 13 km dal capoluogo prima di essere bloccati dalla reazione dei governativi; Aleppo est viene quindi di nuovo interamente accerchiata, mentre i governativi riescono a riaprire al traffico la strada principale per Aleppo ovest. Il 10 settembre Stati Uniti e Russia annunciano il raggiungimento di un accordo per un nuovo cessate il fuoco, entrato in vigore il 12, al quale aderiscono il governo siriano e le opposizioni non jihadiste. I principali fronti ad Aleppo entrano in stasi, ma si continua invece a combattere nelle campagne a nord di Hama e nella Ghuta est; a sorpresa si riattiva inoltre il fronte nella provincia di Quneitra, dove Damasco accusa Israele di dar appoggio ai ribelli jihadisti nei loro assalti alle linee governative. Il 17 settembre aerei della coalizione a guida americana bombardano per errore posizioni strategiche cruciali dell'esercito governativo presso Deir el-Zor, consentendo ai miliziani dell'ISIS di impedire i rifornimenti alla città; la nuova e grave crisi diplomatica interrompe i colloqui tra Stati Uniti e Russia per il rinnovo della tregua di un'altra settimana, e di conseguenza il 19 settembre il governo siriano dichiara la ripresa dei combattimenti: la sera stessa i bombardieri russi tornano a colpire l'area di Aleppo, mentre negli ultimi giorni di settembre le truppe governative riconquistano importanti posizioni, in mano ai ribelli da ben tre anni, nella zona nord della sacca e nella città vecchia.

A nord di Hama: offensiva dei ribelli (fine agosto) e controffensiva governativa (ottobre)

A nord-est di Aleppo prosegue intanto l'avanzata dei ribelli filo-turchi su al-Bab, mentre il 27 ottobre l'esercito siriano riconquista la cittadina di Suran nel nord di Hama, persa a fine agosto. Il 28 ottobre i ribelli lanciano una nuova e massiccia offensiva a ovest di Aleppo, nel tentativo di rompere l'assedio alla parte est; nonostante ciò l'esercito avanza inaspettatamente a nord-est della città e in direzione di al-Bab, riconquistano alcuni villaggi, aree rurali e una ex base di fanteria nella campagna a nord del distretto industriale di Shaykh Najjar. L'attacco dei ribelli a sud-ovest di Aleppo ottiene nel frattempo scarsi successi, venendo completamente respinto dai governativi. A partire da agosto, le forze governative riportano una serie di vittorie contro le sacche ribelli nella periferia di Damasco: il 26 agosto viene annunciata la resa, dopo oltre quattro anni di assedio e combattimenti, della cittadina di Darayya, e come già avvenuto in altre parti della Siria i ribelli accettano di deporre le armi per esser trasferiti nella provincia di Idlib; in ottobre anche le cittadine di Qudisiyah, al-Hameh e Maadamiyeh si arrendono alle forze governative e i ribelli, insieme ai loro familiari, vengono trasferiti nel governatorato di Idlib. I governativi avanzano anche nelle più ampie sacche del Ghuta ovest ed est: in ottobre riescono a separare in due settori la sacca ribelle del Ghuta ovest, mentre il 30 viene riconquistato lo strategico villaggio di Tal Kurdi, nel nord della sacca del Ghuta est. Il 1º dicembre le due sacche ribelli rimanenti nel Ghuta ovest sono evacuate, mentre il 2 dicembre si arrende la piccola sacca di Al Tall a nord di Damasco seguita il 5 e 13 dicembre dalle sacche di Al Kiswah e di Kanaker a sud della capitale. Il 27 novembre l'Aeronautica Militare Israeliana conduce dei raid nel Golan siriano colpendo le posizioni di jihadisti della brigata "Martiri di Yarmouk" affiliata all'ISIS, in rappresaglia contro un attacco a un checkpoint israeliano di confine; è il primo attacco israeliano contro una formazione dell'ISIS.

Offensiva dell'ISIS contro Palmira

Nella seconda metà di novembre i governativi riprendono l'offensiva per riconquistare Aleppo est. L'esercito siriano e alleati avanzano rapidamente e tra il 26 e il 27 novembre causano un primo collasso delle difese ribelli, riconquistando importanti distretti e riuscendo infine a separare la sacca in due parti; nella giornata del 28 novembre la parte settentrionale di Aleppo est (circa un terzo del territorio controllato dai ribelli) viene completamente riconquistata dai governativi. In una nuova offensiva tra il 2 e il 4 dicembre l'esercito siriano avanza in profondità a ovest dell'aeroporto internazionale, riconquistando vari distretti e giungendo a circa un chilometro dalle linee amiche presso la Cittadella, dimezzando l'area ancora in mano ai ribelli. Approfittando dell'azione ad Aleppo, l'8 dicembre l'ISIS lancia un'offensiva contro le postazioni governative attorno a Palmira, presidiata soprattutto da truppe poco esperte e dalle milizie sciite: dopo un iniziale crollo delle linee siriane la situazione viene momentaneamente ristabilita grazie all'intervento dell'aviazione russa e all'arrivo di rinforzi, ma una nuova spallata costringe l'11 dicembre le forze governative ad abbandonare nuovamente la città e a ritirarsi 60 km ad ovest di essa, fino alla base aerea di Tiyas.

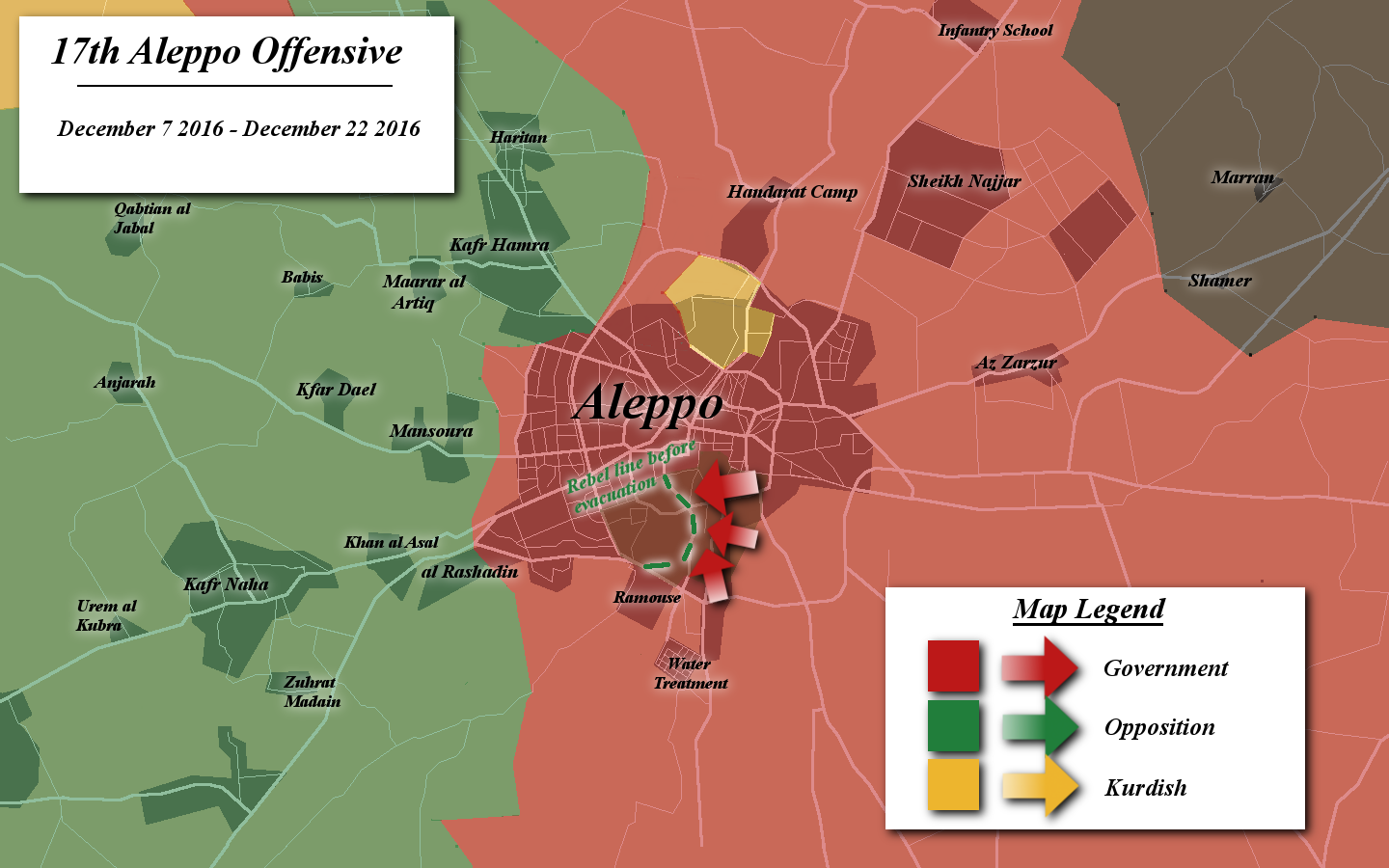
Offensiva governativa finale ad Aleppo

Ad Aleppo prosegue intanto l'avanzata dei governativi, che il 12 dicembre riconquistano i distretti di Bustan Al-Qasr e di Sheikh Saeed, considerati tra le maggiori roccaforti dell'opposizione. Mentre continua il deflusso dei civili, in fuga dalle zone ancora occupate, anche centinaia di ribelli decidono di deporre le armi e consegnarsi alle forze governative; solo alcune unità optano per una resistenza ad oltranza presso i loro ultimi bastioni nei distretti di Sakkari e di Al Ansari Sharki. Il 15 dicembre, con la mediazione di Russia e Turchia, viene raggiunto un accordo per la resa degli ultimi combattenti e il loro trasferimento assieme a parte della popolazione civile verso Idlib, in cambio dell'evacuazione dei civili assediati dai ribelli nelle cittadine governative di Fuah e Kafrayah. La sera del 22 dicembre, dopo la partenza dell'ultimo convoglio di ribelli e familiari, viene annunciata la totale riconquista della città di Aleppo, a esclusione del quartiere curdo di Sheikh Maqsoud, da parte delle forze governative, dopo quattro anni e cinque mesi di combattimenti.

### La nuova tregua e l'intensificazione degli scontri tra esercito e ISIS (gennaio-giugno 2017)
Sulla scia degli accordi tra il governo russo e turco sull'evacuazione delle restanti forze ribelli dagli ultimi quartieri assediati di Aleppo est, a fine dicembre Russia e Turchia annunciano il raggiungimento di un'intesa per un nuovo cessate il fuoco in tutta la Siria, al quale aderiscono le sigle maggiormente legate alla Turchia (tra cui Ahrar al-Sham e Jaish al-Islam). La tregua, approvata dal governo siriano, entra in vigore alla mezzanotte del 29 dicembre. Il 31 anche il Consiglio di sicurezza delle Nazioni Unite approva all'unanimità il testo dell'accordo tra Russia e Turchia..
Nonostante la tregua, l'esercito siriano non interrompe comunque le proprie offensive contro le aree ancora occupate nella provincia di Damasco. La sacca di Wadi Barada viene completamente smantellata entro la fine di gennaio, ponendo così termine alla grave crisi idrica che aveva interessato la capitale dalla metà di dicembre 2016. Il 22 febbraio 2017 anche la città di Serghaya, nei pressi del confine libanese ed assediata dal 2012, si arrende ai governativi. Il 14 gennaio lo Stato Islamico lancia una violenta offensiva contro la sacca governativa di Deir el-Zor. I miliziani superano l'accanita resistenza dell’esercito regolare, intensamente appoggiato dall'aviazione russa e siriana, e separano il 16 la sacca in due parti. I governativi riescono però, nei giorni seguenti, a stabilizzare la situazione e a riconquistare alcuni punti chiave.

Avanzata di ribelli filo-turchi e governativi nella regione di al Bab.

Nella seconda metà di gennaio, l’esercito siriano riattiva dopo mesi il fronte ad est di Aleppo, strappando all'ISIS decine di villaggi. Mentre il 23 febbraio le milizie filo-turche occupano la roccaforte dell'ISIS di al-Bab, i governativi proseguono la loro avanzata a nord-est di Deir Hafer, entrando in contatto con i territori già in mano all'SDF. L'8 marzo i governativi riconquistano la cittadina di Khafsah e la locale stazione idrica sulle sponde del Lago Assad, che rifornisce direttamente l'acquedotto di Aleppo.
Il 2 marzo intanto, dopo una rapida controffensiva, le forze governative, appoggiate dall’aviazione russa, riconquistano Palmira. Nei giorni seguenti vengono diffuse le prime foto dei nuovi danni arrecati dall’ISIS al sito archeologico.

Offensiva SDF su Raqqa da novembre 2016.

Il 21 marzo le milizie ribelli, guidate dall'ex Fronte al-Nusra, lanciano una violenta offensiva a nord di Hama, riconquistando la cittadina di Suran e spingendosi fino a 6 km dal capoluogo e dal vicino aeroporto.
Nella provincia di Raqqa prosegue intanto la rapida avanzata delle forze SDF, avviata a novembre 2016, sulla capitale del Califfato, grazie all'ingente impegno dell'aviazione e di forze speciali americane. Il 22 marzo combattenti curdi ed incursori statunitensi vengono aviotrasportati sulla sponda meridionale del Lago Assad, a circa 9 km ad ovest di Tabqa, allo scopo di tagliare l'autostrada Raqqa-Aleppo e di facilitare l'occupazione dell'importante diga sull'Eufrate. Nei giorni seguenti, consolidando la testa di ponte, le forze curde prendono il controllo dell'ex base aerea di Tabqa. Ad est di Aleppo intanto i governativi, dopo due giorni di assedio, conquistano il 29 marzo la roccaforte ISIS di Deyr Hafir.
A fine marzo viene raggiunto, sulla scia dei precedenti, un nuovo accordo tra governo e forze ribelli per l'evacuazione di combattenti e civili da Madaya e Zabadani, assediate dall'esercito, verso Idlib e da Al-Fu'ah e Kafriya, assediate dall'opposizione, verso Aleppo. Tuttavia il 15 aprile uno dei convogli provenienti da quest'ultime località viene attaccato da un'autobomba in territorio ribelle alla periferia ovest di Aleppo, causando circa 100 morti. Nonostante ciò entro il 22 aprile si conclude l'evacuazione delle cittadine ribelli al confine con il Libano.
Entro metà aprile i governativi riconquistano intanto tutti i punti persi a nord di Hama, compresa Suran, a seguito dell'offensiva ribelle del mese precedente. Il 23 aprile le forze regolari riprendono anche Halfaya, riportando la situazione del fronte a prima dell'attacco ribelle di agosto 2016.
Il 6 maggio Turchia, Russia e Iran annunciano il raggiungimento di un nuovo accordo per la creazione di quattro zone di de-escalation tra il governo e l'opposizione: il fronte nord di Idlib, la sacca di Rastan tra Hama e Homs, la sacca del Goutha Est e il fronte meridionale di Daraa.
Il 10 maggio le forze dell'SDF, dopo circa un mese di assedio, completano la conquista di Tabqa e della vicina diga sull'Eufrate. Riprendendo intanto l'offensiva ad est di Deir Hafer, i governativi il 12 maggio strappano all'ISIS l'ex base aerea di Jirah. Proseguendo inoltre nella messa in sicurezza della capitale, il 15 l'esercito siriano riconquista i distretti assediati ad est di Damasco di Qabun e Barzeh.
Il perdurare della tregua consente inoltre all'esercito siriano di spostare l'attenzione nel settore sud. Nella seconda metà di maggio i governativi avanzano lungo l'autostrada Damasco-Baghdad e ad est di Suwayda, a danno dei ribelli supportati da forze speciali occidentali, mentre una seconda offensiva, contro il Califfato a sud-est di Qaryatayn, porta alla riconquista di una vasta area desertica e della strategica autostrada Damasco-Palmira. Il 4 giugno i governativi riconquistano con un'offensiva la città di Maskanah, a sud-est di Deir Hafer, ultimo bastione dell'ISIS nella provincia di Aleppo. L'avanzata verso il valico siro-iracheno di Al-Tanf provoca tuttavia la reazione dell'aviazione statunitense, che il 18 maggio e il 6 giugno attacca le milizie sciite governative

### Le battaglie di Raqqa, Deir el-Zor e la sconfitta dello Stato Islamico (giugno-dicembre 2017)
Dopo la rapida avanzata iniziata nell'autunno 2016 e che ha portato a fine maggio le forze curde ad assediare la capitale del Califfato da nord, da est e da ovest, il 6 giugno l'SDF comunica ufficialmente l'inizio dell'ultima fase della campagna per la conquista della città e l'occupazione dei primi quartieri nell'estrema periferia orientale e occidentale. L'8 giugno i curdi occupano l'ex base militare governativa Divisione 17, ultimo ostacolo a difesa della periferia settentrionale della città. La capitale del Califfato viene completamente accerchiata il 2 luglio anche da sud, il 4 le forze dell'SDF penetrano nella città vecchia attraverso una breccia nella parte est delle antiche mura.
Il 2 settembre il comando dell'SDF comunica la totale conquista della città vecchia, i miliziani dell'ISIS si ritirano quindi verso i quartieri moderni a nord del centro storico. Il 15 ottobre le ultime posizioni dell'ISIS collassano, con la resa di decine di miliziani, il 17 l'SDF annuncia la totale conquista dell'ex capitale del Califfato.

Offensiva governativa contro il Califfato nella Siria centro-orientale nell'estate 2017.

Proseguendo intanto la propria offensiva in tutto il paese contro il Califfato, il 10 giugno l'esercito siriano aggira da nord-est il bastione dei ribelli filo-occidentali di Al-Tanf e, approfittando della scarsa resistenza dell'ISIS, raggiunge attraverso il deserto il confine iracheno, ricongiungendosi con le forze governative di Baghdad. Il 15, ad est di Palmira, i siriani riconquistano il villaggio di Arak e gli adiacenti campi petroliferi, 170 km dalla sacca di Deir Ezzor. Anche a sud-est di Maskanah i governativi proseguono la propria offensiva, raggiungendo l'autostrada Ithriya-Tabqa il 13 giugno e lo strategico villaggio di Resafa e i vicini campi petroliferi il 19, 40 km a sud di Raqqa. Lo stesso giorno, a seguito di piccole scaramucce tra governativi e SDF, un Su-22 siriano viene abbattuto da un F-18 statunitense, causando una nuova crisi diplomatica tra Russia e Stati Uniti. A seguito della completa riconquista il 30 giugno della strategica autostrada Ithriya-Resafa e dei restanti territori tra Khanasir e Maskanah, i governativi respingono definitivamente l'ISIS fuori dal governatorato di Aleppo.
Il 9 luglio entra in vigore una nuova tregua nel sud-ovest del paese siglata tra USA e Russia durante il G20 di Amburgo.
Il 19 luglio l'amministrazione di Donald Trump decide di fermare l'operazione Timber Sycamore, programma della CIA per il rifornimento di armi e supporti ai gruppi ribelli anti-governativi in Siria.
Il 6 agosto i governativi riconquistano Sukhnah, circa 120 km dalla sacca di Deir Ezzor, ultima roccaforte dell'ISIS nel governatorato di Homs.
Il 18 agosto, avanzando da nord e da sud, le forze siriane tagliano il grosso saliente ISIS ad est di Hama, chiudendo in una vasta sacca la roccaforte di Uqayribat. Una seconda sacca viene chiusa e distrutta tra il 23 e il 25 agosto poco più ad est.
Dopo una breve offensiva, il 29 agosto l'esercito siriano e alleati si assicurano definitivamente il controllo della totalità del confine tra Siria e Libano.
Il 2 settembre la cittadina di Uqayribat viene riconquistata dai governativi. Ciò che rimane della sacca a cavallo tra le provincie di Hama e Homs viene infine completamente distrutta entro il 6 ottobre. Dopo un'ultima e rapida offensiva, il 5 settembre le forze governative siriane raggiungono la periferia occidentale di Deir el-Zor, accolti dalla popolazione in festa, rompendo l'assedio dell'ISIS alla guarnigione che si prolungava da luglio 2014. Il 9 settembre i governativi entrano nella locale base aerea, rompendo dopo circa 7 mesi l'assedio imposto dal Califfato. Dopo la rottura dell'assedio si accende la corsa, tra governativi ed SDF, alla vasta regione petrolifera a sud-est del capoluogo. I curdi in pochi giorni raggiungono i primi giacimenti e la periferia nord della città ed il 18 l'esercito siriano e le forze speciali russe attraverso l'Eufrate a sud-est di Deir Ezzor.
Il 23 settembre, risalendo l'Eufrate, i governativi espugnano Maadan, il Califfato viene di conseguenza totalmente espulso dal governatorato di Raqqa. Tuttavia lo stesso giorno il generale russo Valery Asapov, comandante di una sezione di truppe governative nell'area di Deir Ezzor, rimane ucciso nell'esplosione del colpo di un mortaio dell'ISIS, durante i combattimenti nella città.
Il 1º ottobre, a seguito di una violenta controffensiva, l'ISIS riesce ad infiltrarsi attraverso il deserto nelle linee governative e a rioccupare Qaryatayn; la cittadina viene ripresa dalle forze siriane il 22. Proseguendo l'avanzata sulla riva destra dell'Eufrate, i governativi riconquistano il 14 ottobre la roccaforte di Mayadin, 46 km a sud-est di Deir Ezzor.
Il 18 ottobre muore, a causa di una mina nei pressi di Deir Ezzor, il generale Issam Zahreddine, comandante della guarnigione governativa negli oltre tre anni di assedio.
Il 3 novembre l'esercito siriano riconquista definitivamente il centro urbano di Deir Ezzor. Il 20 novembre i governativi riconquistano Abu Kamal, ultima importante città siriana ancora in mano all'ISIS, aprendo di fatto un secondo collegamento via terra con le forze irachene.

### La riapertura del fronte contro i ribelli e il nuovo intervento turco (gennaio 2018 - aprile 2018)
Proseguendo nella riconquista del Rif di Damasco, il 2 gennaio 2018 i governativi completano lo smantellamento della sacca di Beit Jinn, a sud-ovest della capitale. I ribelli arresisi vengono evacuati verso le provincie di Idlib e Daraa. Terminata intanto con successo la campagna nell'est del paese contro il Califfato e approfittando di scontri scoppiati già da ottobre tra ISIS e Al Nusra ad est di Hama, l'esercito siriano riattiva il fronte contro i ribelli, avanzando nel governatorato di Idlib in direzione della ex base aerea di Abu al-Duhur. Il 20 gennaio l'esercito siriano riconquista la base aerea di Abu al-Duhur (caduta nel settembre 2015). Ad est di essa vengono chiusi in una sacca decine di villaggi in mano a miliziani dell'ISIS o ad Al-Nusra. Lo stesso giorno l'esercito turco annuncia il lancio di una nuova offensiva contro il cantone curdo di Afrin, a nord di Aleppo, denominata "Ramoscello d'Ulivo". Il presidente Erdoğan dichiara inoltre che l'operazione sarà poi seguita da un'altra, avente come obiettivo Manbij, città occupata dai curdi da agosto 2016. L'operazione avviene con il tacito assenso della Russia la cui aviazione controlla lo spazio aereo del cantone e contemporaneamente anche con quello degli Stati Uniti, non essendo seguita all’offensiva alcuna reale protesta diplomatica da parte di questi. Iran e governo siriano al contrario invitano invano Ankara a porre immediatamente fine alle operazioni militari contro la città di Afrin, avvertendo che l’invasione potrebbe creare il caos necessario affinché i gruppi terroristici riprendano le operazioni nella regione.. Di fronte all'avanzata turca e delle milizie loro alleate, viene stretto un accordo di cooperazione tra i curdi e il governo siriano. Il 23 febbraio forze governative entrano quindi nel cantone, raggiungendo la città di Afrin.

Offensiva turca nel distretto di Afrin

Il 29 gennaio i governativi riconquistano anche il centro urbano di Abu al-Duhur. Il 3 febbraio, nei pressi di Saraqib, è abbattuto un Su-25 russo, il pilota si suicida con la sua granata d’ordinanza per non cadere in mano ai ribelli.
L'8 febbraio a Khasham, nella provincia di Deir Ezzor, a seguito dell'attraversamento dell'Eufrate da parte di forze governative, avviene un massiccio attacco aereo della coalizione capeggiata dagli USA che causa numerose perdite alla colonna di 500 uomini bersagliata. Durante tale operazione muoiono anche 14 contractors russi, in seguito è stato chiarito che i russi sarebbero morti a causa di una trappola esplosiva lasciata dai miliziani dell'ISIS in un deposito di armi.
Il 10 febbraio un drone iraniano sconfina in Israele ed è abbattuto nel cielo sopra la valle di Beit Shean. In risposta gli israeliani eseguono raid attraversando lo spazio aereo libanese e colpendo diversi obiettivi iraniani e governativi vicino a Damasco e Palmira, tra cui il centro di controllo mobile del drone sconfinato. La contraerea siriana riesce a colpire un F-16 israeliano il quale si schianta in Galilea. I due piloti riescono a catapultarsi fuori dall'abitacolo prima dell'impatto ma uno dei due risulta gravemente ferito. Il 13 febbraio i governativi riconquistano completamente la sacca di resistenza ad est di Abu al-Duhur, sottraendo in tal modo le ultime zone controllate dall'Isis nelle province di Aleppo, Idlib ed Hama.
Terminate le operazioni nel governatorato di Idlib l'esercito siriano lancia il 25 febbraio, dopo giorni di violenti bombardamenti iniziati il 18, una massiccia offensiva contro la sacca del Ghouta est, alle porte di Damasco. A seguito del collasso delle difese ribelli e della rapida avanzata dei governativi, il 10 marzo la sacca è divisa in tre parti: la cittadina di Douma, il quartiere di Harasta e la restante area urbana di Irbin-Jobar. In tale data i governativi controllano circa la metà dei territori del Ghouta est che erano in mano ai ribelli prima dell'inizio dell'operazione.

Offensiva governativa nel Ghouta est

Il 18 marzo fonti turche annunciano lo sfondamento delle difese curde ad Afrin e la caduta della città. Secondo l'ONU, oltre 250.000 persone sarebbero fuggite verso i territori controllati dai governativi a sud-est del distretto, attraversando il corridoio umanitario predisposto dall'esercito turco.
Tra il 23 e il 31 marzo vengono raggiunti alcuni accordi per una tregua tra i governativi e i principali gruppi ribelli presenti nel Ghouta Orientale. Le due sacche di Harasta e Irbin-Jobar vengono quindi smantellate, i miliziani arresisi vengono trasferiti nella provincia di Idlib.
Dopo nuove trattative è raggiunto un accordo per l'evacuazione di Douma, ultima sacca ribelle nel Ghouta est, verso il nord della provincia di Aleppo. Il 12 aprile i governativi entrano in città, sancendo la fine della campagna e la totale riconquista dell'hinterland orientale della capitale

### I raid internazionali contro il governo e l'offensiva nel sud (aprile 2018 - agosto 2018)
L'8 aprile i ribelli sostengono che sia avvenuto un nuovo utilizzo di armi chimiche su Douma, in particolare di gas al cloro. Il 9 aprile un raid aereo colpisce una base aerea governativa ad Homs: secondo diverse fonti il raid sarebbe opera di caccia F-15 israeliani, che avrebbero agito in rappresaglia per l'attacco chimico su Douma colpendo una base iraniana nelle vicinanze di Palmira che era stata già bersaglio di attacchi precedenti in seguito allo sconfinamento di un drone nello spazio aereo israeliano ed uccidendo 14 persone di cui 4 consiglieri militari iraniani.
Il 14 aprile Stati Uniti, Francia e Regno Unito lanciano un attacco missilistico contro le forze governative di Assad, con obiettivo primario i siti di produzione di armi chimiche del governo siriano. Nei primi raid vi sarebbero stati tre obiettivi colpiti: un centro di ricerca scientifico sullo sviluppo delle armi chimiche nell'area suburbana di Damasco e due depositi, di cui uno di Sarin, ad ovest di Homs. Il Pentagono avrebbe agito avvertendo i russi e le batterie antimissile iraniane e russe non sarebbero state attivate. Stando ad altri rapporti i missili sarebbero stati per la maggior parte distrutti dalle difese antiaeree siriane coadiuvate dai radar russi, mentre i pochi che avrebbero raggiunto l'obiettivo avrebbero colpito depositi da tempo abbandonati.
Nello stesso tempo i governativi iniziano a conquistare le ultime sacche di resistenza dell'opposizione e dell'ISIS nelle vicinanze e nel Rif della capitale. Dopo il raggiungimento di un accordo di resa ed evacuazione, tra il 19 e il 25 aprile l'esercito siriano riconquista la città di Dumayr e le ultime aree in mano in ribelli nel Qalamoun orientale.
Il 21 aprile, a seguito del fallimento di trattative per l'evacuazione dei miliziani, viene avviata un'offensiva contro le aree a sud di Damasco sotto il controllo di gruppi affiliati allo Stato Islamico e a Tahrir al-Sham tra cui il campo profughi palestinese di Yarmouk. Il 30 aprile i miliziani di Tahrir al-Sham (ex fronte Al-Nusra) nell'area si arrendono e vengono trasferiti nella provincia di Idlib.
Nella notte tra 29 e 30 aprile diversi missili colpiscono basi governative nelle province di Aleppo e Hama ospitanti militari iraniani. Fonti filo-governative accusano Israele e sostengono che i morti siano stati più di 40 di cui 18 iraniani. Secondo il SOHR i morti sarebbero stati 26 mentre secondo altre fonti iraniane non vi sarebbero militari iraniani coinvolti. I notiziari israeliani al contrario sostengono che il bombardamento abbia distrutto 200 missili terra-terra iraniani.
Il primo maggio il Dipartimento di Stato statunitense annuncia l'inizio dell'offensiva finale contro l'ISIS nelle regioni orientali e meridionali del Paese.
L'8 maggio gli Stati Uniti annunciano l'uscita dall'accordo sul nucleare iraniano sancendo un ulteriore avvicinamento alla linea anti-iraniana di Israele, che annuncia di avere intenzione di imporre il ritiro strategico delle forze iraniane dal territorio siriano continuando ad effettuare raid sulle basi dei pasdaran situate nelle zone controllate dai governativi. Il 9 maggio nei pressi di Damasco avviene un nuovo raid israeliano su una base iraniana, che causa 15 morti di cui 8 iraniani. In serata l'Iran lancia missili da basi siriane contro le postazioni israeliane nel Golan. Israele risponde con un'imponente offensiva aerea, utilizzando per la prima volta in una zona di guerra uno stormo comprendente aerei di ultima generazione F-35 e colpendo decine di obiettivi tra cui due aeroporti militari a Damasco.
Il 21 maggio 2018 le forze armate siriane dichiarano di aver infranto le ultime sacche di resistenza dell'Isis a Yarmouk e nei vicini sobborghi di Damasco. Dopo oltre sei anni la zona di Damasco può dirsi di nuovo completamente sotto il controllo del governo.
Il 31 maggio, a seguito di un accordo tra russi e israeliani, viene annunciato che Hezbollah e iraniani si ritireranno dalle zone adiacenti alle alture del Golan, creando una "zona cuscinetto" nelle province di Daraa e Quneitra.
Il 3 giugno la coalizione internazionale capeggiata dagli USA, le Forze Democratiche Siriane (FDS) e le forze armate irachene avviano la seconda fase dell’operazione militare al confine tra Siria e Iraq contro Daesh rafforzando la presenza militare irachena al fine di evitare la fuga dei miliziani.
Il 5 giugno, a seguito di accordi tra le diplomazie statunitense e turca, i militanti FDS annunciano il ritiro dalla città di Mambij, che era stata sottratta all'ISIS nell'agosto 2016.
Il 10 giugno Israele lancia a sorpresa vaste manovre militari di esercitazione, annunciando inoltre un possibile richiamo di riservisti in vista della imminente offensiva dell’esercito siriano contro i ribelli nelle aree contigue alle alture del Golan e al confine con la Giordania.
Il 18 giugno avviene un raid sulle forze governative e iraniane ad Abu Kamal, al confine tra Siria e Iraq. Inizialmente Damasco punta il dito contro la coalizione USA, in seguito la CNN annuncia che i raid sono stati effettuati da Israele. Il 25 giugno razzi israeliani colpiscono un deposito di armi di Hezbollah nei pressi dell'aeroporto civile di Damasco.
Il 19 giugno, con il supporto dell'aviazione russa, viene avviata un'operazione governativa in larga scala volta alla riconquista delle frontiere meridionali ovvero delle porzioni del Governatorato di Daraa, del Governatorato di Quneitra e del Governatorato di al-Suwayda oggetto di combattimenti con i ribelli islamisti fin dall'inizio dell'insurrezione nel 2011. Vengono bombardate le principali infrastrutture dell'area tra cui tre ospedali. Tra gli obiettivi bombardati vi sarebbe anche una struttura di Save the Children. L'esercito regolare avanza rapidamente e acquisisce in breve tempo il controllo di gran parte dell'area. Secondo i dati ONU per via dell'operazione risultano sfollate circa 320.000 persone delle 725.000 che si trovano nell'area, delle quali almeno 60.000 si sarebbero spostate sui confini della Giordania e delle alture del Golan occupate da Israele. Entrambe le frontiere rimangono chiuse.

Offensiva governativa nel sud-ovest del Paese

Il 6 luglio viene raggiunto un accordo tra governativi e ribelli riguardante la resa di circa 30 villaggi nel governatorato di Daraa e la cessione del valico di frontiera con la Giordiania di Nassib.
Il 12 luglio la città di Daraa, luogo simbolo dell'inizio della guerra civile nel 2011, torna ad essere completamente sotto il controllo dei governativi. Di rilevante importanza strategica è inoltre la totale messa in sicurezza di gran parte dell'autostrada M5, dal valico siro-giordano di Nasib fino alla periferia nord di Hama.
Il 22 luglio, durante l'evacuazione di Quneitra da parte delle forze ribelli, Israele apre momentaneamente la frontiera del Golan su richiesta di USA ed UE, consentendo il passaggio verso la Giordania di circa 800 persone tra “Caschi Bianchi”, i volontari della cosiddetta Difesa civile siriana, e loro familiari.
Il 25 luglio nei pressi di as-Suwayda militanti di Daesh attaccano le retrovie governative facendo strage di civili drusi prima di essere fermati dai rinforzi. Il 31 luglio le forze governative con il supporto anche di ex componenti delle formazioni ribelli occupano la sacca di resistenza di Tasil, sottraendola allo Stato Islamico.
In contemporanea avviene il collasso delle difese di Daesh anche nel governatorato di Deir Ezzor, nella MERV (Middle Euphrates Valley), dove le Forze Democratiche Siriane riescono infine a riunirsi per formare un unico fronte contro la sacca tra Hajin (quartier generale di Daesh da dopo la caduta di Al-Raqqa) e Harse, città site lungo la sponda orientale dell'Eufrate quasi al confine con l'Iraq.

### La battaglia di Idlib e il ritiro militare statunitense (agosto 2018 - agosto 2019)
Nel contempo le Forze Democratiche Siriane (FDS) che a fine luglio controllano circa un quarto del territorio siriano, ovvero la federazione del Rojava comprendente gran parte della Siria ad est dell'Eufrate, le città di Raqqa, Mambij e le zone ad esse adiacenti, diffidenti degli alleati americani che avrebbero annunciato il ritiro delle loro truppe dalla Siria (anche se a data da destinarsi) e temendo di trovarsi isolati politicamente come già avvenuto ai vicini peshmerga iracheni del KRG (assediati prima da Baghdad poi dalla Turchia a seguito del referendum per l'indipendenza del 2017, il quale era osteggiato anche dagli USA), avviano i primi contatti con Damasco per trovare una soluzione pacifica finale alla crisi siriana, aspirando ad un riconoscimento di autonomia regionale e a maggiori diritti per le minoranze etniche rimanendo però all'interno della nazione siriana. In tale direzione vanno infatti i contatti per il ripristino della centrale idroelettrica della diga di Tabqa, i patti per la fornitura di petrolio dai pozzi dell'est del Paese controllati dalle FDS all'ovest governativo (oltre che all'Iran) e in ultima analisi anche l'offerta di supporto militare da parte di ufficiali curdi per le operazioni governative nel governatorato di Idlib che a fine agosto sono in fase di preparazione. Il governo di Damasco in ogni caso si dichiara contrario ad un sistema federale o che comunque preveda forme di amministrazione autonoma.
Il 27 agosto, dopo una lunga preparazione volta a mettere in sicurezza il confine Siria-Iraq e a permettere l'evacuazione di civili, le FDS con il supporto dell'aviazione della coalizione internazionale lanciano un'offensiva contro la sacca di Hajin. Le operazioni via terra contro i centri abitati iniziano l'11 settembre.
Agli inizi del mese di settembre le forze governative vengono disposte massivamente lungo il confine con le aree nord-occidentali controllate da gruppi anti-governativi comprendenti il governatorato di Idlib e parte di quelli di Aleppo, Laodicea e Hama. Avvengono diversi scontri e l'aviazione russa esegue raid aerei in tali zone, tuttavia le operazioni via terra in larga scala vengono di fatto impedite dal dispiegamento dell'esercito turco in diversi checkpoint costruiti sul territorio dei ribelli. La Turchia sostiene di voler evitare una catastrofe umanitaria e una nuova massiccia ondata di profughi. Il 17 settembre, in seguito a un vertice tra capi di Stato avvenuto a lato dei colloqui della piattaforma di Astana, dopo diversi tentativi falliti Russia e Turchia raggiungono un accordo per una sospensione delle operazioni governative a Idlib il quale prevede anche la creazione di una zona cuscinetto smilitarizzata «profonda 15-20 chilometri» e l’espulsione dalla zona delle formazioni jihadiste, a cominciare da Hayat al-Tahrir al-Sham che controlla ancora circa metà del territorio del governatorato.
La sera del 17 settembre durante un raid israeliano su Laodicea la contraerea di Damasco abbatte per errore un aereo russo Ilyushin Il-20 M uccidendo 15 persone. Questo fatto provoca grandi tensioni diplomatiche tra Russia e Israele, in quanto secondo i russi l'aereo sarebbe stato usato come "scudo" dagli israeliani durante il controattacco siriano, inoltre Israele avrebbe avvisato dell'operazione la Russia solamente un minuto prima che avvenisse il raid israeliano, e di conseguenza l'aereo non avrebbe avuto il tempo di mettersi al riparo. Fonti filo-occidentali sostengono invece che l'aereo spia fosse presente nell'area appositamente con lo scopo di raccogliere informazioni sugli F-35 israeliani e che sia stato abbattuto dall'intenso fuoco di sbarramento di una delle tante batterie presenti nella fascia costiera tra Tartus e Latakia con alla consolle personale siriano affiancato da russi e/o iraniani. La potente azione di disturbo elettronico israeliano (jamming) e il tiro missilistico a “sbarramento” avrebbero così determinato il fatale errore della difesa aerea. A riprova della possibilità che vi fosse personale russo e/o iraniano in servizio nella difesa aerea siriana quella sera, ci sono le parole del presidente russo Vladimir Putin, che a 24 ore dalla tragedia ha smorzato i duri toni iniziali del ministero della difesa russo dicendo che si è trattato di “una catena di tragiche circostanze accidentali”.
A seguito di tale avvenimento il ministero della difesa russo decide di avviare la fornitura di quattro batterie del sistema di difesa antiaerea S-300 PMU2 Favorit al governo siriano.
Fonti israeliane affermano che nel 2017 e nel 2018 Israele abbia colpito più di 200 obiettivi in territorio siriano.
Il 27 ottobre a Istanbul avviene un summit tra i leader di Turchia, Russia, Germania e Francia in cui il comunicato finale stabilisce un "appoggio all'integrità territoriale siriana" oltre che il sostegno ad un processo guidato dall'ONU per l'emanazione di una nuova costituzione in Siria e al progressivo "sicuro e volontario" ritorno in patria dei profughi.
Il 28 ottobre e i giorni successivi Kobanê e diverse città lungo la frontiera turco-siriana controllate dalle Forze Democratiche Siriane vengono bombardate dall'artiglieria turca.
Le FDS, in seguito a rapporti riguardo alla preparazione di nuove operazioni militari in Siria da parte della Turchia e in seguito a una serie di sconfitte durante l'assedio della sacca di Hajin, decidono di sospendere le operazioni contro Daesh, accusando nel contempo la Turchia di fornire supporto diretto a tale gruppo.
Il 17 novembre i governativi conquistano la regione vulcanica di Al-Safa nel Governatorato di As-Suwayda, sottraendo allo Stato Islamico l'ultima roccaforte anti-governativa della regione.
Riprese le operazioni nell'est contro lo Stato Islamico, tra fine novembre e inizio di dicembre sono arrestati diversi leader di governo della formazione tra cui il responsabile degli affari interni e l'assistente di al Baghdadi. Il 14 dicembre le FDS annunciano di aver liberato Hajin dallo Stato Islamico.
Il 19 dicembre il presidente Donald Trump annuncia l'imminente ritiro delle truppe americane dalla Siria, innescando la rabbia delle Forze Democratiche Siriane che ritengono che la Turchia abbia ottenuto dagli Stati Uniti il via libera per poter sferrare un attacco contro di esse. In seguito viene annunciato che, nell'ambito di una forza multinazionale con compiti di peacekeeping, una guarnigione di un numero non ben definito di marines rimarrà nel nord est della Siria e nella base di Al Tanf sulla frontiera siriana con l'Iraq e la Giordania.
Il 2 gennaio 2019 ad Idlib e Aleppo ovest scoppiano violenti scontri tra il Fronte di Liberazione Nazionale (NLF, supportato dalla Turchia) e Hayat Tahrir al-Sham (HTS, legato ad Al Qaida), le due principali componenti anti-governative della regione. Il 7 gennaio i miliziani di HTS dichiarano di avere intenzione di ottenere il controllo dell'intera area e di portare alla dissoluzione tutti i gruppi non allineati con la loro formazione.
Il 23 marzo le FDS, in seguito alla resa e all'evacuazione di circa 70.000 persone dall'area limitrofa al villaggio di Al-Baghuz Fawqani, annunciano la completa conquista delle ultime aree controllate da Daesh lungo la riva orientale dell'Eufrate.
A partire dal 30 aprile i governativi lanciano un'operazione contro le posizioni ribelli ad Idlib e Hama causando l'abbandono delle proprie abitazioni da parte di circa 700.000 persone. Il 19 maggio i ribelli denunciano un nuovo attacco governativo con armi chimiche che sarebbe avvenuto su tale fronte.
Il 20 agosto ad Idlib i governativi espugnano la città di Khān Shaykhūn accerchiando in tal modo le posizioni fortificate di Kafr Zita, Lataminah e Morek oltre che diverse unità dell'esercito turco presenti in tale area. Quest'ultime vengono evacuate grazie all'intervento delle forze speciali russe. A seguito di tali eventi si intensificano i contatti tra le diplomazie di Mosca ed Ankara al fine di trovare un accordo sulla spartizione delle ultime aree controllate dai ribelli.
Il 7 agosto, gli Stati Uniti e la Turchia hanno raggiunto un accordo, che avrebbe istituito una nuova zona cuscinetto smilitarizzata nel nord della Siria.

### Fallito accordo di demilitarizzazione e la questione Rojava (ottobre 2019)
Il 5 ottobre, il presidente turco Recep Tayyip Erdoğan ha avvertito di un'invasione turca su vasta scala della Siria settentrionale.
Il 7 ottobre, il governo degli Stati Uniti ha dichiarato che mentre le forze armate statunitensi non avrebbero sostenuto l'operazione turca, si sarebbero ritirate dall'area e avrebbero permesso che si svolgesse.
Il 9 ottobre 2019, a seguito del ritiro delle unità statunitensi stanziate nelle aree lungo il confine turco-siriano, l'esercito turco avvia l'operazione "Primavera di Pace" contro le Forze Democratiche Siriane. L'obiettivo ufficiale dichiarato dal presidente turco Recep Tayyip Erdoğan è quello di creare una "zona cuscinetto" all'interno del territorio siriano larga 30 km e lunga 120 km circa e "prevenire la creazione di un corridoio del terrore" ovvero impedire eventuali infiltrazioni in territorio turco da parte di milizie ostili e di unità affiliate al PKK.
Il 13 ottobre il governo siriano e l'Amministrazione autonoma della Siria settentrionale e orientale (Rojava) hanno stretto un accordo incentrato sulla dissuasione dell'offensiva guidata dalla Turchia nella Siria nordorientale, mediata dal governo russo.
Il 27 ottobre 2019 fonti militari e giornalistiche americane annunciano l'uccisione di Abu Bakr al-Baghdadi in un raid avvenuto a Barisha, un villaggio di circa mille abitanti situato nei pressi di Idlib, a cinque chilometri dal confine con la Turchia.

### Seconda battaglia di Idlib (novembre 2019 - marzo 2020)
L'offensiva nord-occidentale della Siria, nome in codice "Alba di Idlib 2" da parte del governo siriano, è un'operazione militare lanciata dalle forze armate della Repubblica araba siriana, Russia, Iran, Hezbollah e altre milizie alleate contro l'opposizione siriana e i combattenti alleati dei jihadisti dell'Esercito siriano libero, Hayat Tahrir al-Sham, Rouse the Believers Operations Room, il Partito Islamico del Turkestan, e altri ribelli e jihadisti salafiti presenti ad Idlib e nel governatorato circostante nel corso della guerra civile siriana. L'offensiva è iniziata il 19 dicembre 2019. L'offensiva ha causato 980.000 civili sfollati dalle aree detenute dai ribelli a seguito dell'avanzamento del governo siriano. Le forze filo-governative hanno circondato diversi posti di osservazione turchi entro febbraio. Nel frattempo, le forze armate turche hanno istituito diversi nuovi posti di osservazione nella regione.
Gli attacchi aerei filo-governativi sono intensificati dal 15 dicembre. A seguito della campagna di bombardamenti aerei e dopo che il 14º round del Astana Processus a Nur-Sultan, in Kazakistan si fosse concluso pochi giorni prima senza alcun accordo definitivo di cessate il fuoco, i combattimenti a terra sono ripresi il 18 dicembre 2019, a causa del rifiuto dell'opposizione di accettare nuovi termini da parte dei militari russi in merito controllo di Idlib. Circa 200 combattenti di Hayat Tahrir al-Sham e dei Guardians of Religion Organization hanno attaccato congiuntamente le forze del governo siriano sui fronti di Umm al Khalakhil e Zarzur. L'esercito siriano ha dichiarato di aver respinto tutti gli attacchi e che 12 combattenti pro-governo sono rimasti feriti e ricoverati in ospedale.
Il 19 dicembre, i media filo-governativi hanno riferito che il governo siriano aveva avviato la "seconda fase" dell'operazione Alba di Idlib, la precedente offensiva del governo dell'estate 2019, con le forze filo-governative guidate dalla 25ª divisione delle forze speciali della missione che attaccavano diversi villaggi nel sud-est del Governatorato di Idlib, in particolare lungo l'asse di Umm Jalal. Una fonte militare siriana ha affermato che l'obiettivo dell'operazione era di conquistare il territorio a sud di Ma'arrat al-Nu'man, una roccaforte ribelle chiave sull'autostrada M5. Ci sono stati attacchi aerei russi nella città di Tal Mardikh nella campagna orientale di Idlib e nel villaggio di Marshamarin nel sud di Idlib, e attacchi con bombardamenti governativi contro Jarjanaz e Al-Ghadfah, e Ma'arrat al-Nu'man. Ottanta persone sono state uccise da entrambe le parti il 20-21 dicembre, inclusi attacchi aerei pesanti su Ma'arrat al-Nu'man e Saraqib. La Russia ha riferito che 17 soldati siriani sono stati uccisi.
L'11 gennaio 2020, un giorno prima dell'entrata in vigore del cessate il fuoco mediato, Ansar al-Tawhid ha pubblicato un video di un attacco meccanizzato contro le posizioni del governo nel sud-est di Idlib usando mitragliatrici pesanti precedentemente catturate dall'esercito siriano. Secondo quanto riferito, il gruppo ha teso un'imboscata contro un veicolo che trasportava funzionari governativi e ha catturato con successo una posizione dalle forze governative, sequestrando alcune armi leggere nel processo.
Dopo una breve pausa e dopo che il cessate il fuoco tra Russia e Turchia non si è materializzato, l'esercito arabo siriano ha rinnovato la sua offensiva di terra contro Ma'arrat al-Nu'man il 24 gennaio, assistito da massicci attacchi aerei. Ma'arrat al-Nu'man è di importanza strategica, poiché si trova sull'autostrada M5, una delle arterie economiche della Siria, e di significato simbolico come principale centro di protesta contro il governo di Assad dall'inizio della Guerra civile siriana nel 2011. Dopo un lungo bombardamento pro-governo, alla fine di gennaio la città si era svuotata dei suoi 110.000 residenti.
Il 30 gennaio l'esercito siriano raggiunge la periferia della roccaforte dell'opposizione di Saraqib, a nord di Ma'arrat al-Nu'man, dopo aver catturato le città di Kafr Battikh, Tell Mardikh, Jobas, Qomhane, Hatamiyeh e Tell Dibs, spingendo il prima linea a tre chilometri dal centro di Saraqib.  Saraqib è stata poi riconquistata il 5 febbraio, quando le forze governative hanno catturato circa 20 insediamenti, tra cui Resafah e diversi villaggi vicini, avanzando verso est e nord di Saraqib, isolandolo da tre direzioni.
L'8 febbraio, secondo quanto riferito, l'esercito ha catturato diversi siti lungo la strategica autostrada Aleppo-Damasco (M5) mentre avanzava a nord di Saraqib. Secondo quanto riferito, le forze governative hanno anche attraversato l'autostrada M5 ed sono entrate nella campagna sud-occidentale del Governatorato di Aleppo, la prima volta dal 2013, dall'approccio meridionale. In seguito alla completa cattura della strategica autostrada M5, l'esercito siriano ha spostato il suo slancio verso la sicurezza della Grande Aleppo, in particolare la periferia occidentale della città. Tra gli insediamenti dell'opposizione colpiti da attacchi aerei in questo periodo c'erano Turmanin, al-Dana, Kabtan al Jabal, al-Abzimo e Darat Izza.
Il 20 febbraio, ribelli sostenuti dalla Turchia hanno lanciato un'altra controffensiva su Nayrab con il supporto dell'artiglieria turca. È stato anche riferito che i soldati turchi stessero operando a fianco dei ribelli nell'assalto alla città.
Il 1º marzo, il ministro della difesa turco Hulusi Akar ha annunciato la continuazione dell'operazione Scudo di primavera, che è stata lanciata il 27 febbraio. L'esercito turco ha abbattuto due getti d'attacco dell'aeronautica militare siriana nella campagna occidentale di Idlib; e i media statali siriani hanno affermato che entrambi i piloti si sono paracadutati e sono sopravvissuti. Lo stesso giorno, secondo l'agenzia turca Anadolu, l'esercito turco ha preso di mira l'aeroporto militare di Nayrab e lo avrebbe reso inutilizzabile.

### Operazione Deterrenza d'Aggressione (novembre 2024 - dicembre 2024)
Dopo quattro anni di parziale tregua in cui non sono avvenute operazioni su larga scala ma in cui l'economia delle aree sotto il controllo governativo ha subito il peso di una grave crisi dovuta anche all'impatto delle sanzioni occidentali, le forze antigovernative raggruppate nel gruppo Tahrir al-Sham (HTS) e nell'Esercito Nazionale Siriano (NSA) a Idlib e nella Siria nord-occidentale il 27 novembre 2024 hanno lanciato una rapida offensiva contro la città di Aleppo controllata dal governo riuscendo a conquistarla in 48 ore. Il 5 dicembre successivo è conquistata anche la città di Hama e dal giorno successivo le forze ribelli si accingono ad attaccare la città di Homs.
Nel contempo le Forze Democratiche Siriane, supportate dall'aviazione statunitense, prendono il controllo di Deir el-Zor e delle aree dei governativi contigue al fiume Eufrate, tagliando fuori dalla Siria i rinforzi delle milizie sciite irachene e iraniane. Le FDS il 6 dicembre ottengono anche il controllo delle aree che erano rimaste in mano al governo nella Siria nord-orientale. Sempre negli stessi giorni si riaccendono nuovamente gli scontri tra governo e Fronte Meridionale anche nel sud della nazione, in particolar modo a Dar'a e ad As-Suwayda, le quali vengono abbandonate rapidamente dalle forze del governo, e l'Esercito del Commando Rivoluzionario prende il controllo di Palmira, nel Governatorato di Homs.
L'8 dicembre le forze ribelli prendono la capitale Damasco, costringendo il presidente deposto Bashar al-Assad alla fuga.